# El capital, tomo I
El capital: crítica de la economía política. Tomo I: El proceso de producción del capital. (en alemán, Das Kapital. Kritik der politischen Ökonomie Erster Band. Buch I: Der Produktionsprocess des Kapitals; 1867-1883) es el primero de los tres tratados que componen El capital, una crítica de la economía política del filósofo y economista alemán Karl Marx. Dedicado a Wilhelm Wolff y publicado por primera vez el 14 de septiembre de 1867, el primer tomo fue el producto de una década de investigación y redacción. Es la única parte de El capital que se completó durante la vida de Marx. Se centra en el aspecto del capitalismo al que Marx se refiere como el modo de producción capitalista, o la forma en que el capitalismo organiza la sociedad para producir bienes y servicios.
Las dos primeras secciones del trabajo tratan de los fundamentos de la economía clásica, incluyendo la naturaleza del valor, el dinero y las mercancías. En estas secciones, Marx defiende y amplía la teoría del valor trabajo avanzada por Adam Smith y David Ricardo. Comenzando con las siguientes tres secciones, el enfoque del primer tomo cambia a la plusvalía (el valor añadido de una mercancía terminada menos el costo de producción), que divide en dos formas: absoluta y relativa. Marx argumenta que las relaciones de producción específicas del capitalismo permiten a los propietarios del capital acumular más plusvalía relativa mediante mejoras materiales en los medios de producción, impulsando así la Revolución Industrial. Pero para Marx, la extracción de plusvalía no sólo motiva el crecimiento económico, sino que también es la fuente de la lucha de clases entre los trabajadores y los propietarios del capital. Las secciones cuatro, cinco y seis discuten cómo los trabajadores luchan con los propietarios del capital por el control de la plusvalía que producen, salpicados de ejemplos de los horrores de la esclavitud asalariada. Además, Marx argumenta que el impulso de acumular más capital crea contradicciones dentro del capitalismo, como el desempleo tecnológico, diversas ineficiencias y crisis de sobreproducción. La penúltima parte explica cómo los sistemas capitalistas se sostienen (o "reproducen") una vez que se han establecido. A lo largo de la obra, Marx coloca el capitalismo en un contexto históricamente específico, considerándolo no como un ideal abstracto, sino más bien como el resultado de desarrollos históricos concretos. Este es el enfoque especial en la parte final, que argumenta que el capitalismo comenzó con la expropiación violenta de la propiedad por parte de la futura clase capitalista, un proceso que Marx llama "acumulación originaria". El libro concluye con una transformación del capitalismo a un nuevo modo de producción basado en la propiedad social de los medios de producción, donde los "expropiadores son expropiados" por los trabajadores.

En el primer tomo de El capital, Marx hace uso de una variedad de estrategias lógicas, históricas, literarias y de otro tipo para ilustrar sus puntos. Su principal herramienta analítica es el materialismo histórico, que aplica el método hegeliano de crítica inmanente a la base material de las sociedades. Como tal, el primer tomo incluye grandes cantidades de datos históricos y ejemplos concretos de las sociedades industriales de mediados del siglo XIX, especialmente el Reino Unido. En una carta a Engels, Marx resume los mejores puntos del libro de la siguiente forma:
1. (esto es fundamental para toda comprensión de los hechos) el doble carácter del trabajo según se exprese en valor de uso o en valor de cambio, que se destaca en el primer capítulo;

2. el tratamiento de la plusvalía independientemente de sus formas particulares como beneficio, interés, renta del suelo, etc. Esto se aclarará especialmente en el segundo volumen.
Durante la vida de Marx, completó tres ediciones del primer tomo: las dos primeras en alemán, la última en francés. Una tercera edición alemana, que todavía estaba en progreso en el momento de su muerte, fue terminada y publicada por Friedrich Engels en 1883. Se discute entre los estudiosos si la edición francesa o la tercera edición alemana deben considerarse autorizadas, ya que Marx presentó sus teorías de manera ligeramente diferente en cada una.
En 2013, la Unesco registró el primer tomo de El capital junto con el Manifiesto comunista en el Programa Memoria del Mundo.

## Prólogos al primer tomo

### Prólogos de Marx

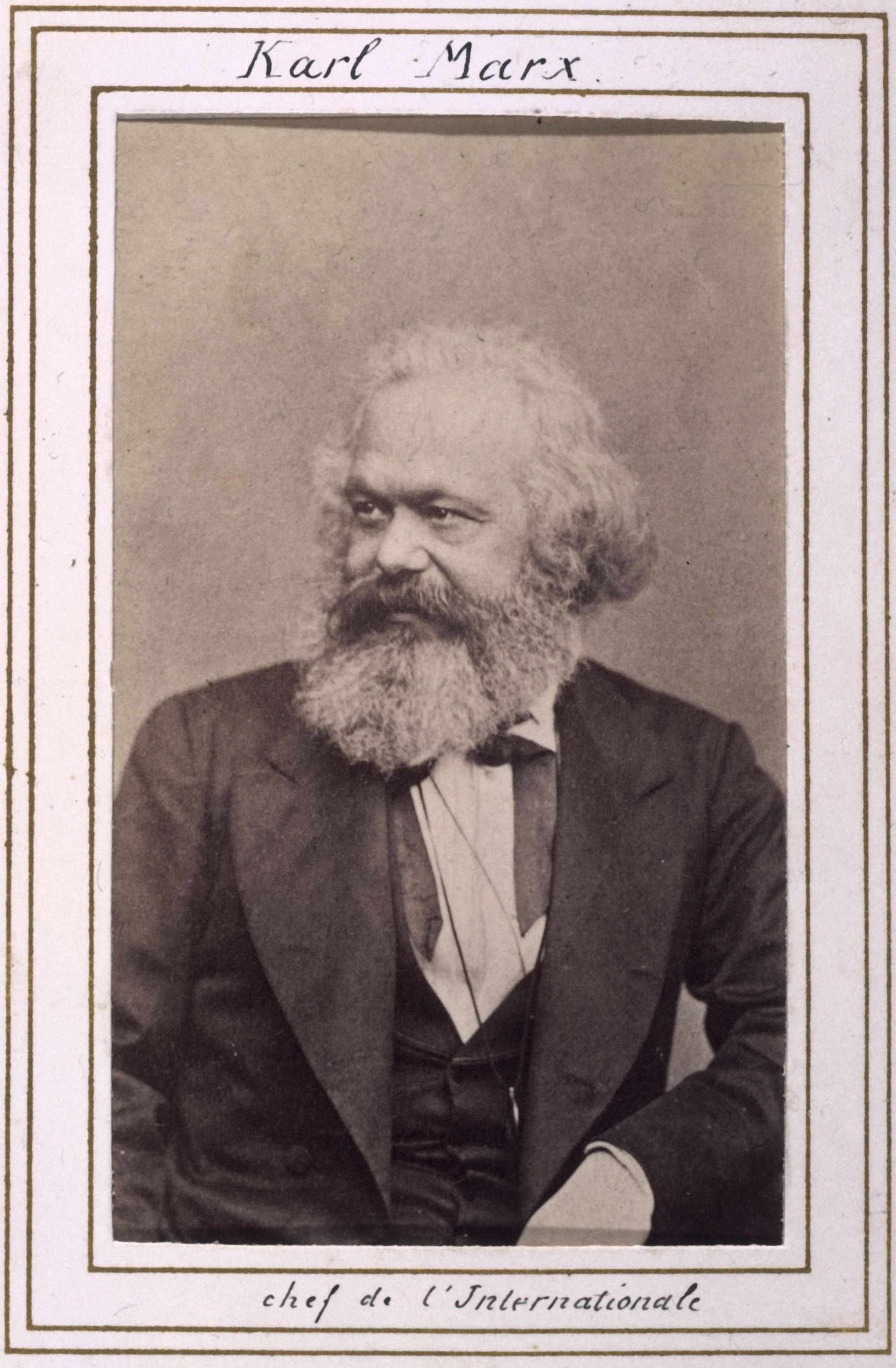
Karl Marx en 1872.

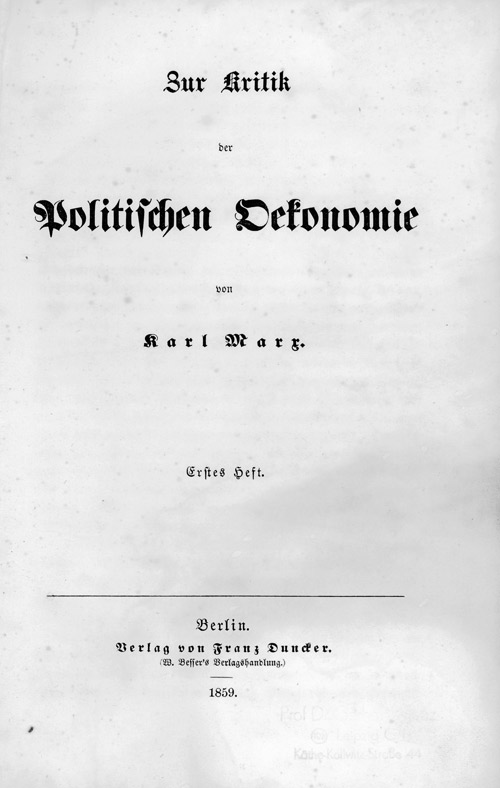
Contribución a la crítica de la economía política (1859).

Marx explica en el prólogo a la primera edición alemana que el primer tomo es “la continuación de la Contribución a la crítica de la economía política” de 1859 (la cual fue mal comprendida por el socialista Ferdinand Lassalle). En él intenta hacer de manera amena “a excepción del capítulo sobre la forma valor” un estudio crítico de la mercancía y la economía política. Esta última fue más estudiada en la historia que la primera porque “es más fácil de estudiar el cuerpo organizado que las células del cuerpo”. La mercancía es pues la célula económica de la sociedad burguesa. Aclara además que su análisis no será moral sino histórico-natural, donde las personas son solo "personificación de categorías económicas, como portadores de determinadas relaciones e intereses de clase”. Marx termina el prólogo explicando su intención de publicar un segundo tomo del "proceso de circulación del capital (libro II) y de los aspectos del proceso en su conjunto (libro III)"; y un tercer tomo sobre "la historia de la teoría". Los dos libros del segundo tomo mencionado fue dividido en dos tomos por Engels entre 1885 y 1894. El tercer tomo que Marx se refirió fue publicado como un cuarto tomo distinto bajo el nombre Teorías sobre la plusvalía por Karl Kautsky publicó entre 1905 y 1910.
En un postfacio del primer tomo de 1872, Marx describe que la ciencia económica burguesa, siendo David Ricardo su último gran representante, en fin de cuentas, alcanzó su límite último desde las críticas de Jean Charles de Sismondi al no poder conciliar “el antagonismo de los intereses de clase”, (los cuales Ricardo consideró “como una ley natural de la vida social”) a pesar de los intentos de economistas como John Stuart Mill. También Marx aclara frente a sus críticos el fundamento materialista de su método dialéctico empleado en el libro que, a diferencia de Hegel, “lo ideal no es más que lo material transpuesto y traducido en la cabeza del hombre”.
En el prólogo de la primera edición francesa de 1872, Marx explica que previamente su obra fue publicada en francés primero por Maurice Lachâtre a modo de entregas de periódicos y advierte de la dificultad de su lectura. Termina con una sección dedicada al lector (1875) donde agradece a Joseph Roy la labor de traducir su obra, quien tuvo que encontrar un nuevo vocabulario para términos inventados por Marx y respetar el contenido original. Esta edición fue muy importante para Marx, la cual se utilizó para numerosas reediciones y traducciones.

"Habiendo emprendido una vez este trabajo de revisión, fui llevado a aplicarlo también al fondo del texto original (la segunda edición alemana), simplificar algunos desarrollos, completar otros, dar Materiales históricos o estadísticos adicionales, que se agregarán vistas previas opiniones, etc. Cualesquiera que sean las imperfecciones literarias de esto. La edición francesa, tiene un valor científico independiente de el original y debe ser consultado incluso por lectores familiarizados con el idioma alemán"

### Prólogos de Engels

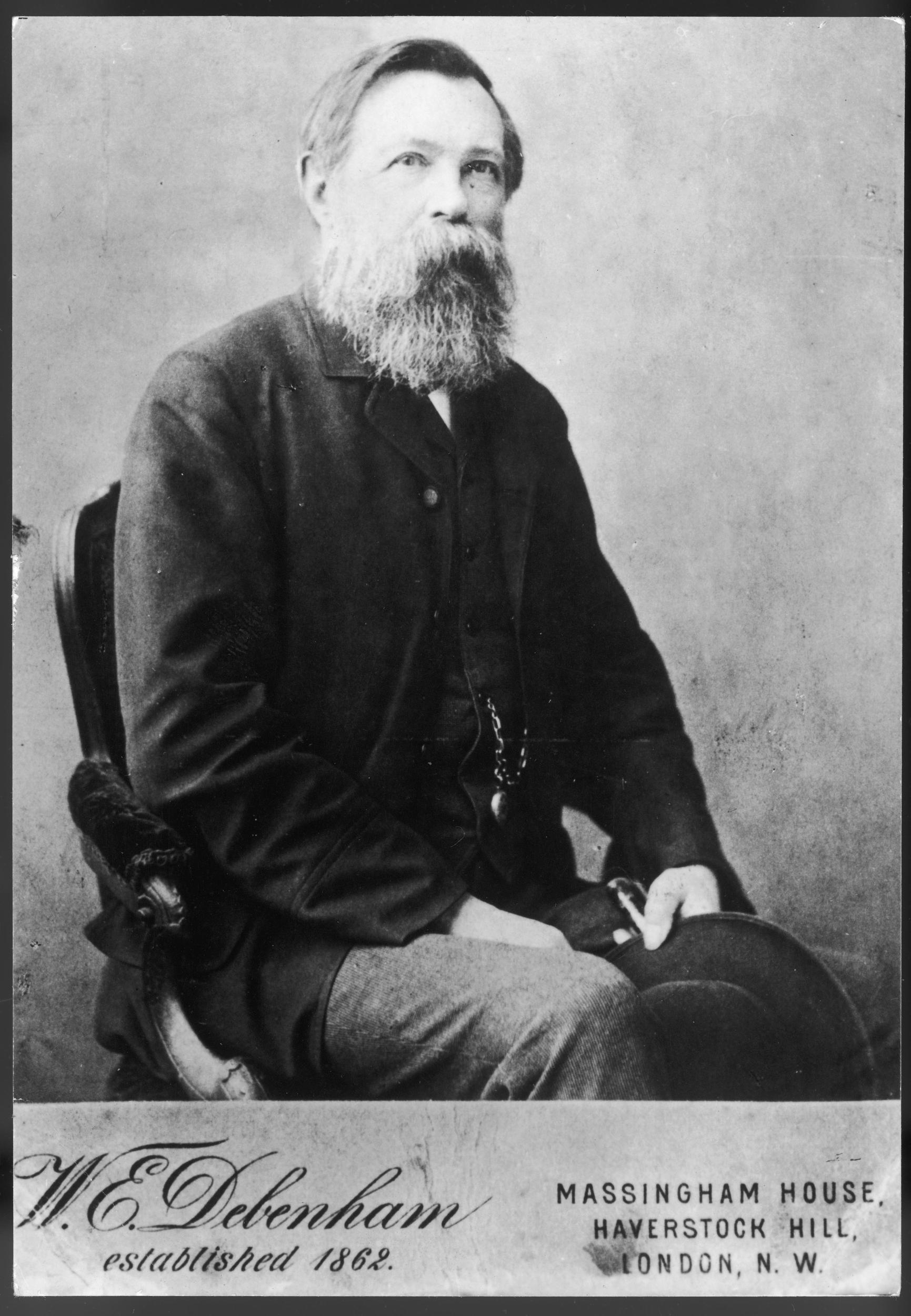
Friedrich Engels en 1888.

Tras la muerte de Marx en 1883, su amigo y colaborador Friedrich Engels escribió los prólogos posteriores de las nuevas ediciones del primer tomo. El primero fue el de la tercera edición alemana de 1883. "Sobre mí, que perdí con él al amigo de cuarenta años, al mejor y más inquebrantable de los amigos". En él, Engels explica su tarea de recopilación de manuscritos dejados por Marx para los futuros tomos dos y tres. Entre ellos, "un ejemplar alemán corregido a trozos por su mano y lleno de referencias a la edición francesa" que Engels usó para reeditar el tomo siempre que "estuviese absolutamente seguro de que el propio autor, de vivir, la hubiera corregido".
En el prólogo de la primera edición inglesa de 1886, Engels resume su nueva reedición de la obra con la ayuda de Eleonor Marx, hija del autor. Escribió que la obra ha sido descrita como “la Biblia de la clase trabajadora”, cuyas conclusiones fueron fundamentales en el movimiento obrero en Alemania, Suiza, Inglaterra, Francia, Holanda, Bélgica, Italia, España y América. Según Engels, Marx “llegó a la conclusión de que, al menos en Europa, Inglaterra es el único país donde la inevitable revolución social puede efectuarse enteramente por medios pacíficos y legales”. Este tomo fue reeditado en numerosas ocasiones por Marx y por Engels tras su muerte.
El último prólogo de Engels fue escrito para la edición alemana en 1890. En él se dedica otra vez a resumir los nuevos cambios de su "formal final" y en pequeña controversia con William Gladstone y Sedley Taylor.

## Tomo I.El proceso de producción del capital

### Sección 1:Mercancía y dinero
En esta primera sección, Marx explicará los fundamentos del intercambio en el mercado. Este intercambio se basa en un elemento especial, la mercancía, que es un objeto producido con vistas al intercambio (para ser vendido y no directamente consumido por el productor). Además de su utilidad, este elemento tendrá, por tanto, un valor de cambio, que determina en qué proporción la mercancía producida puede cambiarse por otras mercancías (o su equivalente en dinero). Se trata entonces de determinar con mayor precisión cómo se puede medir este valor.

#### Capítulo 1: La Mercancía
1. Los dos factores de la mercancía: valor de uso y valor (sustancia del valor, magnitud del valor)

“La riqueza de las sociedades en las que domina el modo de producción capitalista se presenta como un enorme cúmulo de mercancías”.

Para Marx, la reducción de mercancías a su trabajo invertido permite determinar y comparar sus valores de la misma forma que “la superficie de todos los polígonos se los descompone en triángulos” para determinar y comparar sus áreas.

Es sobre la base de este postulado que Marx hace del análisis de la mercancía el punto de partida de su investigación. Para ello, Marx parte de la búsqueda de la cualidad común que poseen todas las mercancías que permiten su intercambio mediante una comparación cuantitativa. Para Marx, una mercancía es cualquier producto resultante del trabajo humano que ha sido producido con el objetivo de ser vendido. Por lo tanto, una mercancía tiene una utilidad, lo que Marx llama un "valor de uso", pero también tiene un "valor de cambio" ("o, sencillamente el valor"). El valor de uso de la mercancía es lo que satisface un deseo o necesidad humana de cualquier tipo, es decir, es algo útil. Sin embargo, el valor de uso real es inconmensurable. Explica que el valor de uso solo puede determinarse "en el uso o en el consumo". Después de determinar la mercancía como un valor de uso, Marx explica que una mercancía es también un valor de cambio como la cantidad de otras mercancías por las que se intercambiará. Todas las mercancías son en esencia paralelas en el sentido de que siempre pueden intercambiarse por ciertas cantidades de otras mercancías. También explica que no se puede determinar el valor de cambio de la mercancía simplemente mirándola o examinando sus cualidades naturales. El valor de cambio no es material, sino que es una medida hecha por los humanos. Para determinar el valor de cambio, uno debe ver que la mercancía se intercambia con otras mercancías. Marx explica que si bien estos dos aspectos de las mercancías están separados, al mismo tiempo también están conectados en que uno no puede ser discutido sin el otro. Explica que mientras que el valor de uso de algo solo puede cambiar en calidad, el valor de cambio solo puede cambiar en cantidad. Entonces:

“Nada ha quedado de ellos salvo una misma objetividad espectral, una mera gelatina de trabajo humano indiferenciado, esto es, de gasto de fuerza de trabajo humana sin consideración a la forma en que se gastó la misma. Esas cosas tan sólo nos hacen presente que en su producción se empleó fuerza humana de trabajo, se acumuló trabajo humano. En cuanto cristalizaciones de esa sustancia social común a ellas, son valores.”

Esto se llama la teoría laboral del valor de Marx, desarrollada durante el siglo XVIII por Adam Smith y luego por David Ricardo, según la cual lo único que es común a todas las mercancías con diferentes valores de uso, lo único que permite comparar todas estas mercancías entre sí para determinar su valor de cambio, es la cantidad de trabajo humano que se materializa en cada mercancía. Así, la magnitud del valor de cambio es función de la cantidad de trabajo necesaria para la fabricación del objeto, pudiendo medirse esta cantidad por su duración en el tiempo. Por ejemplo, un diamante vale más que el carbón porque requiere más trabajo su extracción. Pero “si con poco trabajo se lograra transformar carbón en diamantes, éstos podrían llegar a valer menos que ladrillos”. (Ver Paradoja del valor)

"(L)as mercancías sólo poseen objetividad como valores en la medida en que son expresiones de la misma unidad social, del trabajo humano; que su objetividad en cuanto valores, por tanto, es de naturaleza puramente social, se comprenderá de suyo, asimismo, que dicha objetividad como valores sólo puede ponerse de manifiesto en la relación social entre diversas mercancías".

Esto no significa, sin embargo, que una mercancía será más valiosa si lleva más tiempo producirla, ya sea por ejemplo un trabajador no calificado que le tomó más tiempo producirla. También "una cosa puede ser valor de uso y no ser valor", como "el aire, la tierra virgen, las praderas y bosques naturales", cuya utilidad no se mide en trabajo; y "una cosa puede ser útil, y además producto del trabajo humano, y no ser mercancía". Si un bien se produce y no se compra, ya sea porque es de autoconsumo o nadie la quiere o no tiene ningún uso, entonces "será inútil el trabajo contenido en ella" porque "para producir una mercancía, no sólo debe producir valor de uso, sino valores de uso para otros, valores de uso sociales" y, por lo tanto, no tiene valor.

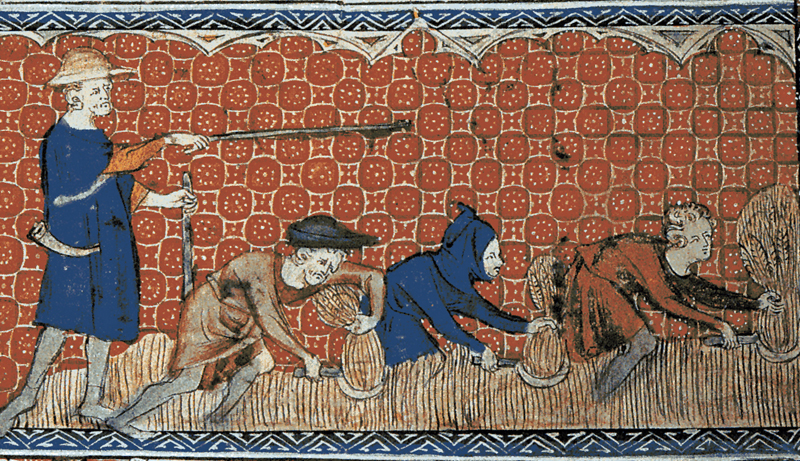
Miniatura medieval que representa a tres siervos cosechando trigo bajo la vigilancia del delegado de su señor. Friedrich Engels matiza que "ni el trigo del tributo ni el del diezmo se convertían en mercancías por el hecho de ser producidos para otros". Esto solo ocurre "a través del intercambio a quien se sirve de él como valor de uso".

Por eso, para determinar el valor, y así calcular la cantidad de trabajo presente en cada una de ellas, es necesario considerar una fuerza de trabajo media que sirva de punto de comparación a todas las demás. La fuerza de trabajo humana empleada para cada producto, cuya objetividad en cuanto valores “es de naturaleza puramente social”. Esta fuerza común puede calcularse sobre la base del "trabajo socialmente necesario" para la producción de todas las mercancías de la sociedad que se puede determinar el valor de una mercancía según el "tiempo de trabajo socialmente necesario" para "producir un valor de uso cualquiera, en las condiciones normales de producción vigentes en una sociedad y con el grado social medio de destreza e intensidad de trabajo". De hecho, un valor fijo del trabajo humano distorsionaría su verdadero valor. Dado que el trabajo evoluciona, el valor de una mercancía también difiere con el tiempo.
Además, no basta con aumentar la cantidad de bienes producidos para aumentar su valor. De hecho, generalmente sucede que un aumento en la producción de una mercancía dada disminuye su valor. Esta paradoja se explica por el hecho de que un aumento de las mercancías producidas suele ir acompañado de un aumento de la productividad del trabajo. Este aumento de la productividad conduce a una disminución del trabajo necesario para producir cada mercancía y, por lo tanto, a una disminución de la cantidad de trabajo humano presente en ella, lo que conduce a una disminución de su valor.
2. Dualidad del trabajo representado en las mercancías
Este doble valor de la mercancía proviene de una doble cara del trabajo, ya que “equiparar entre sí en el cambio como valores sus productos heterogéneos, equiparan [los productores] recíprocamente sus diversos trabajos como trabajo humano”. Por un lado está el “trabajo concreto”, entendido como creador del valor de uso de cada mercancía. Es especializado y responde a un fin particular, por tanto, produce una utilidad. Por otro lado, está el trabajo considerado como un simple gasto de fuerza productiva o "trabajo abstracto" que da valor a la mercancía. Según Marx, lo que determina este valor es la cantidad de trabajo abstracto que fue necesario para producirla. Esta última "sustancia del valor" hace comparables las mercancías entre sí, “poseen objetividad como valores en la medida en que son expresiones de la misma unidad social, del trabajo humano”. Sin embargo, “[l]a fuerza de trabajo humana en estado líquido, o el trabajo humano, crea valor, pero no es valor. Se convierte en valor al solidificarse, al pasar a la forma objetiva”.
3. La forma de valor o el valor de cambio

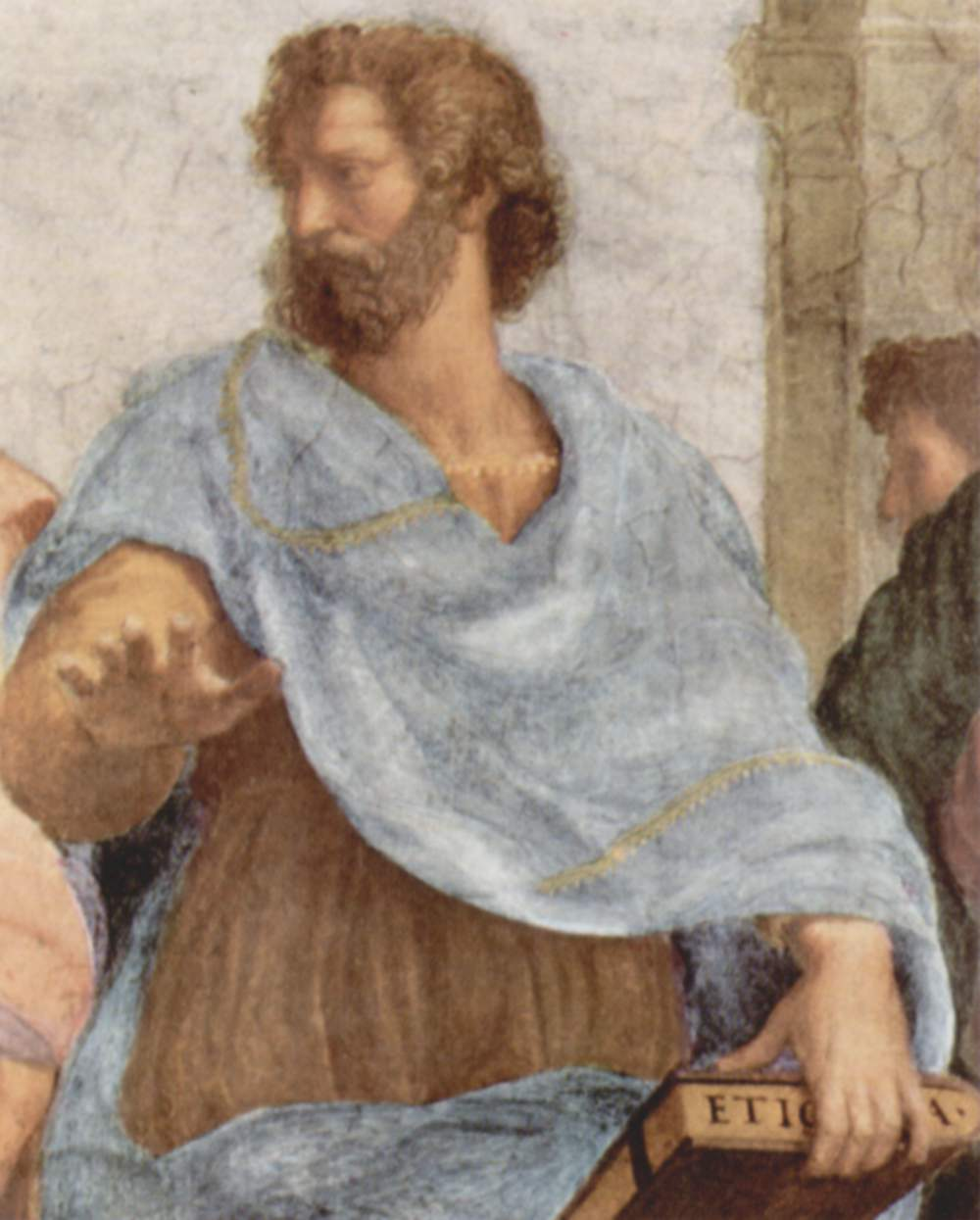
Marx señala que el "valor" es una relación social histórica, por ello Aristóteles carecía de tal concepto al haber vivido en una sociedad esclavista donde "su base natural era la desigualdad de los hombres y de sus fuerzas de trabajo".

En esta sección, Marx explica que las mercancías vienen en forma doble, a saber, "forma natural" y "forma de valor". No conocemos los valores de las mercancías hasta que sabemos cuánto trabajo humano se puso en ellas. Las mercancías se intercambian entre sí después de que sus valores se deciden socialmente; luego, está la relación de valor que nos permite comerciar entre diferentes tipos de mercancías. Con ello Marx trata de "dilucidar la génesis de esa forma dineraria, siguiendo, para ello, el desarrollo de la expresión del valor contenida en la relación de valor existente entre las mercancías".
(a) La forma simple, concreta o fortuita de su valor
Marx explica el valor sin usar dinero. Usa 20 varas de lienzo y un abrigo para mostrar el valor del otro (20 varas de lienzo = 1 chaqueta, o 20 varas de lienzo valen 1 chaqueta). La afirmación "20 varas de lienzo valen 1 chaqueta" marca dos formas de valor. La primera, la forma relativa de valor, es la mercancía que aparece primero en la declaración (las 20 varas de lino en el ejemplo). La segunda forma, la forma equivalente de valor, es la mercancía que ocupa el segundo lugar en la declaración (la chaqueta en el ejemplo). Agrega que comparar 20 varas de lienzo consigo misma (20 varas de lienzo = 20 varas de lienzo, o 20 varas de lienzo valen 20 varas de lienzo) no tiene sentido porque no hay expresión de valor. El lino es un objeto de utilidad cuyo valor no se puede determinar hasta que se compara con otra mercancía. La determinación del valor de una mercancía depende de su posición en la expresión del valor de cambio comparativo. La forma dineraria de la mercancía como desarrollo de la forma simple del valor ya se encontraba en Aristóteles, aunque carecía del concepto de "valor" al no creer "que cosas tan heterogéneas sean conmensurables" porque "la sociedad griega se fundaba en el trabajo esclavo y por consiguiente su base natural era la desigualdad de los hombres y de sus fuerzas de trabajo".
(b) La forma total o desarrollada de su valor

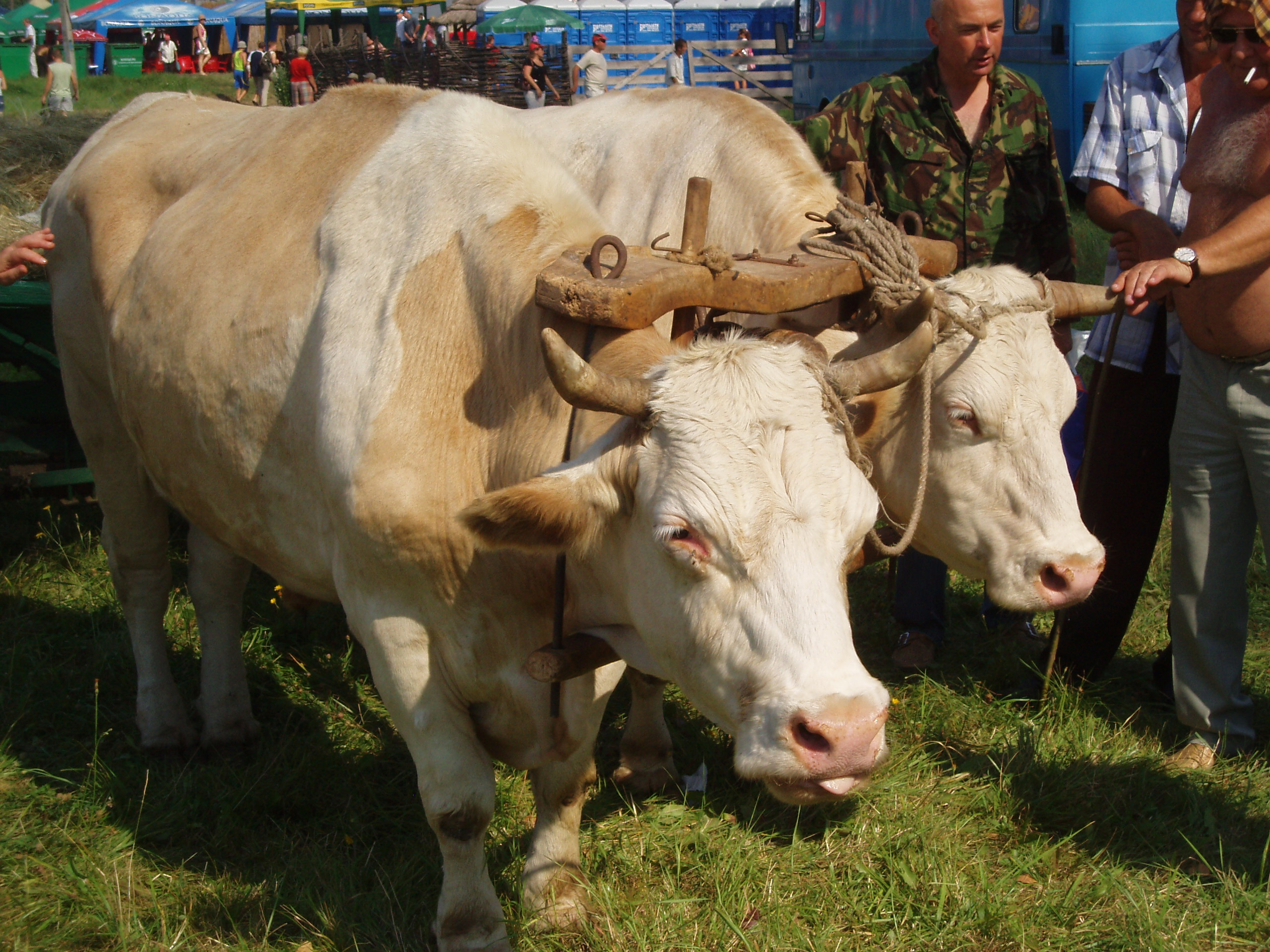
En los Grundisse Marx sostiene que desde los tiempos de Homero el buey era medida de intercambio.

Marx comienza esta sección con una ecuación para la forma expandida de valor en la que "z mercancía A = u mercancía B, o = v mercancía C, o = w mercancía D, o = x mercancía E, o = etcétera" y donde las letras minúsculas (z, u, v, w y x) representan cantidades de una mercancía y letras mayúsculas (A, B, C, D y E) representan productos específicos, de modo que un ejemplo de esto podría ser: "20 varas de lienzo = 1 chaqueta = 10 libras de té o = 40 libras de café o = 1 quater de maíz o = 2 onzas de oro o = 1⁄2 tonelada de hierro o = etc."  Marx explica que con este ejemplo de la forma expandida de valor, el lino "queda expresado ahora en otros innumerables elementos del mundo de las mercancías. Todo cuerpo de una mercancía se convierte en espejo del valor del lienzo". En este punto, el valor de uso particular del lino deja de ser importante, sino que es la magnitud del valor (determinado por el tiempo de trabajo socialmente necesario) que se posee en una cantidad de lino lo que determina su intercambio con otras mercancías. Esta cadena de tipos particulares (diferentes mercancías) de valores es interminable, ya que contiene todas las mercancías y cambia constantemente a medida que surgen nuevas mercancías. En este, punto Marx concluye:

“Se vuelve obvio que no es el intercambio el que regula la magnitud de valor de la mercancía, sino a la inversa la magnitud de valor de la mercancía la que rige sus relaciones de intercambio”.

(c) La forma general del valor
Marx comienza esta sección con la tabla:

{\displaystyle {\begin{bmatrix}1&{\mbox{chaqueta}}\\10&{\mbox{ libras de té}}\\40&{\mbox{libras de café}}\\1&{\mbox{quarter de trigo}}\\2&{\mbox{ onzas de oro}}\\1/2&{\mbox{tonelada de hierro}}\\x&{\mbox{mercancía A, etc.}}\\\end{bmatrix}}=20{\mbox{ varas de lienzo}}}

Marx luego divide este subconjunto de la sección 3 en tres partes:
1. "El carácter modificado de la forma de valor". Después de destacar los dos subconjuntos anteriores, Marx explica que estas mercancías ahora tienen un valor de cambio unificado, expresado a través de comparaciones con un solo tipo de mercancía. Todas las mercancías se diferencian ahora de sus valores de uso y se equiparan entre sí como valores de cambio.  La forma de valor general que representa todos los productos del trabajo muestra que es el currículum social del mundo de las mercancías. En el mundo de las mercancías, el carácter que posee todo trabajo de ser trabajo humano constituye su carácter social específico.
2. "Relación de desarrollo entre la forma relativa de valor y la forma de equivalente". En este caso, Marx escribe sobre la interrelación de la forma relativa y la forma equivalente. Primero explica que existe una correlación entre ellas, aunque son polos opuestos. Afirma que también debemos darnos cuenta de que la forma equivalente es una representación y una rama de la forma relativa, afirmando:

"Dicho equivalente general no comparte con las demás mercancías la forma relativa de valor, sino que su valor se expresa relativamente en la serie infinita de todos los demás cuerpos de mercancías".

Las cosas no pueden ser completamente relativas o completamente equivalentes. Debe haber una combinación para expresar la magnitud y la equivalencia universal. Esa forma es la forma de valor relativo expandido que es una "forma relativa y específica de valor que es propia de la mercancía equivalente".
1. "Transición de la forma general de valor a la forma de dinero". Esta es la idea de transición entre tomar la forma general (la forma equivalente universal para todas las mercancías generales) y convertirla en la forma monetaria. Aquí, Marx describe cómo puede haber una mercancía tan universal para todas las mercancías que en realidad se excluye a sí misma hasta el punto de ya no ser una mercancía equivalente, sino más bien una representación de una mercancía. La aceptación de su valor de cambio de mercancía es tan universal que puede pasar a una forma de dinero; por ejemplo, oro.

(d) La forma dinero

{\displaystyle {\begin{bmatrix}1&{\mbox{chaqueta}}\\10&{\mbox{ libras de té}}\\40&{\mbox{libras de café}}\\1&{\mbox{quarter de trigo}}\\1/2&{\mbox{tonelada de hierro}}\\x&{\mbox{mercancía A, etc.}}\\\end{bmatrix}}=2{\mbox{ onzas de oro}}}

Aquí, Marx ilustra el cambio a la forma de dinero. La forma universal equivalente o intercambiabilidad universal ha causado que el oro ocupe el lugar del lino en las costumbres de intercambio socialmente aceptadas. Una vez que alcanzó un valor establecido en el mundo de las mercancías, el oro se convirtió en la mercancía monetaria. La forma de dinero es distinta de las secciones A, B y C. Ahora que el oro tiene un valor relativo frente a una mercancía (como el lino), puede alcanzar la forma de precio como afirma Marx:
Esto ilustra la aplicación de la forma de precio como un equivalente universal. Marx concluye esta sección señalando que "la forma simple de la mercancía es, por consiguiente, el germen de la forma de dinero". La aplicación simplificada de esta idea se ilustra como tal: "20 varas de lienzo = 1 chaqueta, o x mercancía A = y mercancía B". Reemplazando esta mercancía por dinero, llegamos a la forma dinero, según la cual todas las mercancías tienen el mismo valor que una cierta cantidad de dinero. Sin embargo, esta transformación va acompañada de un ocultamiento del verdadero origen del valor (esto es lo que Marx llama "fetichismo de la mercancía") ya que la relación social entre productores contenida en el valor es enmascarada por su valor monetario que hace que el valor aparece como intrínseco o una propiedad de la mercancía.
4. El carácter fetichista de la mercancía y su secreto

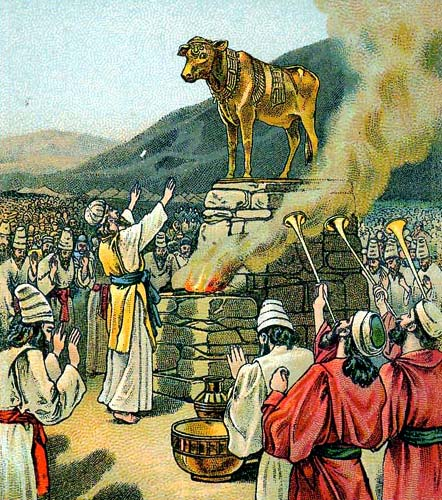
La transformación de mercancías en dinero en una sociedad mercantil oculta el origen del valor ya que la relación social entre productores contenida en el valor es enmascarada por su valor monetario que hace que el valor aparece como intrínseco o una propiedad de la mercancía. Marx compara este fetichismo con la fabricación de creencias religiosas.

La investigación de Marx en esta sección se centra en la naturaleza de la mercancía, aparte de su valor de uso básico. En otras palabras, ¿por qué la mercancía parece tener un valor de cambio como si fuera una característica intrínseca de la mercancía en lugar de una medida del trabajo humano homogéneo gastado para hacer la mercancía? Marx explica que este tipo de fetichismo, que atribuye a una cosa una característica cuando en realidad es un producto social, se origina en el hecho de que bajo una sociedad basada en la mercancía el trabajo social, las relaciones sociales entre los productores y su interdependencia mutua, se manifiestan únicamente en el mercado en el proceso de intercambio. Por lo tanto:

“El carácter misterioso de la forma mercancía estriba, por tanto, pura y simplemente, en que proyecta ante los hombres el carácter social del trabajo de éstos como si fuese un carácter material de los propios productos de su trabajo, un don natural social de estos objetos y como si, por tanto, la relación social que media entre los productores y el trabajo colectivo de la sociedad fuese una relación social establecida entre los mismos objetos, al margen de sus productores”.

Marx también explica que debido a las circunstancias históricas de la sociedad capitalista, los valores de las mercancías suelen ser estudiados por economistas políticos en su forma más avanzada, es decir, el dinero. Estos economistas ven el valor de la mercancía como algo metafísicamente autónomo del trabajo social que es el determinante real del valor. Marx llama a esto fetichismo: el proceso por el cual la sociedad que originalmente generó una idea eventualmente y a través de la distancia del tiempo olvida que la idea es en realidad un producto social y, por lo tanto, demasiado humano. Esta sociedad ya no mirará por debajo del barniz de la idea (en este caso el valor de las mercancías) tal como existe actualmente. La sociedad simplemente tomará la idea como una inevitabilidad natural y/o dada por Dios de que son impotentes para alterarla.

"Por consiguiente, el que los hombres relacionen entre sí como valores los productos de su trabajo no se debe al hecho de que tales cosas cuenten para ellos como meras envolturas materiales de trabajo homogéneamente humano. A la inversa. Al equiparar entre sí en el cambio como valores sus productos heterogéneos, equiparan recíprocamente sus diversos trabajos como trabajo humano. No lo saben, pero lo hacen".

Marx compara este fetichismo con la fabricación de creencias religiosas. Argumenta que las personas inicialmente crean una deidad para satisfacer cualquier deseo o necesidad que tengan en las circunstancias actuales, pero luego estos productos del cerebro humano aparecen como figuras autónomas dotadas de vida propia y entran en relaciones tanto entre sí como con la raza humana.  Del mismo modo, las mercancías sólo entran en relación entre sí a través del intercambio, que es un fenómeno puramente social. Antes de eso, son simplemente artículos útiles, pero no mercancías. El valor en sí mismo no puede provenir del valor de uso porque no hay forma de comparar la utilidad de un artículo; Simplemente hay demasiadas funciones potenciales.
Una vez en el intercambio, los valores de las mercancías están determinados por la cantidad de tiempo de trabajo socialmente útil invertido en ellas porque el trabajo puede generalizarse. Por ejemplo, se necesita más tiempo para extraer diamantes que para cavar cuarzo, por lo tanto, los diamantes valen más. El fetichismo dentro del capitalismo ocurre una vez que el trabajo ha sido socialmente dividido y coordinado centralmente y el trabajador ya no posee los medios de producción. Ya no tienen acceso al conocimiento de cuánto trabajo se invirtió en un producto porque ya no controlan su distribución. El único determinante obvio del valor que le queda a la masa de personas es el valor que se le asignó en el pasado. Por lo tanto, el valor de una mercancía parece surgir de una propiedad mística inherente a ella, más que del tiempo de trabajo, el determinante real del valor.

#### Capítulo 2: El proceso del intercambio

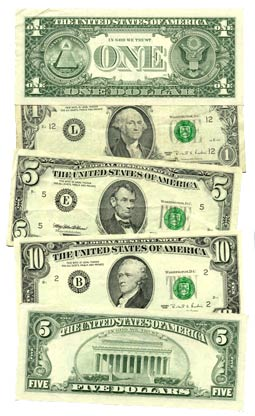
Para Marx, el dinero es de todas las mercancías la más alienable y fetichizada.

En este capítulo, Marx explica las características sociales y privadas del proceso de intercambio. Según Marx, los propietarios de mercancías deben reconocerse mutuamente como propietarios de mercancías que encarnan el valor. Él explica el intercambio no simplemente como un intercambio de artículos, sino como un contrato entre los dos. Es este intercambio el que también permite que la mercancía en cuestión realice su valor de cambio y explica que la realización del valor de cambio siempre precede a la del valor de uso porque uno debe obtener el artículo en cuestión antes de que se realice su utilidad real. Además, Marx explica que el valor de uso en cuestión sólo puede ser realizado por el que compra la mercancía, mientras que el que está vendiendo una mercancía no debe encontrar ninguna utilidad en el artículo, salvo la utilidad de su valor de cambio. Marx concluye el capítulo con una abstracción sobre el necesario advenimiento del dinero dondequiera que tenga lugar el intercambio, comenzando entre naciones y gradualmente volviéndose cada vez más doméstico. Esta forma de dinero que surge de la necesidad de liquidar el intercambio se convierte en la forma equivalente universal que se aparta de todas las mercancías como una mera medida de valor, creando un dualismo dinero-mercancías.

“La repetición constante del intercambio hace de él un proceso social regular. Con el paso del tiempo es forzoso que se produzca por lo menos una parte de los productos del trabajo con la intención de volcarlos en el intercambio. A partir de ese momento se reafirma, por una parte, la escisión entre la utilidad de las cosas para las necesidades inmediatas y su utilidad con vistas al intercambio. Su valor de uso se desliga de su valor de cambio. De otra parte, la proporción cuantitativa según la cual se intercambian, pasa a depender de su producción misma. La costumbre las fija como magnitudes de valor”.

#### Capítulo 3: El dinero, la circulación de mercancías

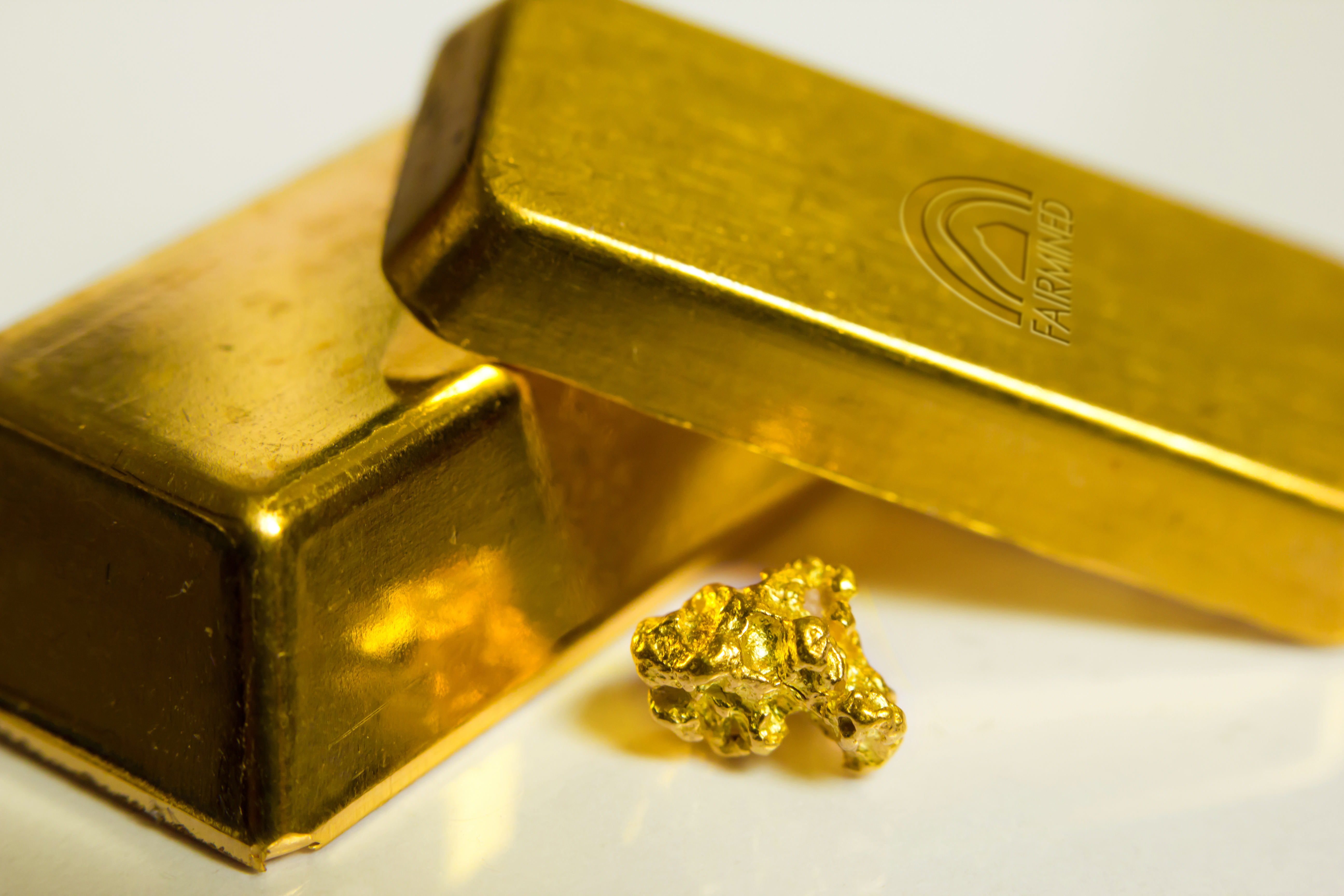
En la época de Marx, el oro era usado como la mercancía que cumple la función del dinero. "Todas las cosas se cambian en fuego y el fuego en todas las cosas, dijo Heráclito, así como las mercancías por oro y el oro por mercancías" (ver Patrón oro).

El dinero no es lo que hace que las mercancías sean conmensurables entre sí, es el trabajo abstracto presente en la mercancía lo que permite que cada una de ellas sea comparada con las demás. El dinero sólo sirve como instrumento para medir el valor producido por una determinada cantidad de trabajo cristalizado en la mercancía y mensurable por la duración del trabajo. Si consideramos que el oro es (como “producto del trabajo, y por tanto, potencialmente, un valor variable”) la mercancía que cumple la función del dinero, es a la vez: medida de los valores (measure of value), siendo el precio mismo como “forma ideal o figurada” de la cantidad de oro contenida en una mercancía“ o “el dinero en cuanto encarnación social del trabajo humano”; y patrón de precios (standard of value) como unidad de medida de “peso metálico fijo” en una cantidad particular de oro. La forma del precio, sin embargo, admite una incongruencia cuantitativa la magnitud del valor y su propia expresión dineraria, y puede albergar una contradicción cualitativa de modo que “una cosa tenga formalmente precio sin tener valor”, cosas que en sí "no son mercancías, como por ejemplo la conciencia, el honor, etc". (ver Patrón oro).

“La expresión en dinero deviene aquí imaginaria, como en ciertas magnitudes matemáticas. Por otra parte, la forma imaginaria del precio --como por ejemplo el precio de la tierra no cultivada, que no tiene valor alguno porque en ella no se ha objetivado ningún trabajo humano-- puede contener una efectiva relación de valor o una relación derivada de ésta.”

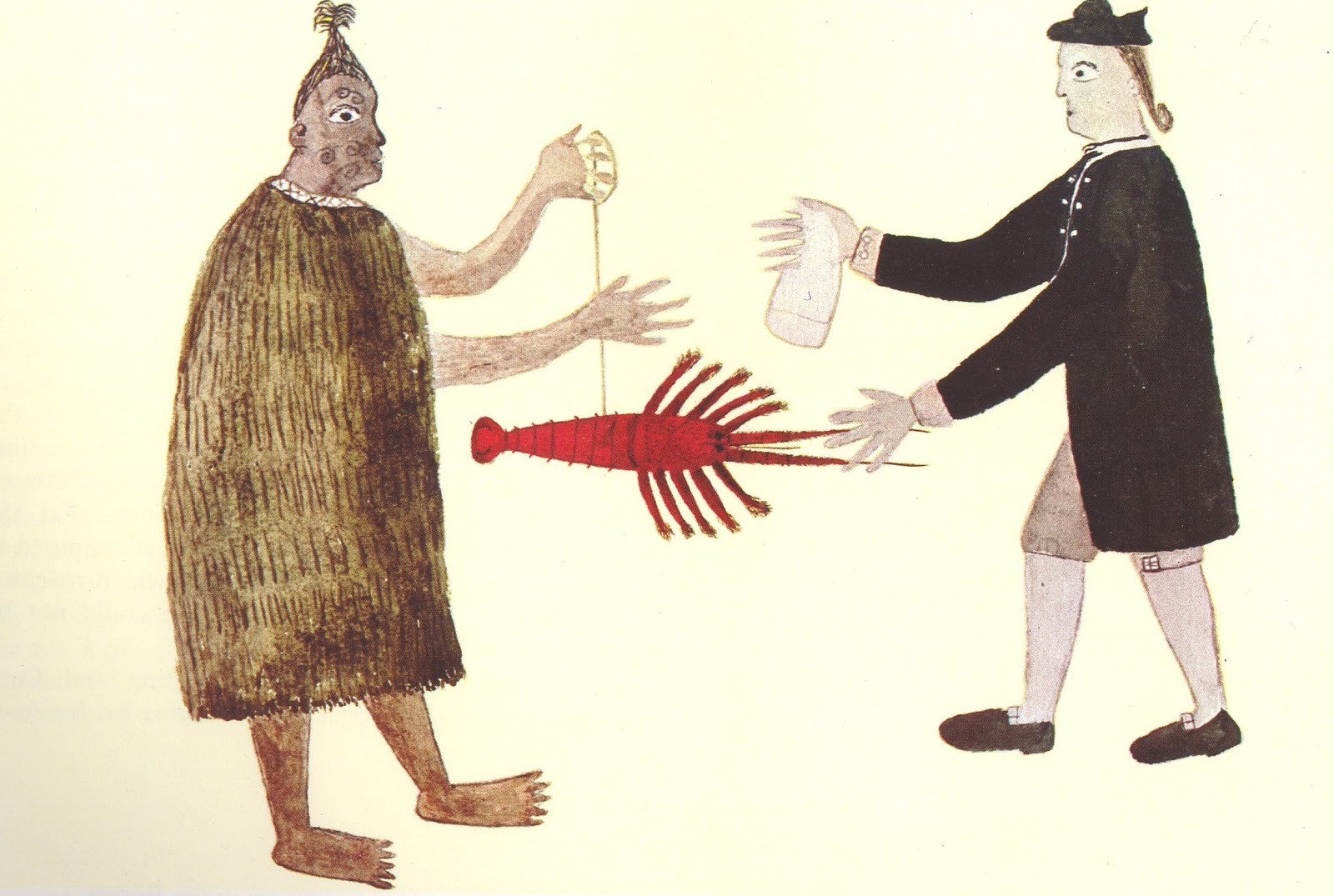
El trueque como un intercambio de una mercancía por otra (M - M). La venta (M - D) y compra (D - M) de mercancías por dinero es la primera metamorfosis de la mercancía. El proceso de intercambio se lleva a cabo, pues, a través del siguiente cambio de forma:M - D - M

Una tercera función del dinero permite la “metamorfosis de la mercancía”, es decir, el intercambio de la mercancía en dinero, donde el dinero reemplaza a la mercancía por un tiempo dado (mercancía-dinero-mercancía o M-D-M) y así elimina los problemas de tiempo y espacio inherentes al trueque inmediato. “El dinero es ilimitado porque puede transformarse inmediatamente en cualquier tipo de mercancía”. Como dicen Mohamed Fayçal Touati y Emmanuel Barot al resumir este capítulo: “el dinero es el universal concreto, la forma abstracta realizada”.

“Nuestros poseedores de mercancías descubren, pues, que la misma división del trabajo que los convierte en productores privados independientes, hace que el proceso de producción y las relaciones suyas dentro de ese proceso sean independientes de ellos mismos, y que la independencia recíproca entre las personas se complemente con un sistema de dependencia multilateral y propio de cosas.”

De la función del dinero como medio de circulación surge su “figura monetaria” como oro acuñado por el Estado que fue sustituyendo como “un símbolo” o “fetiche” de su contenido metálico. “La existencia monetaria del oro se escinde totalmente de su sustancia de valor. Objetos que, en términos relativos, carecen de valor, billetes de papel, quedan pues en condiciones de funcionar sustituyendo al oro, en calidad de moneda”. 
Otras dos funciones del dinero son como atesoramiento, “hace posible que la circulación cuente con un colchón de seguridad que permite que la masa de dinero necesaria para la circulación refluya y afluya constantemente de, y a, la misma en caso de necesidad”; (Guerrero, 2015, p. 72) y como medio de pago al “separarse cronológicamente la venta de la mercancía de su realización en el precio (mediante el sistema de compra a plazos)” (Guerrero, 2015, p. 72). “El dinero crediticio" emitido por un bancos o gobiernos y avala su valor equivalente en metal "surge directamente de la función del dinero como medio de pago, ya que los propios certificados de deudas correspondientes a las mercancías vendidas circulan a fin de transferir a otros esos créditos”. Finalmente, está la función de dinero mundial en el mercado en forma de lingotes de oro, su forma originaria.

### Sección 2:La transformación de dinero en capital
Después de mostrar cómo la mercancía podría transformarse en dinero, Marx mostrará en esta sección cómo el dinero se transformará en capital a través del “plusvalor” o plusvalía. Esta plusvalor no se crea gracias al intercambio, sino gracias a la fuerza de trabajo. Marx consideró este descubrimiento del origen de la plusvalía como una de sus mayores conquistas teóricas.

#### Capítulo 4: Transformación de dinero en capital

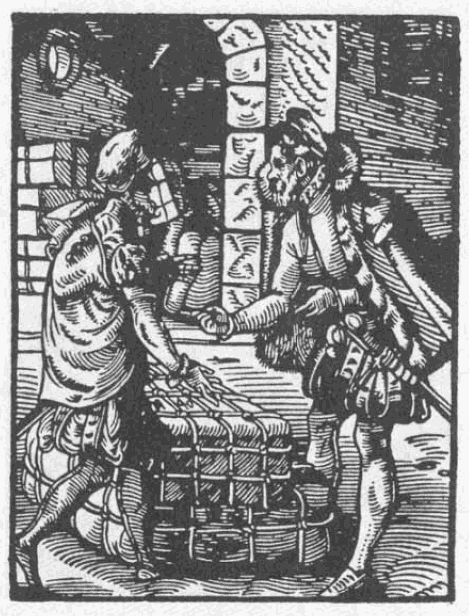
El capital surge en el del proceso de intercambio que genera ganancias.

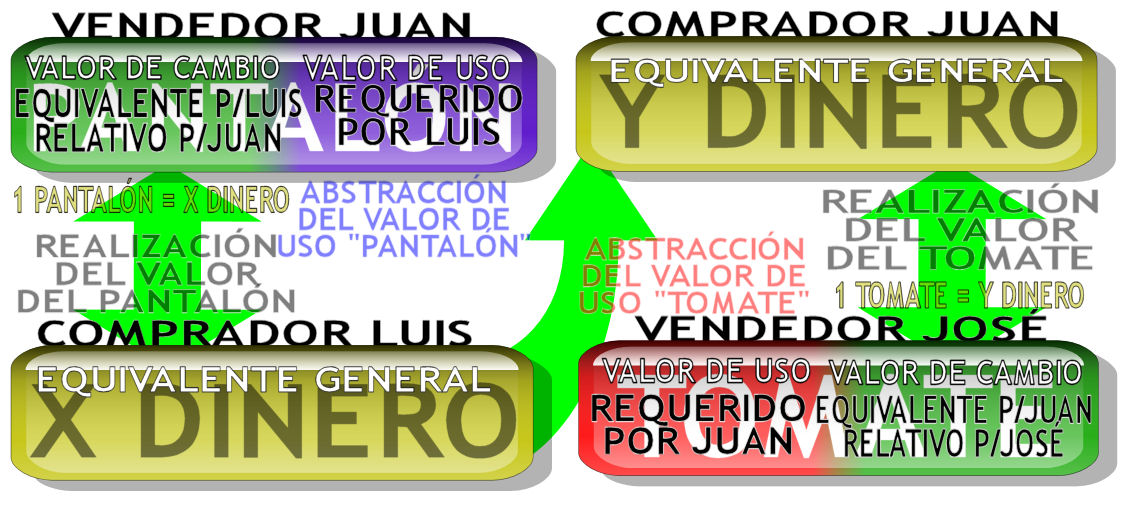
Esquema M - D - M.

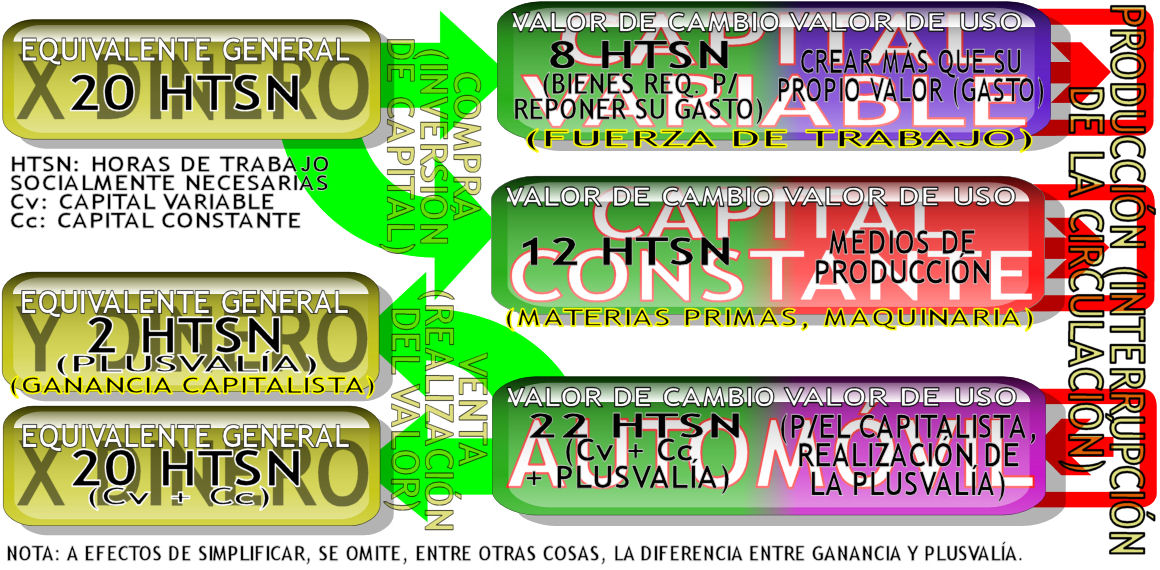
Esquema D - M - D’

“La circulación de mercancías es el punto de partida del capital”. Esto significa que el capital no aparece hasta el siglo XVI, cuando el comercio y la producción de mercado se han desarrollado lo suficiente, en particular con la apertura de un nuevo mercado hacia América. Todo el capital ingresa al mercado en forma de dinero, “como patrimonio dinerario, capital comercial y capital usurario”. Pero para que el dinero se convierta en capital tiene que pasar por un proceso particular. Mientras que el intercambio simple es M - D - M (Mercancía - Dinero - Mercancía), donde el dinero es sólo un intermediario que facilita el intercambio de bienes de idéntico valor, el capital surge de un intercambio de D - M - D’ (Dinero - Mercancía - Dinero’), donde D' corresponde a D, la cantidad inicial de dinero, incrementada por una ganancia de capital. A través de este movimiento circular, el dinero se transforma en capital. En este último ciclo, es la mercancía la que sirve de intermediaria ya que el capitalista compra una mercancía por dinero, antes de revender esa misma mercancía por otra cantidad de dinero.
El intercambio simple (M – D – M) se basa en el intercambio de bienes, su finalidad es el consumo, la satisfacción de una necesidad o valor de uso. Si bien el intercambio capitalista se basa en el intercambio de dinero, su objetivo es, por lo tanto, la creación de plusvalía.

“Nunca, pues, debe considerarse el valor de uso como fin directo del capitalista. Tampoco la ganancia aislada, sino el movimiento infatigable de la obtención de ganancias. Este afán absoluto de enriquecimiento, esta apasionada cacería en pos del valor de cambio, es común a capitalista y atesorador, pero mientras el atesorador no es más que el capitalista insensato, el capitalista es el atesorador racional. La incesante ampliación del valor, a la que el atesorador persigue cuando procura salvar de la circulación al dinero, la alcanza el capitalista, más sagaz, lanzándolo a la circulación una y otra vez.”

Marx señala la confusión entre valor de uso y valor de cambio en Condillac al afirmar éste que el intercambio debe ser de valores desiguales ya que “si siempre se intercambiara un valor igual por otro valor igual, ninguno de los contratantes obtendría ganancia alguna”. Marx responde que en un intercambio igual se gana valor de uso pero no de cambio. Si, por ejemplo, un comerciante vende una mercancía por encima de su valor, esa ganancia la perderá cuando él se vuelva comprador; y viceversa si se vende por debajo. "Aumentarían las denominaciones dinerarias, esto es, los precios de las mercancías, pero sus relaciones de valor se mantendrían incambiadas". Luego:

"La formación de plusvalor y, por consiguiente, la transformación del dinero en capital, no pueden explicarse ni porque los vendedores enajenen las mercancías por encima de su valor, ni porque los compradores las adquieran por debajo de su valor."

El secreto de la ganancia está en la compra venta de la “fuerza de trabajo como mercancía” de un trabajador, es decir, las “facultades físicas y mentales que existen en la corporeidad, en la personalidad viva de un ser humano y que él pone en movimiento cuando produce valores de uso de cualquier índole”. Esta mercancía es fuente de valor como valor de uso y su el valor de cambio queda determinado por las mismas leyes del mercado ,el tiempo de trabajo necesario para su producción, que equivale a los “medios de subsistencia necesarios” para “su propia reproducción o conservación”. A estos costos de reproducción de la fuerza de trabajo se suman todos los costos relacionados con su educación y capacitación.

“Para la transformación del dinero en capital el poseedor de dinero, pues, tiene que encontrar en el mercado de mercancías al obrero libre; libre en el doble sentido de que por una parte dispone, en cuanto hombre libre, de su fuerza de trabajo en cuanto mercancía suya, y de que, por otra parte, carece de otras mercancías para vender, está exento y desprovisto, desembarazado de todas las cosas necesarias para la puesta en actividad de su fuerza de trabajo.”

Para que la fuerza de trabajo pueda crear ganancia debe venderse voluntariamente a un poseedor de dinero que le permita usar su fuerza de trabajo para producir una mercancía. En este sentido, el poseedor de fuerza de trabajo y el poseedor de dinero son comerciantes de la misma manera que cualquier poseedor de mercancías, uno comprando fuerza de trabajo, el otro vendiéndola. Todos ellos son personas jurídicamente iguales. Para que esta relación subsista, el dueño de la fuerza de trabajo nunca debe venderla sino por un tiempo determinado, pues si la vende en bloque, de una vez por todas, se vende a sí mismo, y libre de que se había convertido en esclavo. Además, para que se produzca este intercambio, el propietario de la fuerza de trabajo no debe tener más remedio que vender esa fuerza para poder reproducirla, para poder satisfacer sus propias necesidades. Y para que esta condición se cumpla, el propietario de la fuerza de trabajo no debe tener los medios de producción (herramientas, materias primas, etc.) que le permitan emplear él mismo su propia fuerza de trabajo en mercancías para crear valor (como pudo haber sido el caso para ciertas formas de artesanía en la Edad Media).

### Sección 3:Producción del plusvalor absoluto

#### Capítulo 5: Proceso de trabajo y proceso de valorización

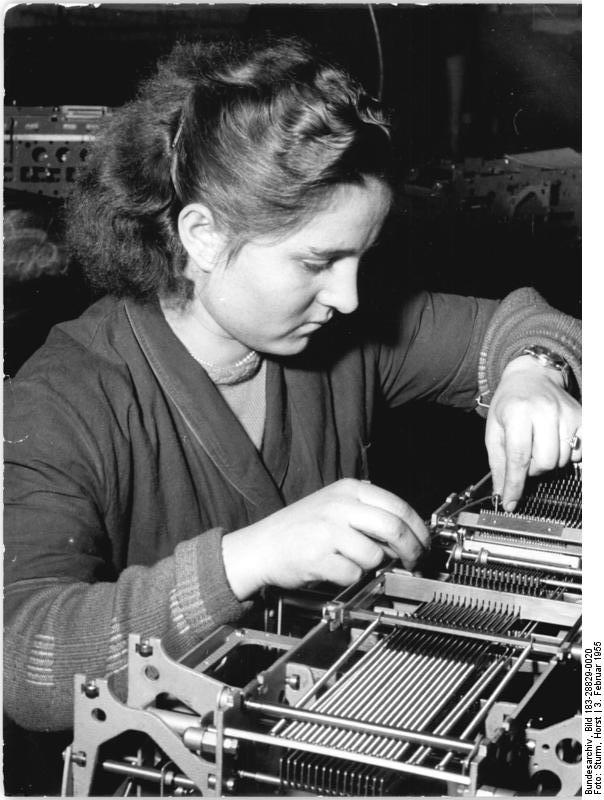
El origen del plusvalor proviene de la diferencia del valor que posee la fuerza de trabajo y el valor que puede crear. Así el valor total producido en una jornada se divide en dos partes iguales: una corresponde al salario y la otra que corresponde al plusvalor embolsado por el capitalista. Dado que el salario es visto como el pago de un día de trabajo, esta operación queda enmascarada.

Marx diferencia la “capacidad de trabajar” con el “trabajo mismo”, siendo la primera en potencia y la segunda en acto manifestada en el obrero. El trabajo se manifiesta como “metabolismo” o transformación de la naturaleza y en el obrero mismo. “Los elementos simples del proceso laboral son la actividad orientada a un fin o sea el trabajo mismo, su objeto y sus medios”, y de ahí que Benjamin Franklin defina al hombre como "a toolmaking animal". Marx está de acuerdo ya que “lo que diferencia una época de las demás no es lo que se hace sino cómo se hace”, es decir, los medios de producción (Ver Visión de la naturaleza humana de Marx)  (Guerrero, 2015, p. 77).
Los medios de trabajo son lo que separa al trabajador de su objeto de trabajo. Estos recursos de trabajo realizarán una modificación en el objeto de trabajo. Esta modificación es lo que constituye el proceso de trabajo. Este proceso de trabajo se extingue con la realización de un objeto útil, teniendo así un valor de uso. Un valor de uso es, por tanto, el producto de un proceso de trabajo, en el que hay tanto medios de producción como trabajo productivo. Sin embargo, un valor de uso también puede ser una condición del proceso de trabajo, porque todo medio de producción requiere valores de uso. Por lo tanto, un valor de uso puede ser tanto el producto de un trabajo como el medio de producción de otro.

“Si se considera el proceso global desde el punto de vista de su resultado, del producto, tanto el medio de trabajo como el objeto de trabajo se pondrán de manifiesto como medios de producción, y el trabajo mismo como trabajo productivo. [...] Por tanto, si bien los productos existentes no son sólo resultado, sino también condiciones de existencia para el proceso de trabajo, por otra parte el que se los arroje en ese proceso, y por ende su contacto con el trabajo vivo, es el único medio para conservar y realizar como valores de uso dichos productos del trabajo pretérito”.

La producción, al utilizar los elementos materiales necesarios para su realización, los consumirá. Se dice que este consumo es productivo, en cuanto se diferencia del consumo individual que sólo consume productos para el disfrute personal, mientras que el consumo productivo consume los medios de funcionamiento del trabajo.

“El producto del consumo individual es, por tanto, el consumidor mismo; el resultado del consumo productivo es un producto que se distingue del consumidor”.

Además, el producto de este trabajo es propiedad del capitalista, y no del productor. El capitalista alquila sólo la fuerza de trabajo como cualquier medio de producción. El capitalista, al comprar fuerza de trabajo, compra indirectamente sus productos. El poseedor de la fuerza de trabajo sólo da el valor de uso de su poder. Tan pronto como el trabajador ingrese a su lugar de trabajo, su fuerza de trabajo ya no le pertenece, tiene un valor que tiene el capitalista y que por lo tanto tiene un valor de uso. Para el capitalista, la fuerza de trabajo es sólo una mercancía que ha comprado y que puede consumir. Entonces, mediante la compra de la fuerza de trabajo el capitalista “ha incorporado la actividad laboral misma, como fermento vivo, a los elementos muertos que componen el producto y que también le pertenecen”. De la producción surge el “proceso de formación de valor” y con el que el capitalista produce “plusvalor” o plusvalía mediante una mercancía cuyo valor sea superior al de las mercancías de su producción. Esto es el “proceso de valorización”. Luego, un proceso de producción de una mercancía es “una unidad de proceso laboral y proceso de formación de valor”.

“Si comparamos, ahora, el proceso de formación de valor y el proceso de valorización, veremos que este último no es otra cosa que el primero prolongado más allá de cierto punto. Si el proceso de formación del valor alcanza únicamente al punto en que con un nuevo equivalente se reemplaza el valor de la fuerza de trabajo pagado por el capital, estaremos ante un proceso simple de formación del valor. Si ese proceso se prolonga más allá de ese punto, se convierte en proceso de valorización”.

La plusvalía no puede surgir simplemente del intercambio de mercancías. De hecho, en el mercado cada individuo es a la vez comprador y vendedor, esto significa que si un vendedor vende una mercancía, aún debe comprar otra para satisfacer sus necesidades. Por lo tanto, el origen de la plusvalía no se encuentra en el intercambio o en la venta de una mercancía a un costo superior a su valor de mercado, sino cuando se realiza cuando todos los bienes se venden a su valor. El cambio de valor del dinero durante el intercambio capitalista (D – M – D') no puede por lo tanto provenir del dinero mismo sino de la mercancía. Este excedente surge de la fuerza de trabajo, lo que permite que crezca el capital. La plusvalía se crea mediante la diferencia entre “el trabajo pretérito, encerrado en la fuerza de trabajo, y el trabajo vivo que ésta puede ejecutar”, o sea entre su “costo de mantenimiento” y su propio “rendimiento”. Entonces “el valor de la fuerza de trabajo y su valorización en el proceso laboral son, pues, dos magnitudes diferentes”.

“El poseedor de dinero ha pagado el valor de una jornada de fuerza de trabajo; le pertenece, por consiguiente, su uso durante la jornada, el trabajo de una jornada. La circunstancia de que el mantenimiento diario de la fuerza de trabajo sólo cueste media jornada laboral, pese a que la fuerza de trabajo pueda operar o trabajar durante un día entero, y el hecho, por ende, de que el valor creado por el uso de aquélla durante un día sea dos veces mayor que el valor diario de la misma, constituye una suerte extraordinaria para el comprador, pero en absoluto una injusticia en perjuicio del vendedor”.

“Como unidad del proceso laboral y del proceso de formación de valor, el proceso de producción es proceso de producción de mercancías, en cuanto unidad del proceso laboral y del proceso de valorización, es proceso de producción capitalista, forma capitalista de la producción de mercancías”.

#### Capítulo 6: Capital constante y capital variable

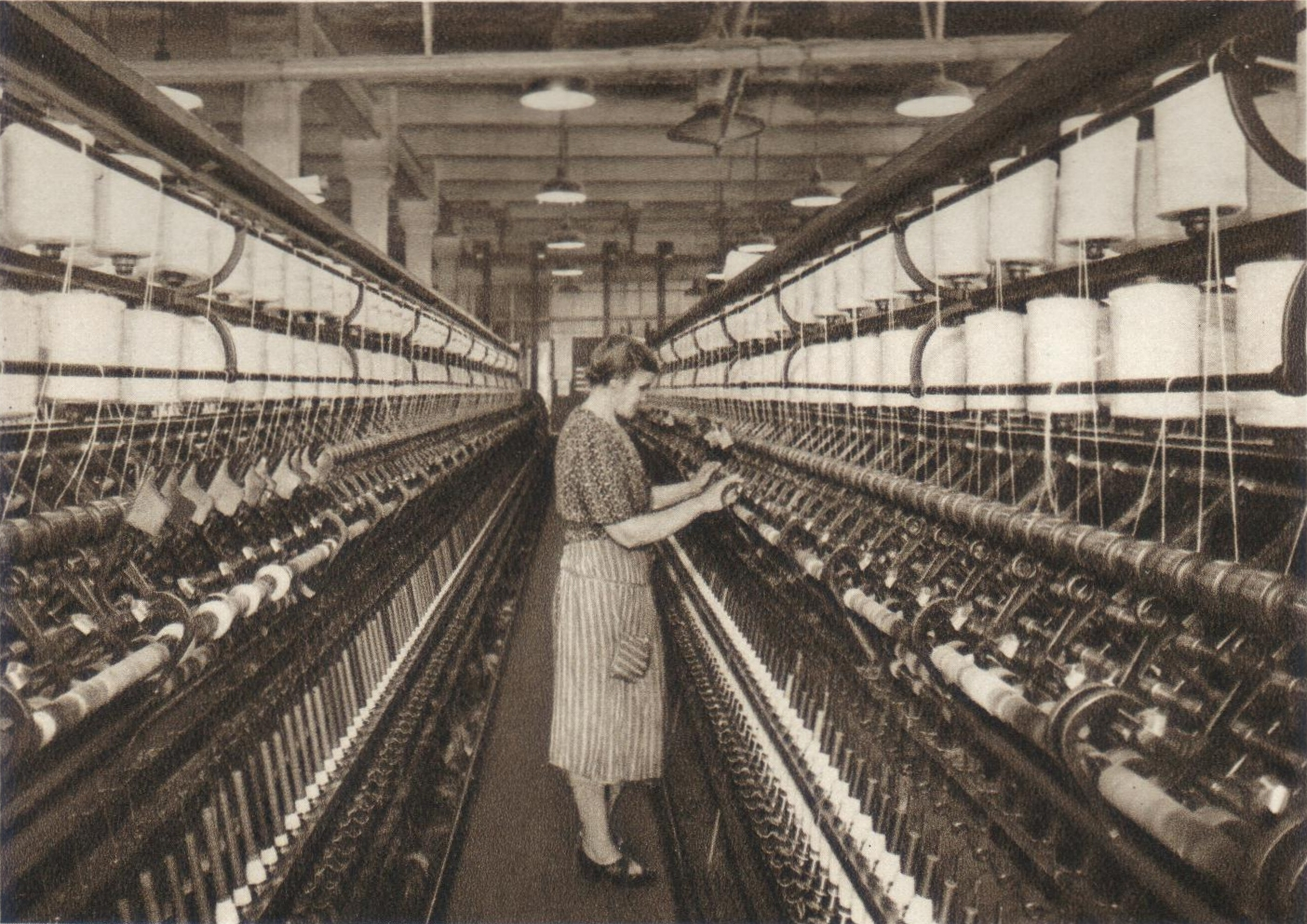
Marx diferenció entre el valor invertido para mantener los medios de producción (capital constante) y de la fuerza de trabajo (capital variable). El primero transfiere a la mercancía su valor, mientras que el segundo produce un excedente o plusvalor.

El trabajo requerido para producir los medios necesarios se transfiere al nuevo producto cuando. Entonces, si un producto necesita materias primas o máquinas para ser producido, entonces el trabajo realizado en la extracción de estas materias primas o para la fabricación de estas máquinas se transferirá al nuevo producto cuando este último se produzca. En otras palabras, cada producto terminado contiene en su interior todo el trabajo necesario para su producción, desde la extracción de materias primas hasta el trabajo necesario para la fabricación de las máquinas que requiere el producto, ya que estas máquinas serán usadas y desgastadas por su empleo en la fabricación de valores de uso. Y además del trabajo incluido en los medios de producción y en las materias primas, cada producto contiene también trabajo específico introducido por el trabajador durante la producción. La fuerza empleada por el trabajador en la producción conserva el valor previo del producto y le transmitirá, por tanto, un plusvalor al prolongar la creación de valor más allá del valor de su fuerza de trabajo.

“El obrero no trabaja dos veces durante el mismo lapso, una vez para incorporar valor al algodón mediante su trabajo, y la otra para conservar el valor previo del algodón, o, lo que es lo mismo, para transferir al producto, al hilado, el valor del algodón que elabora y el del huso con el que trabaja. Simplemente, agregando el valor nuevo conserva el viejo. Pero como la adición de valor nuevo al objeto de trabajo y la conservación de los valores anteriores en el producto son dos resultados totalmente distintos, que el obrero produce al mismo tiempo aunque sólo trabaje una vez en el mismo lapso, es obvio que esa dualidad del resultado sólo puede explicarse por la dualidad de su trabajo mismo. Es necesario que en el mismo instante y en una condición cree valor mientras en otra condición conserva o transfiere valor.”

El valor de los medios de producción transmitidos al producto es proporcional a su utilidad. De hecho, los medios de producción solo pueden tener valor si son lo suficientemente útiles para crear también productos útiles. El valor de estos medios de producción dependerá, por tanto, de su capacidad de ser útiles, es decir, de hacer útiles los productos, o simplemente de crear productos. Pero los medios de producción que ya no pueden producir pierden su valor. Así, cuanto más pierden los medios de producción su capacidad productiva, menos valor tienen. Y cuanto menos valor tienen los medios de producción, menos pueden transmitir a los productos. Esto significa entonces que el valor que los medios de producción transmiten a los productos disminuirá a medida que los medios de producción dejen de ser útiles, para crear nuevos productos. Esto se puede ver en particular con las máquinas, el valor que transmiten a los productos corresponde al desgaste en la producción de cada producto. Una máquina transmitirá todo su valor, determinado por el trabajo requerido para fabricarla, hasta que se desgaste por completo, incapaz de producir objetos útiles. De modo que una máquina transmitirá todo su valor a todos los productos que crea, estando determinado el valor de la máquina por el trabajo realizado necesario para su fabricación, hasta que se desgasta por completo y no pueda producir más objetos útiles.

“Los medios de producción sólo transfieren valor a la figura nueva del producto en la medida en que, durante el proceso laboral, pierden valor bajo la figura de sus antiguos valores de uso. El máximo de pérdida de valor que pueden experimentar en el proceso de trabajo está limitado, como es obvio, por la magnitud de valor originaria, por la magnitud del valor con que entran en el proceso de trabajo, o sea por el tiempo de trabajo requerido para su propia producción. Por ende, los medios de producción nunca pueden añadir al producto más valor que el que poseen independientemente del proceso laboral al que sirven.”

En el curso de la producción, las mercancías que se utilizan como materias primas, medios de producción, etc., el valor de cambio que poseían y que, por lo tanto, se usan, se transfiere al valor de cambio de los bienes producidos. Esta parte del capital ya existía antes del proceso de producción actual, por lo que se denomina “capital constante”. Con el solo empleo de este capital constante, un producto no produciría ningún valor adicional al empleado por sus medios de producción, y que le será transferido durante el proceso de producción. Sin embargo, no se “excluye la posibilidad de una revolución en el valor de sus elementos constitutivos” del capital constante, pero en cuanto tales son independientes del proceso de valorización del producto  (Guerrero, 2015, p. 82). Para que un producto surja con un valor adicional al empleado por el capital constante, es necesario emplear el capital en forma de fuerza de trabajo. La parte del capital transformada por la fuerza de trabajo cambia durante la producción, ya que reproduce su equivalente y también un plusvalor. Es por tanto “capital variable”.

#### Capítulo 7: La tasa de plusvalor
El capital (C) se compone de una suma de dinero empleada en capital constante (c) y capital variable (v). Pero “los medios de trabajo duran más de un ciclo de producción, por lo que debemos computar más bien el capital “consumido” a lo largo de un único ciclo de producción”  (Guerrero, 2015, p. 82). Entonces:

{\displaystyle C=c+v}

El capital final (C’) de la operación productiva posibilitada por el uso del capital, la mercancía que surge de ella tiene un valor determinado por el capital constante y variable empleado, valor al que se le añade una plusvalía (p), “donde el plusvalor (pv) es simplemente una consecuencia del cambio de valor que se efectúa con v”  (Guerrero, 2015, p. 82):

{\displaystyle v+p=v+{\text{∆v}}}(

Entonces:

{\displaystyle C'=c+v+p}

Así, la mercancía se compone de capital originario, el dinero empleado por el capitalista en capital constante y variable, al que se le añade un elemento adicional, la plusvalía. El capital originario empleado, por lo tanto, se ha convertido en un nuevo capital con la producción de la mercancía, este nuevo capital se sobrevalora allí gracias a la plusvalía. Sin plusvalía, el capital originario no puede diferenciarse del nuevo capital, por lo tanto, el capital originario no ha creado valor. El trabajo que excede de lo necesario para que el trabajador satisfaga sus propias necesidades es “plustrabajo”. Este excedente de trabajo siempre se realiza para el capitalista, salvo que el producto de este trabajo, en lugar de volver al trabajador, vuelve al capitalista. El exceso de valor creado por este exceso de trabajo es plusvalor. Para calcular la “tasa de plusvalor” (p/v), no se relacionará el plustrabajo con el capital constante total, sino sólo con la parte del trabajo necesaria para que el trabajador satisfaga sus propias necesidades. La tasa de plusvalor es independiente del capital constante, el cual debe ser considerado como cero para tener en cuenta sólo la plusvalía en un análisis “puro”. Esto es importante ya que, como explica Diego Guerrero, “cuando c = 0, la tasa de ganancia” (p / [c+v]) - elemento básico del libro III de El capital- coincide con la tasa de plusvalor”, pero su no coincidencia cuando c ≠ 0 es lo que lleva a Marx un análisis “completo” en el tercer tomo  (Guerrero, 2015, p. 82).

“La tasa de plusvalor, por consiguiente, es la expresión exacta del grado de explotación de la fuerza de trabajo por el capital, o del obrero por el capitalista”.

Otra forma de expresar la fórmula sería plustrabajo entre el “trabajo necesario” al trabajo gastado durante la jornada (calculado en tiempo de trabajo necesario). Ambas fórmulas serían:

{\displaystyle {\mbox{Tasa de pluvalor}}={\frac {\mbox{Pluvalor}}{\mbox{Capital variable}}}} {\displaystyle {\mbox{   y    Tasa de plustrabajo}}={\frac {\mbox{Trabajo de la jornada}}{\mbox{Trabajo necesario}}}}

Esta tasa de plusvalía puede ser, por ejemplo, del 100%, si durante una jornada de doce horas, el trabajo necesario y el plustrabajo duran ambos seis horas. “He aquí, por tanto, que el obrero trabaja la mitad del día para sí mismo y la otra mitad para el capitalista”.
Más adelante, Marx muestra ejemplos reales más que fueron corregidos por un “fabricante de Manchester” (es decir, Federico Engels) como indica en una nota a la 2.ª edición: “La tasa en la fabricación textil del ejemplo asciende al 153.8%”, donde el trabajo necesario es 3,939 horas y plustrabajo es 6,006 horas; “mientras que en un segundo ejemplo, referido a la producción agrícola inglesa, obtiene un 100.3%”, donde p es 3,11 libras y v es 3,10 libras (Guerrero, 2015, p. 84). Es importante aclarar que Marx asume por convivencia en sus cálculos que el precio del producto es igual a su valor, cosa que él ya sabe que no es así siempre.
Finalmente, Marx critica la teoría de la “última hora” de Nassau William Senior, donde la última hora de trabajo era la hora más productiva, cuando se obtienen beneficios, y en consecuencia no se puede reducir la jornada laboral una hora. Marx demuestra que esto es falso, ya que reducir una hora de trabajo solo reduce la tasa de plusvalor pero no la hace desaparecer. "Por consiguiente, el “plusproducto” así obtenido no debe medirse en relación con el resto del producto total, sino con la parte del producto sólo en que se representa el trabajo necesario" (Guerrero, 2015, p. 84).
Marx asume en el primer tomo que los precios son iguales los valores "como consecuencia de la total uniformidad de la composición orgánica de capital". Sin embargo, Marx señala en una nota al pie de página de este capítulo que "en el libro tercero veremos que esa equiparación no se aplica tan sencillamente ni siquiera en el caso de los precios medios". También en el segundo tomo, Marx "transita desde un modelo unisectorial hacia otro bisectorial, donde las composiciones orgánicas de capital del sector I y el sector II difirieren como consecuencia de la especialización productiva de cada uno de ellos".

#### Capítulo 8: La jornada laboral

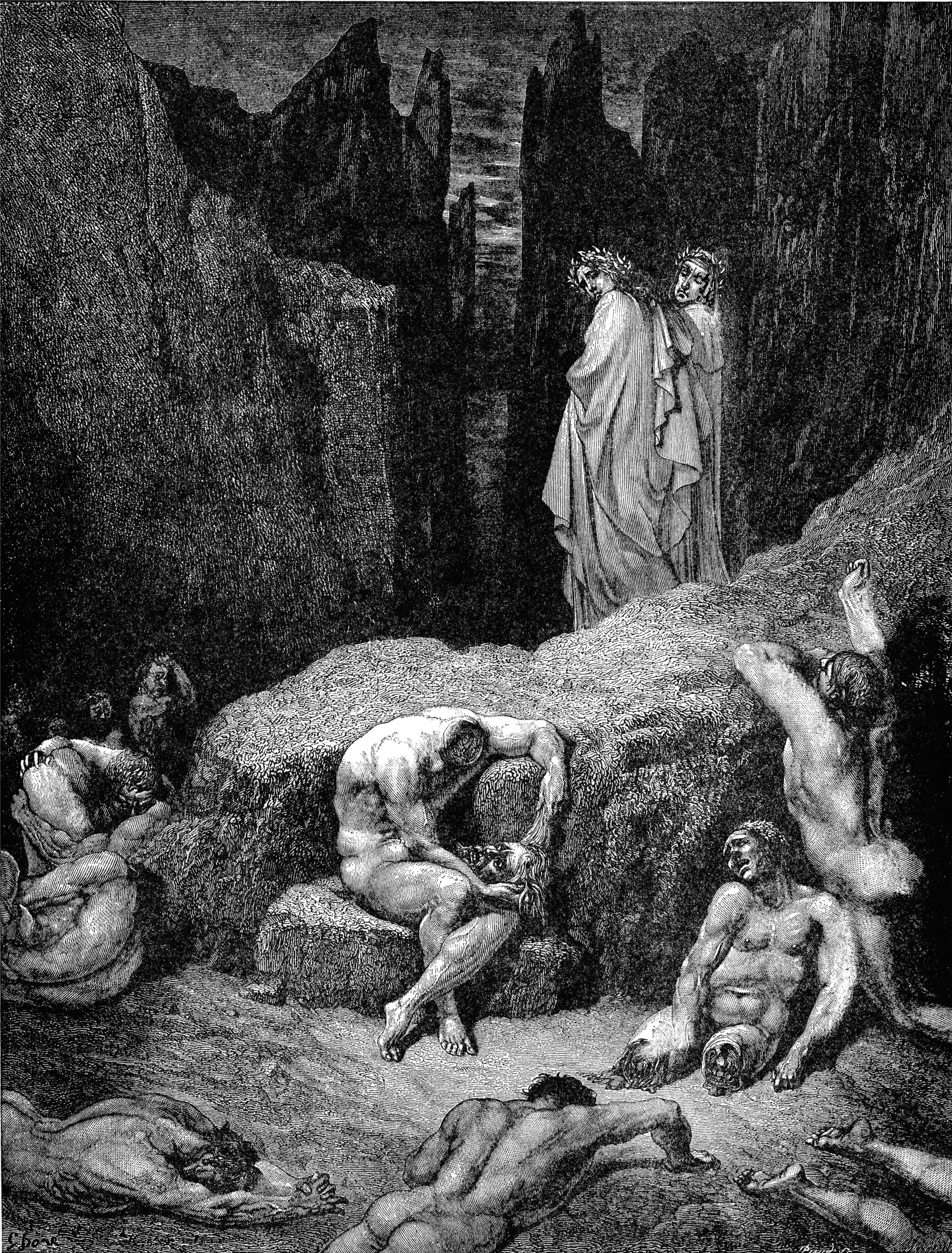
Marx muestra testimonios de las pésimas condiciones laborales de la Inglaterra victoriana que "Dante encontraría sobrepujadas sus más crueles fantasías infernales".

El límite mínimo de la jornada de trabajo corresponde a su valor o a la parte de la jornada trabajada para la renovación de la fuerza de trabajo, es decir, para la renovación de las necesidades vitales del trabajador. El límite máximo depende de los límites físicos de la fuerza de trabajo y de los límites morales, que es mucho más elástico, distinguiendo entre “la utilización de mi fuerza de trabajo y la expoliación de la misma”, siendo esta última perjudicial para el trabajador. Esto ayuda al obrero en su lucha “en torno a los límites de la jornada laboral”.

“La jornada laboral no es, por tanto, una magnitud constante sino variable. Una de sus partes, ciertamente, se halla determinada por el tiempo de trabajo requerido para la reproducción constante del obrero mismo, pero su magnitud global varía con la extensión o duración del plustrabajo. Por consiguiente, la jornada laboral es determinable, pero en sí y para sí indeterminada”.

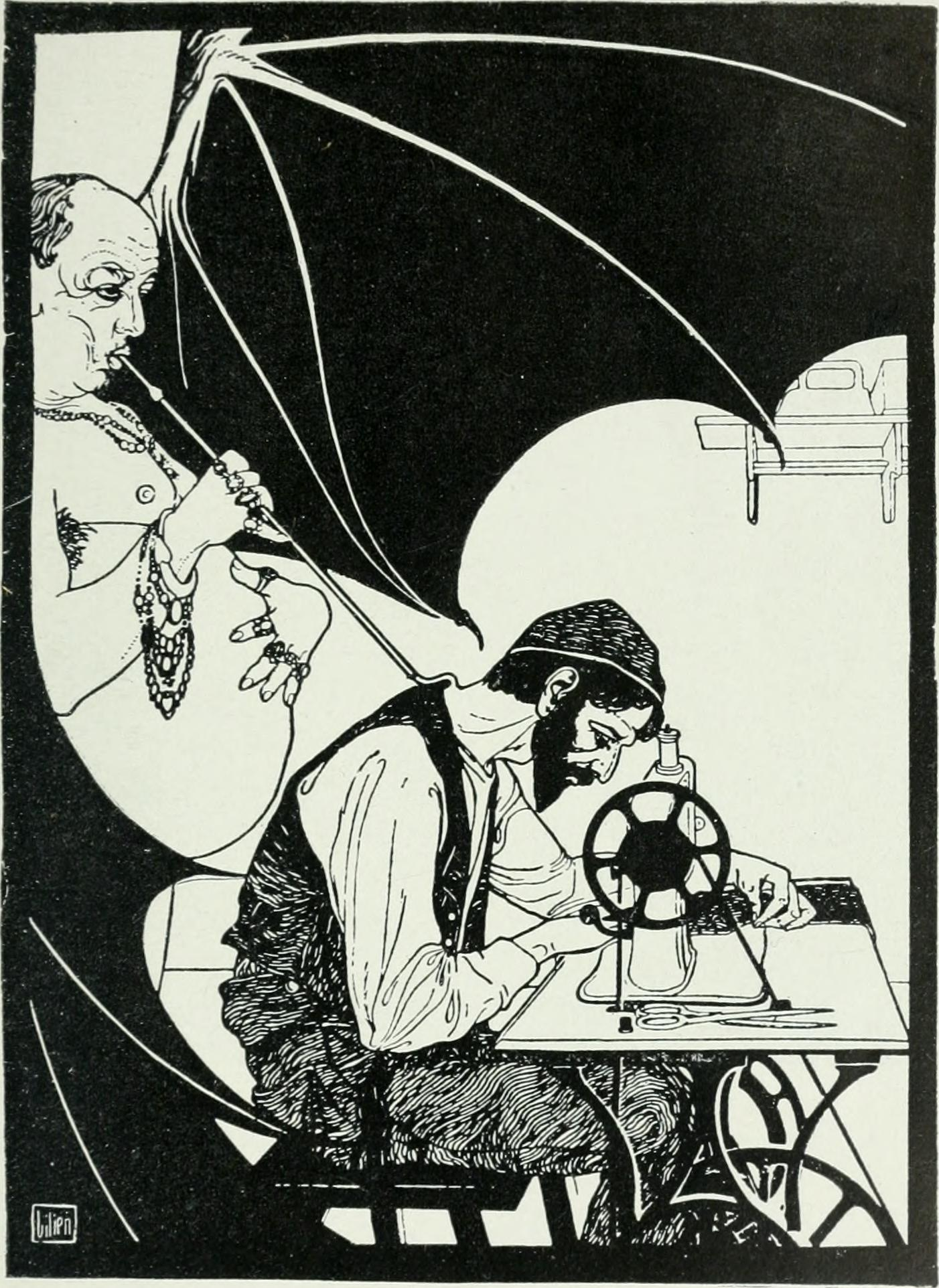
Marx compara el capital con un vampiro que chupa "trabajo vivo", y reanima "trabajo muerto".

El límite máximo está determinado únicamente por el equilibrio de poder entre el capitalista y el trabajador. Sin embargo, la fuerza de trabajo, como mercancía especial, no puede ser consumida ilimitadamente por el capitalista sin perecer. El trabajador, por tanto, hace uso de su derecho a vender su fuerza de trabajo exigiendo una reducción de la jornada laboral. Aun así, existe un conflicto de intereses entre el comprador que quiere aprovechar al máximo sus bienes y el vendedor que quiere conservar el uso de su fuerza. La ley no puede decidir entre los dos actores ya que solo está allí para regular los términos del intercambio. “Y de esta suerte, en la historia de la producción capitalista la reglamentación de la jornada laboral se presenta como lucha en torno a los límites de dicha jornada, una lucha entre el capitalista colectivo, esto es, la clase de los capitalistas, y el obrero colectivo, o sea la clase obrera”. (Véase: Lucha de clases)

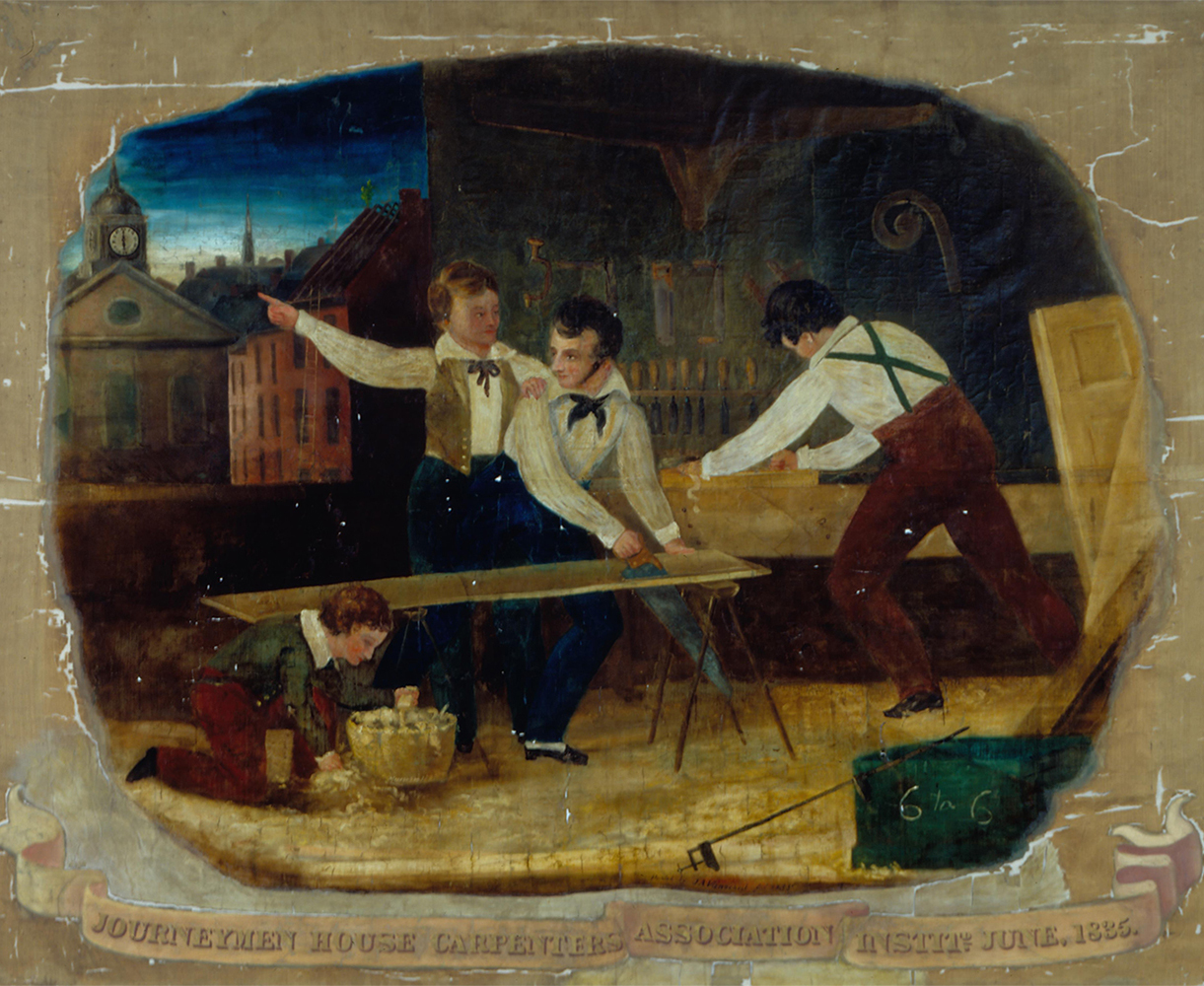
Estandarte de la huelga general de Filadelfia de 1835 en favor de la jornada laboral de diez horas y un aumento salarial. Marx consideró la jornada de diez horas como la primera derrota de la burguesía por la clase obrera.

“Como capitalista, no es más que capital personificado. Su alma es el alma del capital. Pero el capital tiene un solo impulso vital, el impulso de valorizarse, de crear plusvalor, de absorber, con su parte constante, los medios de producción, la mayor masa posible de plustrabajo. El capital es trabajo muerto que sólo se reanima, a la manera de un vampiro, al chupar trabajo vivo, y que vive tanto más cuanto más trabajo vivo chupa”.

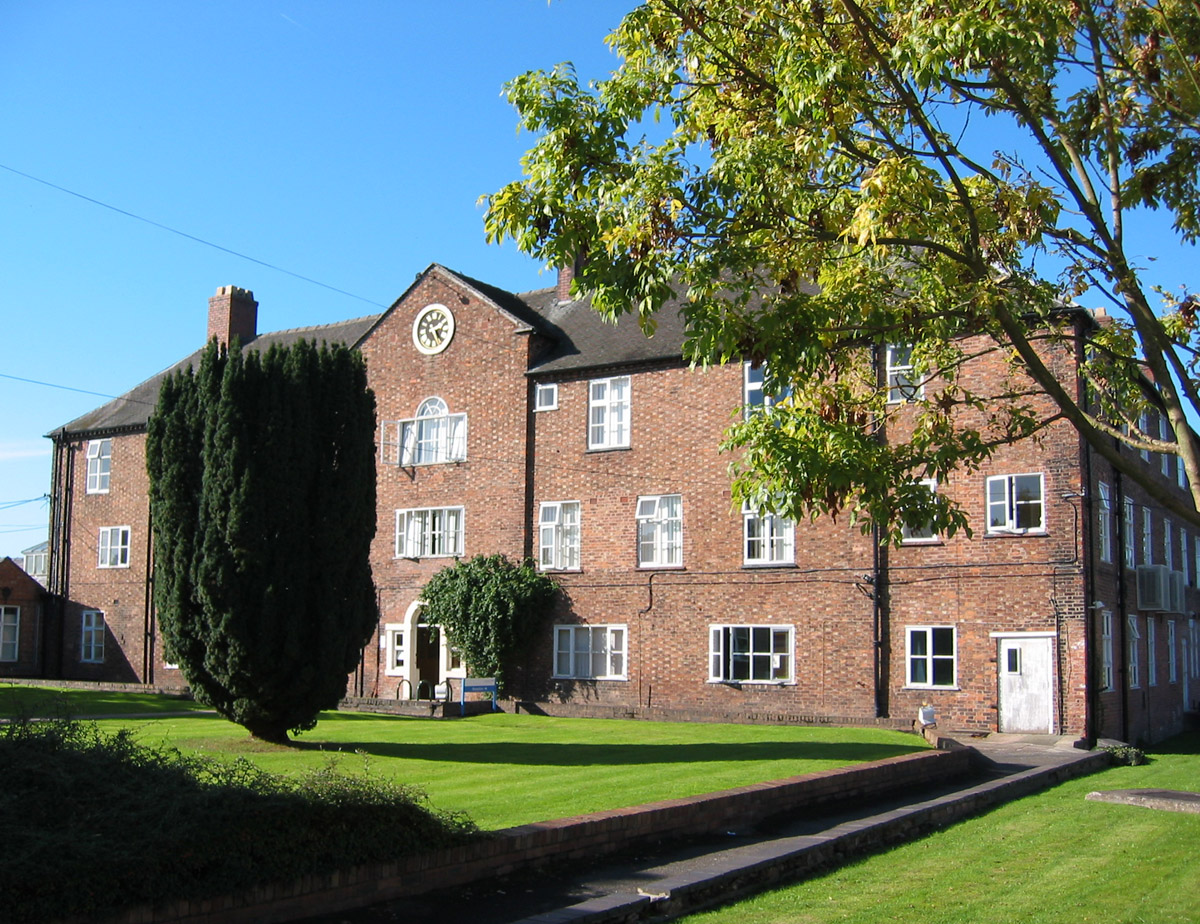
Antigua workhouse en Nantwich, donde la gente pobre que no tenía con qué subsistir podía ir a vivir y trabajar.

Cuando no existe una ley que limite su derecho al libre uso de la fuerza de trabajo, los capitalistas no dudan en hacer trabajar, ya sean hombres, mujeres o niños, durante el día y la noche, hasta el agotamiento, la enfermedad o la muerte. Es por esto que cuando en el contrato de mercado el empleado "había dispuesto libremente de su persona" al capitalista, en realidad el obrero no es "ningún agente libre", ya que "está obligado a venderla". Marx señala que “el capital no ha inventado el plustrabajo” pues este ya existía en todas las sociedades de clase como el esclavismo y el feudalismo, donde un clase se basa en la expropiación del plustrabajo de la otra clase.

“La prolongación de la jornada laboral más allá de los límites del día natural, hasta abarcar horas de la noche, sólo actúa como paliativo, mitiga apenas la sed vampiresca de sangre viva de trabajo. Apropiarse de trabajo durante todas las 24 horas del día es, por consiguiente, la tendencia inmanente de la producción capitalista”.

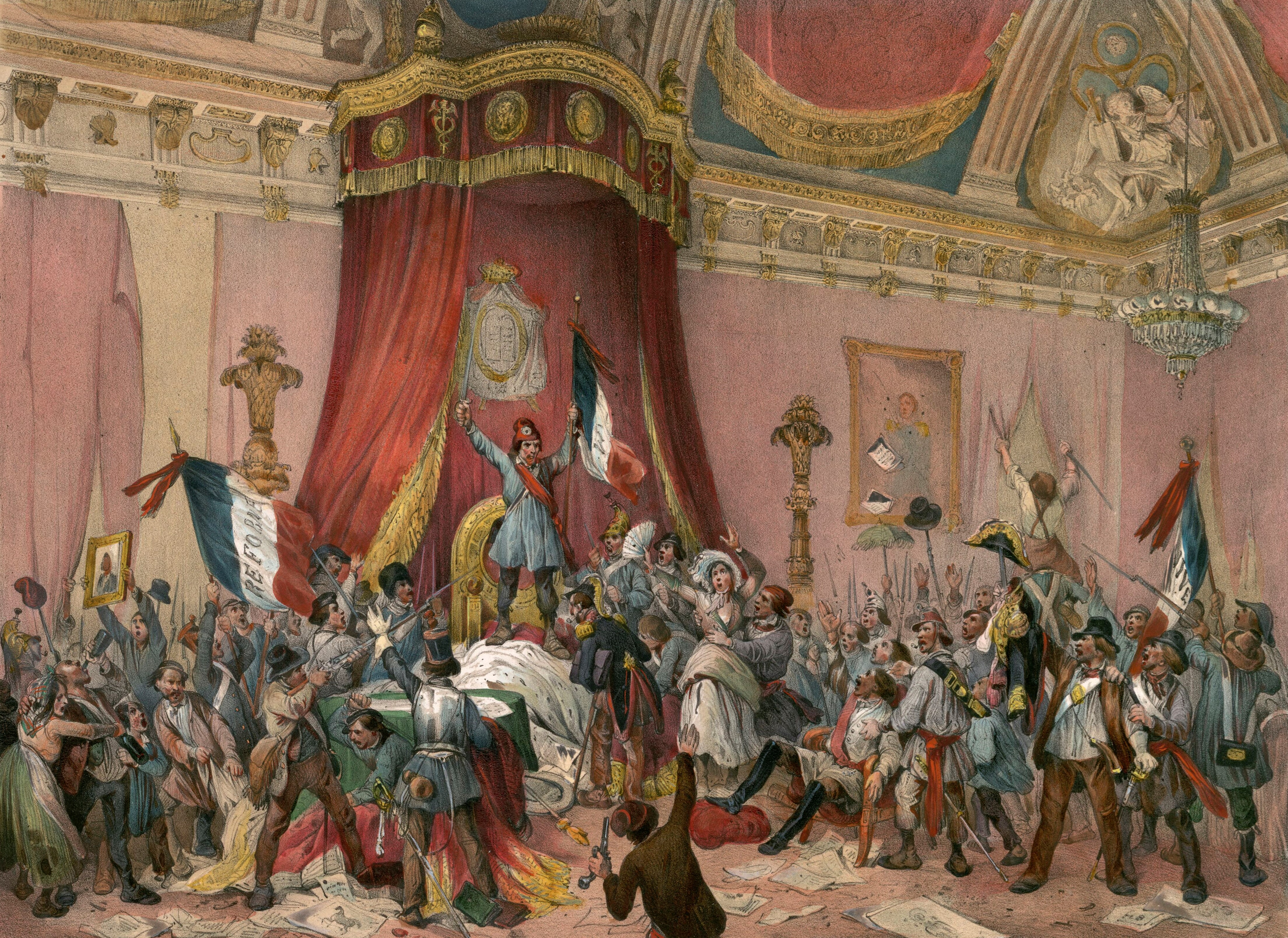
Marx menciona las revoluciones de 1848 como ejemplo de reforma de la jornada laboral.

Hasta finales del siglo XVII, los empresarios consiguieron incluso ampliar la jornada laboral por medio de la ley, como ocurrió cuando se crearon los workhouses. Para "protegerse" de los abusos de la clase capitalistas los obreros "tienen que confederar sus cabezas e imponer como clase una ley estatal, una barrera social infranqueable que les impida a ellos mismos venderse junto a su descendencia, por medio de un contrato libre con el capital, para la muerte y la esclavitud". La lucha por una jornada laboral “normal” sólo tuvo lugar realmente en Inglaterra a partir de 1833 con la Factory Act, que regulaba en particular el trabajo infantil. Esta legislación inglesa inspiraría más tarde regulaciones en otros países, como la ley francesa de las doce horas durante la Revolución de febrero de 1848. Pero dicha legislación inglesa todavía era eludida con demasiada frecuencia por los capitalistas y, por lo tanto, solo permitirá mejoras tímidas después de varias revisiones en la década de 1850.

“Me pagas la fuerza de trabajo de un día, pero consumes la de tres. Esto contraviene nuestro acuerdo y la ley del intercambio mercantil. Exijo, pues, una jornada laboral de duración normal, y la exijo sin apelar a tu corazón, ya que en asuntos de dinero la benevolencia está totalmente de más. Bien puedes ser un ciudadano modelo, miembro tal vez de la Sociedad Protectora de los Animales y por añadidura vivir en olor de santidad, pero a la cosa que ante mi representas no le late un corazón en el pecho. Lo que parece palpitar en ella no es más que los latidos de mi propio corazón. Exijo la jornada normal de trabajo porque exijo el valor de mi mercancía, como cualquier otro vendedor”.

#### Capítulo 9: Tasa y masa del plusvalor
Para reproducir la fuerza de trabajo, es decir, lo que el trabajador necesita para subsistir y poder trabajar al día siguiente, el capitalista debe adelantar un capital, que le permita comprar esa fuerza de trabajo. Es la tasa de plusvalía la que permite saber lo que este avance traerá al capitalista en términos de plusvalía. Así, una tasa de plusvalía del 100% significa que la parte del capital asignada a la reproducción de la fuerza de trabajo es tan grande como la plusvalía apropiada por el capitalista. O dicho de otro modo, con una tasa de plusvalía del 100% el trabajador emplea la mitad de su tiempo, de su fuerza, en sus propias necesidades, y la otra mitad en plustrabajo para crear plusvalía para el capitalista. 
Cuanto mayor sea la tasa de plusvalía, mayor será la fuerza y tiempo empleado por el trabajador para producir plusvalía para el capitalista y, por lo tanto, se asignan menos a las necesidades del trabajo. Cuanto mayor sea la tasa de plusvalía, más producirá el trabajador por un salario bajo. La tasa de plusvalía “queda dada a la vez la masa del plusvalor que el obrero individual suministra al capitalista en determinado período”.
En la escala de una empresa, la plusvalía realizada por un capital variable depende del número de trabajadores empleados por este capital para producir la plusvalía, así como de la plusvalía que aporta cada trabajador individual empleado por este capital, esta plusvalía depende de la tasa de plusvalía, es decir, el tiempo destinado a la producción de plusvalía.

“Pero, además, como la masa de plusvalor producido por el obrero individual estando dado el valor de la fuerza de trabajo, se determina por la tasa del plusvalor, tendremos entonces: la masa del plusvalor producido es igual a la magnitud del capital variable adelantado multiplicada por la tasa del plusvalor, o bien se determina por la razón compuesta entre el número de las fuerzas de trabajo explotadas por el mismo capitalista y el grado de explotación de cada fuerza individual de trabajo [...] o bien es igual al valor de una fuerza de trabajo, multiplicado por el grado de su explotación, multiplicado por el número de fuerzas empleadas conjuntamente”.

Donde la “masa del plusvalor” (P) es tasa de plusvalor (p) entre el capital variable diario (v) por la suma del capital variable total (V); o el plustrabajo (t’) entre el trabajo necesario diario (t) por el valor de la fuerza de trabajo media (f) y por el número de obreros (n); se obtienen las fórmulas:

{\displaystyle P={\begin{cases}{\frac {p}{v}}\times V\\\\f\times {\frac {t'}{t}}\times n\end{cases}}}

Para obtener la misma masa del plusvalor (P), el capitalista debe practicar una tasa alta de plusvalía con un número reducido de trabajadores, o una tasa más baja y luego tener más trabajadores. Esto quiere decir, pues, que o bien "se puede compensar por el aumento proporcional en el grado de explotación a que está sometida la fuerza de trabajo, o, en otras palabras, la reducción en el número de obreros ocupados es compensable por la prolongación proporcional de la jornada laboral".
En todo caso, el capitalista debe emplear un número mínimo de trabajadores para obtener su plusvalía porque, dado que la jornada laboral está limitada a 24 horas, incluso con una tasa de plusvalía muy alta, el trabajo de unos pocos trabajadores nunca será capaz de producir tanta plusvalía en un solo día como la de muchos trabajadores, incluso con una tasa reducida de plusvalía. Hay pues un límite impuesto por la jornada de 24 horas que limita la capacidad de extensión de la tasa de plusvalía. El valor que rendirá el capital variable en términos de plusvalía depende, por lo tanto, principalmente del número de trabajadores. “El trabajo que el capital total de una sociedad pone en movimiento día por día, puede considerarse como una jornada laboral única” de la sociedad (Guerrero, 2015, p. 88). Marx también diferencia entre un capitalista, que no participa directamente en el proceso de producción, y un “pequeño patrón”, que sí lo hace como una figura “híbrida” entre el capitalista y el obrero. (Ver: pequeña burguesía)

### Sección 4:La producción del plusvalor relativo
En esta sección Marx mostrará que la plusvalía que permite el crecimiento del capital no se crea únicamente por la extensión de la jornada laboral destinada al capitalista. El capitalista tiene otros medios a su disposición para extraer plusvalía, en particular aumentando la productividad del trabajo.

#### Capítulo 10: Concepto del plusvalor relativo
Marx parte del siguiente esquema:
A ––––––– B –  C
La sección de A B representa el valor de la mano de obra necesaria y la sección de B C representa el excedente de mano de obra. Recuérdese que el valor de la fuerza de trabajo es el tiempo de trabajo necesario para producir fuerza de trabajo. Lo que le interesa a Marx es "¿cómo se puede aumentar la producción de plusvalía, esto es, el plustrabajo, sin ninguna prolongación ulterior o independientemente de toda prolongación ulterior de A C?". Marx dice que en el mayor interés del capitalista es mover el segmento AB hacia la izquierda (hasta AB’). Esto muestra que la cantidad de trabajo excedente aumenta mientras que la cantidad de trabajo necesario disminuye.
A ––– B' –– B – C
El “plusvalor absoluto”, que es el plusvalor producido por la simple prolongación de la jornada laboral, debe distinguirse del “plusvalor relativo”, obtenido por la reducción del tiempo de trabajo necesario para producir el mismo producto. La plusvalía relativa modifica, en un día, la proporción del tiempo de trabajo necesario en relación con el del plustrabajo, sin aumentar la duración de esta jornada de trabajo. Por lo tanto, sólo un aumento de la “fuerza productiva” de trabajadores permitirá el aumento de la plusvalía relativa.
Este aumento de la productividad del trabajo permite así producir más productos en un tiempo definido, o lo que es lo mismo, permite producir el mismo producto en menos tiempo y ha de darse en los sectores que producen los elementos del capital variable (reducir salarios) o del constante (mejores medios de producción o materias primas baratas). Así el “valor individual” de una mercancía baja en relación con su “valor social”, y también baja su precio, lo que crea un “plusvalor extra”. Marx recalca que el “valor individual” es una forma de hablar y “valor real” de una mercancía “no es su valor individual, sino su valor social, esto es, no se mide por el tiempo de trabajo que insume efectivamente al productor en cada caso individual, sino por el tiempo de trabajo requerido socialmente para su producción” (Guerrero, 2015, p. 89).
Al aumentar la productividad del trabajo, el valor de la fuerza de trabajo disminuye indirectamente. De hecho, el capitalista, en su constante búsqueda de plusvalía, buscará reducir los precios de sus mercancías, algo que sólo puede lograr aumentando la productividad del trabajo. Sin embargo, esta reducción de precios tendrá un impacto en el valor de la fuerza de trabajo, porque la caída de los precios de las materias primas también afecta al precio de los medios de reproducción de la fuerza de trabajo (medios de subsistencia). Esto tendrá, por tanto, la consecuencia de que el valor de la fuerza de trabajo disminuirá en paralelo con la caída de los precios de sus medios de subsistencia, su salario, porque el valor de la fuerza de trabajo está determinado únicamente por el valor de su renovación.
Además de disminuir el valor de la fuerza de trabajo, el aumento de la productividad laboral en el modo de producción capitalista reduce el tiempo necesario para reproducir la fuerza de trabajo. De hecho, el trabajador necesita cada vez menos trabajo para producir los productos necesarios para la satisfacción de sus propias necesidades, lo que da un lugar cada vez mayor al exceso de trabajo.

“En el marco de la producción capitalista, el desarrollo de la fuerza productiva del trabajo tiene por objeto abreviar la parte de la jornada laboral en la cual el obrero tiene que trabajar para sí mismo, y precisamente por eso prolongar la otra parte de la jornada laboral, en la que aquél tiene que trabajar de balde para el capitalista”.

#### Capítulo 11: Cooperación

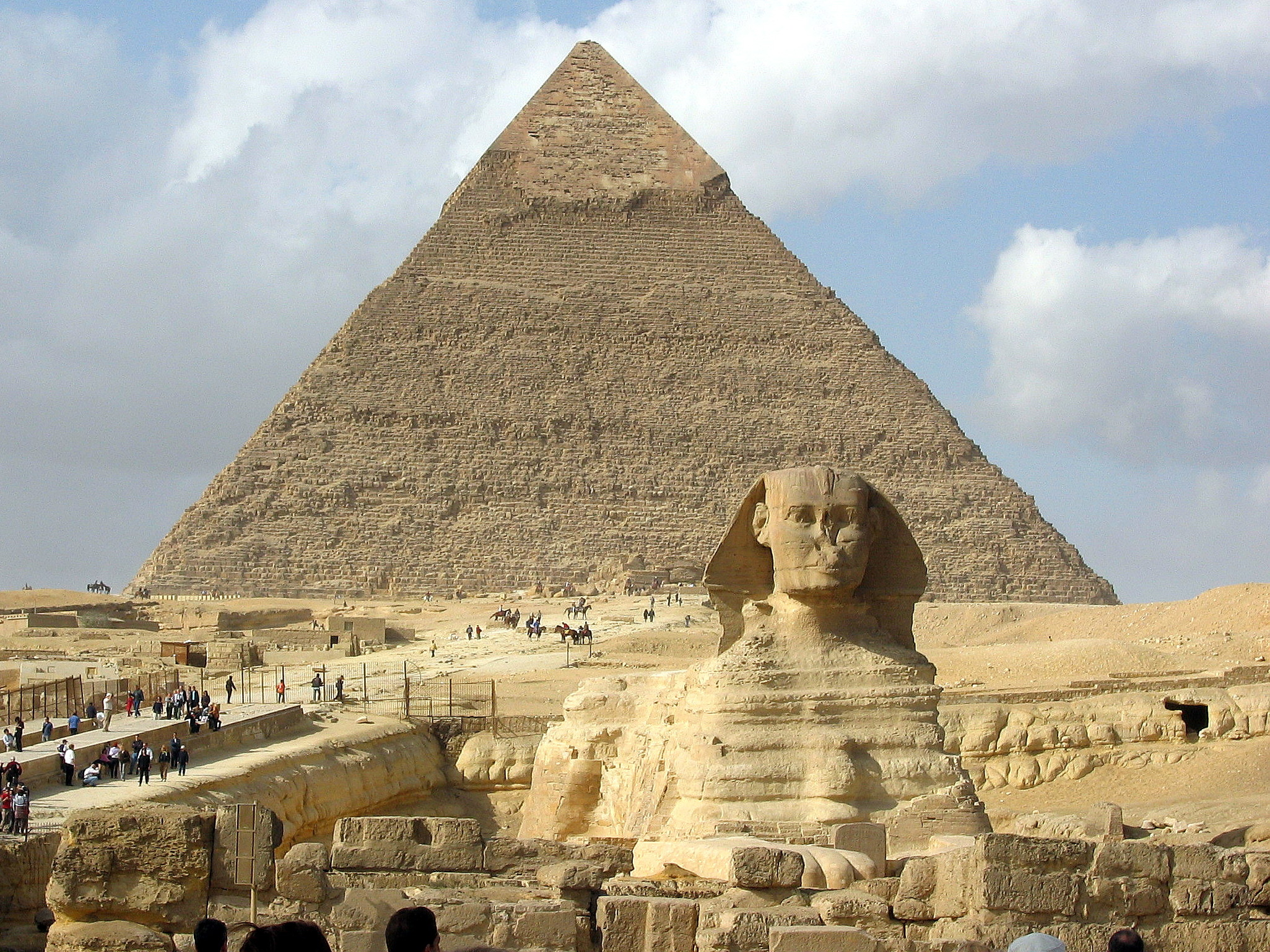
Marx cita la construcción de "obras ciclópeas de los antiguos asiáticos, egipcios, etruscos, etc." como ejemplos de cooperación simple previos la organización de un modo de producción capitalista.

El origen de la producción capitalista se caracteriza por la reunión de un gran número de trabajadores para producir un mismo objeto.

“Como vimos, la producción capitalista sólo comienza, en rigor, allí donde el mismo capital individual emplea simultáneamente una cantidad de obreros relativamente grande y, en consecuencia, el proceso de trabajo amplía su volumen y suministra productos en una escala cuantitativamente mayor. El operar de un número de obreros relativamente grande, al mismo tiempo, en el mismo espacio (o, si se prefiere, en el mismo campo de trabajo), para la producción del mismo tipo de mercancías y bajo el mando del mismo capitalista, constituye histórica y conceptualmente el punto de partida de la producción capitalista”.

En sus comienzos apenas se distinguía de la industria gremial del artesanado hasta que el taller del maestro artesano “no ha hecho más que ampliarse”, ya que, al aumentar el número de trabajadores, se facilita que la “magnitud media” que es el trabajo social se obtenga como “promedio de muchas y diversas magnitudes individuales”. En segundo lugar, los medios de producción se consumen ahora colectivamente, lo que permite rebajar el consumo de capital constante por unidad de producto (Guerrero, 2015, pp. 90-91).

“Por ende, para el productor individual la ley de la valorización no se realiza plenamente sino cuando él produce como capitalista, cuando emplea al mismo tiempo muchos obreros, o sea cuando desde un comienzo, pone en movimiento trabajo social medio”.

Marx define cooperación como “la forma del trabajo de muchos que, en el mismo lugar y en equipo, trabajan planificadamente en el mismo proceso de producción o en procesos de producción distintos pero conexos”. Pero para que esta cooperación surja, es necesario que un solo capitalista tenga en sus manos capital suficiente para satisfacer las necesidades de todos sus asalariados. Y más que eso, es necesario que el capitalista concentre en sus manos importantes medios de producción para permitir la asociación de los asalariados. El trabajador se ve pues obligado a trabajar para el capitalista bajo un doble aspecto: primero porque ha sido desposeído de los medios de producción para poder satisfacer sus propias necesidades; luego para poder integrarse en el nuevo organización social de la producción. Los hombres que trabajan juntos proporcionan más trabajo que si trabajaran por separado. Esto proviene del hecho de que “el hombre es por naturaleza, si no, como afirma Aristóteles, un animal político, en todo caso un animal social”. Esta mayor proporción de trabajo obtenida por la cooperación entre los trabajadores es tanto más rentable para el capitalista cuanto que paga al trabajador sólo por el trabajo individual que aporta, y no por el trabajo colectivo adicional que resulta de la cooperación. La cooperación exige una dirección “despótica” que debe doblegar su resistencia a la presión del capital, y para eso se vale de un “ejército” de managers y capataces. Si bien la cooperación en su forma parte de la producción capitalista, “su propia figura simple se presenta como forma particular junto a otras más desarrolladas”.

“La cooperación en el proceso de trabajo, tal como la encontramos, de manera predominante, en los comienzos de la civilización humana [...] se funda por una parte en que las condiciones de producción son de propiedad común; por otra en que el individuo, singularmente considerado, está tan lejos de haber cortado el cordón umbilical que lo liga a la tribu o a la entidad comunitaria, como la abeja individual de haberse independizado de la colonia que integra. Ambas cosas distinguen a esa cooperación de la capitalista. El empleo esporádico de la cooperación en gran escala en el mundo antiguo, la Edad Media y las colonias modernas, se funda en relaciones directas de dominación y servidumbre, y en la mayor parte de los casos en la esclavitud. Por el contrario, la forma capitalista presupone desde un principio al asalariado libre que vende su fuerza de trabajo al capital. Históricamente, sin embargo, se desarrolla por oposición a la economía campesina y a la empresa artesanal independiente, revista o no esta última la forma corporativa. Frente a ellas la cooperación capitalista no se presenta como forma histórica particular de la cooperación, sino que la cooperación misma aparece como forma histórica peculiar al proceso capitalista de producción, como forma que lo distingue específicamente”.

#### Capítulo 12: División del trabajo y manufactura
El “período manufacturero”, entre la mitad del siglo XVI y el último tercio del siglo XVIII, surge la “cooperación fundada en la división del trabajo” que instituye en la organización de su producción. Reúne en un mismo lugar varios oficios haciéndolos trabajar en concierto, bajo la dependencia de un capitalista. Así la manufactura puede estar integrada por la “combinación de oficios artesanales independientes”, que se desagregan y simplifican, o por artesanos de la misma especie cuyo oficio se descompone en sus diversas operaciones, y cada una de estas operaciones queda aislada. El artesano en la fábrica ve así reducida su función a una acción especializada “siendo ejecutada la totalidad de las mismas por la asociación de esos obreros parciales”, lo que le sustrae de sus anteriores capacidades permitiéndole ejercer un oficio en toda su extensión, superando la producción artesanal. En todos los casos, la tarea de un trabajador se descompone, simplifica al extremo y la repite a lo largo de su jornada. Entonces, “el obrero colectivo, combinado, que constituye el mecanismo vivo de la manufactura, se compone tan sólo de esos obreros parciales y unilaterales”.

“La mercancía, antes producto individual de un artesano independiente que hacía cosas muy diversas, se convierte ahora en el producto social de una asociación de artesanos, cada uno de los cuales ejecuta constantemente sólo una operación, siempre la misma”.

Al poseer el equipo apropiado, el trabajador de la parcela reduce el tiempo de inactividad, gana en habilidad y, por lo tanto, se vuelve más productivo. Junto con estas ganancias de productividad para el capitalista, la fuerza de trabajo pierde valor ya que su función se limita a una acción limitada y simple que requiere poco aprendizaje. El tiempo destinado a la reproducción de la fuerza de trabajo (a su educación) se reduce, por lo tanto, lo que permite dedicar más tiempo al plustrabajo y, por tanto, aumentar la plusvalía.
La “manufactura heterogénea”, es decir, las fábricas en las que se producen bienes compuestos de varias partes y luego se ensamblan en una sola (como en el caso de una fábrica de relojes), que son imperfectas y contribuyen poco a aumentar la productividad; en cambio, la “manufactura orgánica”, es decir, aquellas donde los bienes producidos pasan por fases de desarrollo afines (como es el caso de la fabricación de alfileres), son perfectas, ya que permiten el máximo aprovechamiento del trabajador fragmentado y su productividad. En ambos casos “obliga a cada individuo a no emplear para su función más que el tiempo necesario, con lo cual se genera una continuidad, uniformidad, regularidad, orden y sobre todo una intensidad en el trabajo, radicalmente distintas de las que imperan la artesanía independiente e incluso en la cooperación simple”.
Lo que caracteriza a la división manufacturera del trabajo es que el producto del trabajo realizado por el trabajador fragmentario no es una mercancía como tal. Se convierte en mercancía a través de la cooperación de todos los trabajadores sobre el producto. Para que el capitalista pueda emplear de esta manera suficiente fuerza de trabajo para poder cooperar en la producción de un solo producto, es necesario que en sus manos se concentren importantes medios de producción, que antes estaban dispersos entre trabajadores independientes. “La división manufacturera es, pues, una creación típicamente capitalista” (Guerrero, 2015, p. 95).
El régimen fabril se caracteriza entonces no sólo por la necesidad de que el trabajador se vende al capitalista, sino también por la necesidad de que el trabajador forme parte de una organización del trabajo que sólo está disponible en la manufactura. El capitalista a través de la división del trabajo se apropia de un número cada vez mayor de trabajadores, acentuando la dominación del capital sobre el trabajo. Es por eso que la burguesía denuncia “todo control y regulación sociales y conscientes del proceso de producción, control y regulación en los que ve un cercenamiento de los sacrosantos derechos de propiedad, de la libertad y de la "genialidad" que se determina a sí misma del capitalista individual”. El carácter capitalista de la manufacturera exige “aumento progresivo del mínimo de capital en manos del capitalista individual” y transforma la cooperación basada en la división manufacturera del trabajo en un “medio para una explotación civilizada y refinada”.

“La división manufacturera del trabajo supone la autoridad incondicional del capitalista sobre hombres reducidos a meros miembros de un mecanismo colectivo, propiedad de aquél; la división social del trabajo contrapone a productores independientes de mercancías que no reconocen más autoridad que la de la competencia, la coerción que ejerce sobre ellos la presión de sus mutuos intereses, así como también en el reino animal la bellum omnium contra omnes [guerra de todos contra todos] mantiene, en mayor o menor medida, las condiciones de existencia de todas las especies”.

"En la manufactura el enriquecimiento del obrero colectivo y por ende del capital en fuerza productiva social, se halla condicionado por el empobrecimiento del obrero en fuerzas productivas individuales".

#### Capítulo 13: Maquinaria y gran industria
1. Desarrollo de la maquinaria

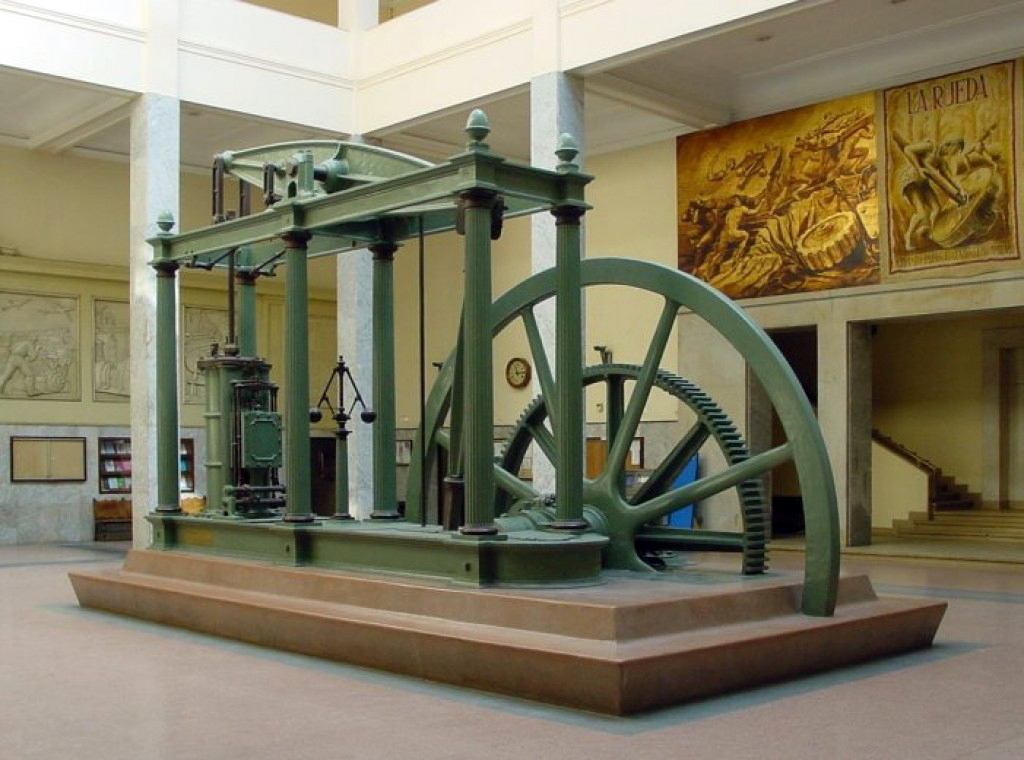
Una máquina de vapor de tipo Watt, construida por la compañía D. Napier & Son (Londres) en 1832. Accionó las prensas de acuñación de la Fábrica Nacional de Moneda y Timbre de España desde 1861 hasta 1891. En 1914 fue donada a la Escuela Técnica Superior de Ingenieros Industriales de Madrid (parte de la UPM) e instalada en su vestíbulo.

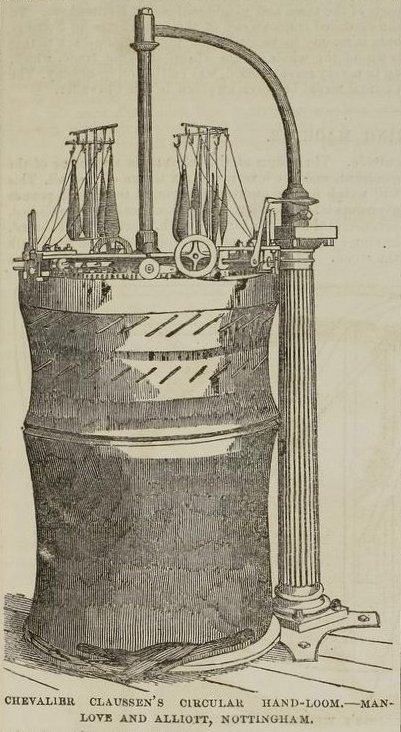
Telar manual circular de Chevalier Claussen.

En esta sección, Marx explica la importancia de la maquinaria para los capitalistas y cómo se aplica a la fuerza de trabajo. Según John Stuart Mill, es discutible "que todos los inventos mecánicos efectuados hasta el presente hayan aliviado la faena cotidiana de algún ser humano”, pero Marx señala que tal no es “el objetivo de la maquinaria empleada por el capital” sino aumentar la productividad para la producción de plusvalor. Cuando se aumenta la productividad, la mercancía que se produce se abarata. La plusvalía relativa se amplifica porque la maquinaria acorta la parte del día en que el trabajador trabaja para sus medios de subsistencia y aumenta el tiempo que el trabajador produce para el capitalista.
Marx discute herramientas y máquinas y su aplicación al proceso de producción. Marx afirma que muchos expertos, incluido él mismo, no pueden distinguir entre herramientas y máquinas. Los economistas ingleses "definen la herramienta como una máquina simple, y la máquina como una herramienta compuesta". Marx continúa elaborando esta mala interpretación de la definición, explicando que algunas personas distinguen entre una herramienta y una máquina diciendo que "en la primera la fuerza motriz sería el hombre, y en el caso de la máquina una fuerza natural distinta de la humana, como un animal, el agua, el viento, etc.". Marx explica una falla con este enfoque comparando dos ejemplos. Señala que un arado impulsado por un animal se consideraría una máquina y el telar circular de Claussen, que es capaz de tejer a gran velocidad, de hecho es impulsado por un trabajador y, por lo tanto, se considera una herramienta. Marx da una definición precisa de la máquina cuando dice que "es un mecanismo que, una vez que se le trasmite el movimiento correspondiente, ejecuta con sus herramientas las mismas operaciones que antes efectuaba el obrero con herramientas análogas. Nada cambia en la esencia de la cosa el que la fuerza motriz proceda del hombre o, a su vez, de una máquina".
Hay tres partes para la maquinaria completamente desarrollada:
1. El mecanismo motor que opera como fuerza impulsora del mecanismo. Ya sea una máquina de vapor, una rueda de agua o una máquina calórica.
2. El mecanismo de transmisión, ruedas, tornillos y rampas y poleas. Estas son las partes móviles de la máquina.
3. La máquina-herramienta o máquina de trabajo se usa a sí misma para esculpir lo que fue construida para hacer.

Marx cree que la máquina de trabajo es la parte más importante de la maquinaria desarrollada. De hecho, es lo que comenzó la Revolución Industrial del siglo XVIII y aún hoy continúa convirtiendo la artesanía en industria.
La máquina es capaz de reemplazar a un trabajador, que trabaja en un trabajo específico con una herramienta, con un mecanismo que realiza la misma tarea, pero con muchas herramientas similares y a un ritmo mucho más rápido. Una máquina que realiza una tarea específica pronto se convierte en una flota de máquinas cooperantes que realizan todo el proceso de producción. Este aspecto de la automatización permite al capitalista reemplazar un gran número de trabajadores humanos con máquinas, lo que crea un gran grupo de trabajadores disponibles entre los que el capitalista puede elegir para formar su fuerza de trabajo humana. El trabajador ya no necesita ser calificado en un oficio en particular porque su trabajo se ha reducido a la supervisión y mantenimiento de sus sucesores mecánicos.
El desarrollo de maquinaria es un ciclo interesante en el que los inventores comenzaron a inventar máquinas para completar las tareas necesarias. La industria de fabricación de máquinas creció y los esfuerzos de los trabajadores comenzaron a centrarse en la creación de estas máquinas, los objetos que roban el trabajo de su propio creador. Con tantas máquinas en desarrollo, la necesidad de nuevas máquinas para crear máquinas viejas aumentó. Por ejemplo, la máquina de hilar comenzó la necesidad de impresión y teñido y el diseño de la desmotadora de algodón. Marx afirma que sin máquinas de vapor, la prensa hidráulica no podría haberse fabricado. "En cuanto maquinaria, el medio de trabajo cobra un modo material de existencia que implica el remplazo de la fuerza humana por las fuerzas naturales, y de la rutina de origen empírico por la aplicación consciente de las ciencias naturales".
2. Transferencia de valor de la maquinaria al producto
Como se ha visto en la sección anterior, la máquina no reemplaza la herramienta que funciona con el hombre. La herramienta se multiplica y se expande en la máquina de trabajo creada por el hombre. Los trabajadores ahora van a trabajar no para manejar las herramientas de producción, sino para trabajar con la máquina que maneja las herramientas. Está claro que la industria a gran escala aumenta la productividad del trabajo en un grado extraordinario al incorporar su eficiencia acelerada dentro del proceso de producción. Lo que no está tan claro es que este nuevo aumento en la productividad no requiere un aumento igual en el trabajo gastado por el trabajador.
Como todo lo que constituye capital constante, la máquina no produce valor, sólo transmite parte de su propio valor al producto. El valor de la máquina se difunde así gradualmente en todos los productos que ha creado, sin haber creado el menor valor. Este valor transmitido se calcula tanto por todos los costes de mantenimiento y producción del producto. Además, el valor que transmite la máquina a cada producto es menor cuanto más dura la máquina. En efecto, como la máquina tiene un valor fijo, cuanto más tiempo funcionará, cuanto más transfiera parte de su valor a una gran cantidad de productos, más se reducirá el valor que transfiere en cada producto. Este proceso no resta valor al producto, al contrario, le agrega un valor adicional (el que la máquina transmite al producto). “En lugar de abaratarlo”, la máquina, “lo encarece”, el producto, “en proporción a su propio valor”.
Sólo la fuerza de trabajo que es comprada por los capitalistas puede crear nuevo valor. La maquinaria transfiere su valor al producto a una tasa que depende de cuánto es el valor total de la maquinaria, con Marx afirmando: "Cuanto menos trabajo contenga, tanto menos valor agregará al producto".  La regla general de la maquinaria es que el trabajo utilizado para crearla debe ser menor que la cantidad de trabajo humano que reemplaza cuando se usa en el proceso de producción. De lo contrario, la maquinaria no sería eficaz para aumentar la plusvalía y, en cambio, la depreciaría. Esta es la razón por la cual no se elige alguna maquinaria para reemplazar a los trabajadores humanos reales, ya que no sería rentable.
3. Efectos inmediatos que la industria mecánica
- a) Apropiación de fuerzas de trabajo subsidiarias por el capital

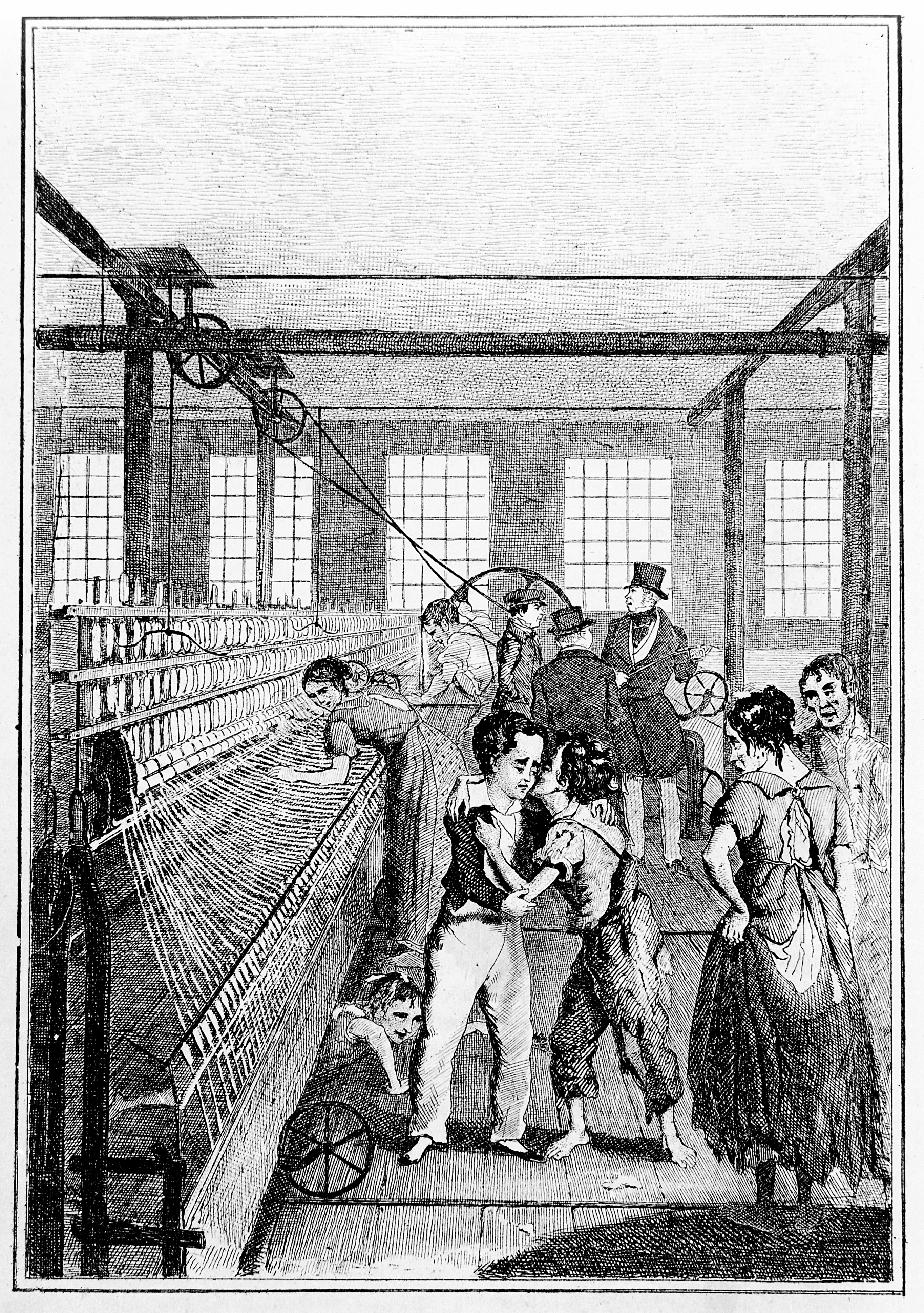
El desarrollo de la maquinaria vio un aumento en el número de mujeres y el trabajo infantil en muchas ramas de la industria.

Con la llegada de la máquina, al tener una fuerza productiva mucho mayor que el hombre permitiéndole producir más en un tiempo reducido, el valor de la fuerza de trabajo se deprecia en el mercado. Marx señala que, dado que la maquinaria puede reducir la dependencia de la fuerza física de un trabajador, permite el empleo de mujeres y niños para llevar a cabo un trabajo que antes solo podían realizar los hombres. Por lo tanto, deprecia la fuerza de trabajo de un individuo al introducir muchos más trabajadores potenciales en el grupo explotable de trabajadores. El trabajo de mujeres y niños se normalizó a medida que caían los salarios debido a la competencia de las máquinas. Mientras que el trabajo de una sola persona era suficiente tanto para mantener a una familia como para pagar la plusvalía al capitalista en plustrabajo, la extensión de la maquinaria en la industria empujó a familias enteras al trabajo asalariado y no remunerado. “De este modo, la maquinaria desde un primer momento amplía, además del material humano de explotación, o sea del campo de explotación propiamente dicho del capital, el grado de dicha explotación”. Como el trabajador debe vender su fuerza de trabajo como mercancía, la maquinaria, siguiendo la división del trabajo, reduce esta fuerza a una aptitud fragmentada y fácil de usar. El valor de cambio de la fuerza de trabajo disminuye, por tanto, en la medida en que la máquina y la organización del trabajo facilitan su uso.

“Sobre la base del intercambio de mercancías, el primer supuesto era que el capitalista y el obrero se enfrentaran como personas libres, como propietarios independientes de mercancías: el uno en cuanto poseedor de dinero y medios de producción, el otro como poseedor de fuerza de trabajo. Pero ahora el capital adquiere personas que total o parcialmente se hallan en estado de minoridad. Antes, el obrero vendía su propia fuerza de trabajo, de la que disponía como persona formalmente libre. Ahora vende a su mujer e hijo. Se convierte en tratante de esclavos. La demanda de trabajo infantil suele asemejarse, incluso en la forma, a la demanda de negros esclavos, tal como acostumbraba manifestarse en los anuncios periodísticos norteamericanos”.

Si se utilizan máquinas es sobre todo porque tienen una capacidad productiva superior a la del hombre. La maquinaria, por tanto, empuja a sustituir el capital variable por capital constante, empujando a un gran número de trabajadores al paro. Pero paralelamente a esta mayor capacidad productiva, el uso de la máquina no es fuente de plusvalía alguna, porque sólo el trabajo humano permite crear plusvalía de la que se apropia el capitalista. En consecuencia, la maquinaria empuja a reducir la plusvalía que el capitalista puede apropiarse. Para resolver esta contradicción, el capitalista debe, por lo tanto, con un número reducido de trabajadores, apropiarse de más plusvalía ampliando la participación del plustrabajo en el trabajo total.
- b) Prolongación de la jornada laboral

La segunda subsección describe cómo para aumentar la parte del trabajo excedente no pagado, el capitalista tiene dos medios a su disposición, ya sea prolongando la jornada laboral (plusvalor absoluto) o aumentando la intensidad del trabajo (plusvalor relativo). Así, para apoyar la producción en masa generada por la maquinaria, al mismo tiempo que se asegura una cómoda plusvalía para el capitalista, el trabajador humano debe recibir una parte cada vez menor en dinero del trabajo realizado. Es de esta manera que el precio de los bienes puede caer.

“La máquina produce plusvalor relativo, no sólo al desvalorizar directamente la fuerza de trabajo y abaratar indirectamente la misma mediante el abaratamiento de las mercancías que entran en su reproducción, sino también porque en su primera introducción esporádica transforma el trabajo empleado por el poseedor de máquinas en trabajo potenciado, eleva el valor social del producto de la máquina por encima de su valor individual y permite al capitalista, de esta suerte, sustituir con una parte menor de valor del producto diario el valor diario de la fuerza de trabajo”.

Para sacar el máximo provecho de la máquina, el capitalista debe utilizar en un tiempo cada vez más breve la maquinaria, tanto para que no se desgaste con el tiempo como para reducir el impacto de las máquinas más avanzadas que se crearían en el futuro “en que se puede reproducir máquinas del mismo modelo a menor precio o aparecen, a su lado, máquinas mejores que compiten con ella”. Todos estos factores llevan al capitalista a exigir una jornada laboral más larga. Además, la ampliación de la jornada laboral no requiere costes fijos adicionales de capital. “No sólo, pues, se acrecienta el plusvalor, sino que disminuyen las inversiones necesarias para la obtención del mismo”. La prolongación de la jornada laboral permite, pues, hacer fructificar más rápidamente el capital absorbiendo una cantidad cada vez mayor de plusvalía. Y cuanto mayor es el uso de capital constante, más la prolongación de la jornada laboral permite renovar rápidamente este capital.
- c) Intensificación del trabajo

En la tercera subsección, Marx discute cómo la mecanización influye en la intensificación del trabajo. Aunque la introducción de las Leyes de Fábrica limitó la duración permitida de la jornada laboral, no hizo nada para detener el impulso hacia una mayor eficiencia. El control sobre las herramientas de los trabajadores se transfiere a la máquina, lo que les impide establecer su propio ritmo y ritmo de trabajo. A medida que las máquinas se adaptan y racionalizan continuamente, el efecto es una intensificación cada vez mayor de la actividad laboral del trabajador.

“No bien la rebeldía, gradualmente más y más enconada, de la clase obrera obligó al estado a reducir por la fuerza la jornada laboral y a comenzar por imponer a la fábrica propiamente dicha una jornada normal de trabajo, a partir, pues, de ese momento en que se excluía definitivamente la posibilidad de producir más plusvalor mediante la prolongación de la jornada laboral, el capital se lanzó con todo su poder y con conciencia plena a producir plusvalor relativo mediante el desarrollo acelerado del sistema fundado en la maquinaria”.

4. La fábrica
Marx comienza esta sección con dos descripciones de la fábrica en su conjunto de Andrew Ure: "cooperación de diversos tipos de obreros, adultos y jóvenes, que vigilan con destreza y diligencia un sistema de maquinaria productiva movido continuamente por una fuerza central" y "un autómata enorme, compuesto de innumerables órganos mecánicos dotados de conciencia propia, que actúan de común acuerdo e ininterrumpidamente para producir un objeto común, estando todos esos órganos subordinados a una fuerza motriz que se mueve por sí misma".
Esta doble descripción muestra las características de la relación entre el cuerpo colectivo de la fuerza de trabajo y la máquina. En la primera descripción, los trabajadores, o la fuerza de trabajo colectiva, son vistos como entidades separadas de la máquina. En la segunda descripción, la máquina es la fuerza dominante, con el trabajo colectivo actuando como meros apéndices de la máquina autooperativa. Marx utiliza esta última descripción para mostrar las características del sistema fabril moderno bajo el capitalismo.
En la fábrica, las herramientas del trabajador desaparecen y la habilidad del trabajador se transmite a la máquina. El trabajador se convierte en esclavo de la máquina, ya que no interviene directamente sobre el producto fabricado. “En la manufactura y el artesanado el trabajador se sirve de la herramienta; en la fábrica, sirve a la máquina”. La máquina, por lo tanto, marca el ritmo de trabajo del trabajador, semejante al trabajo de Sísifo, que se ve obligado a seguirlo bajo pena de castigo en forma de retención del salario.
La división del trabajo y la especialización de las habilidades reaparecen en la fábrica, solo que ahora como una forma más explotadora de producción capitalista (el trabajo todavía está organizado en grupos cooperativos). El trabajo en la fábrica generalmente consiste en dos grupos, las personas que trabajan en las máquinas y las que atienden las máquinas. El tercer grupo fuera de la fábrica es una clase superior de trabajadores, capacitados en el mantenimiento y reparación de las máquinas.
El trabajo en la fábrica comienza en la infancia para garantizar que una persona pueda adaptarse a los movimientos sistemáticos de la máquina automatizada, aumentando así la productividad para el capitalista. Marx describe este trabajo como extremadamente agotador para el sistema nervioso y vacío de actividad intelectual. El trabajo en la fábrica roba a los trabajadores las condiciones básicas de trabajo como el aire limpio, la luz, el espacio y la protección. Marx termina esta sección preguntando si Charles Fourier estaba equivocado cuando llamó a las fábricas "baños mitigados".
5. Lucha entre el obrero y la máquina

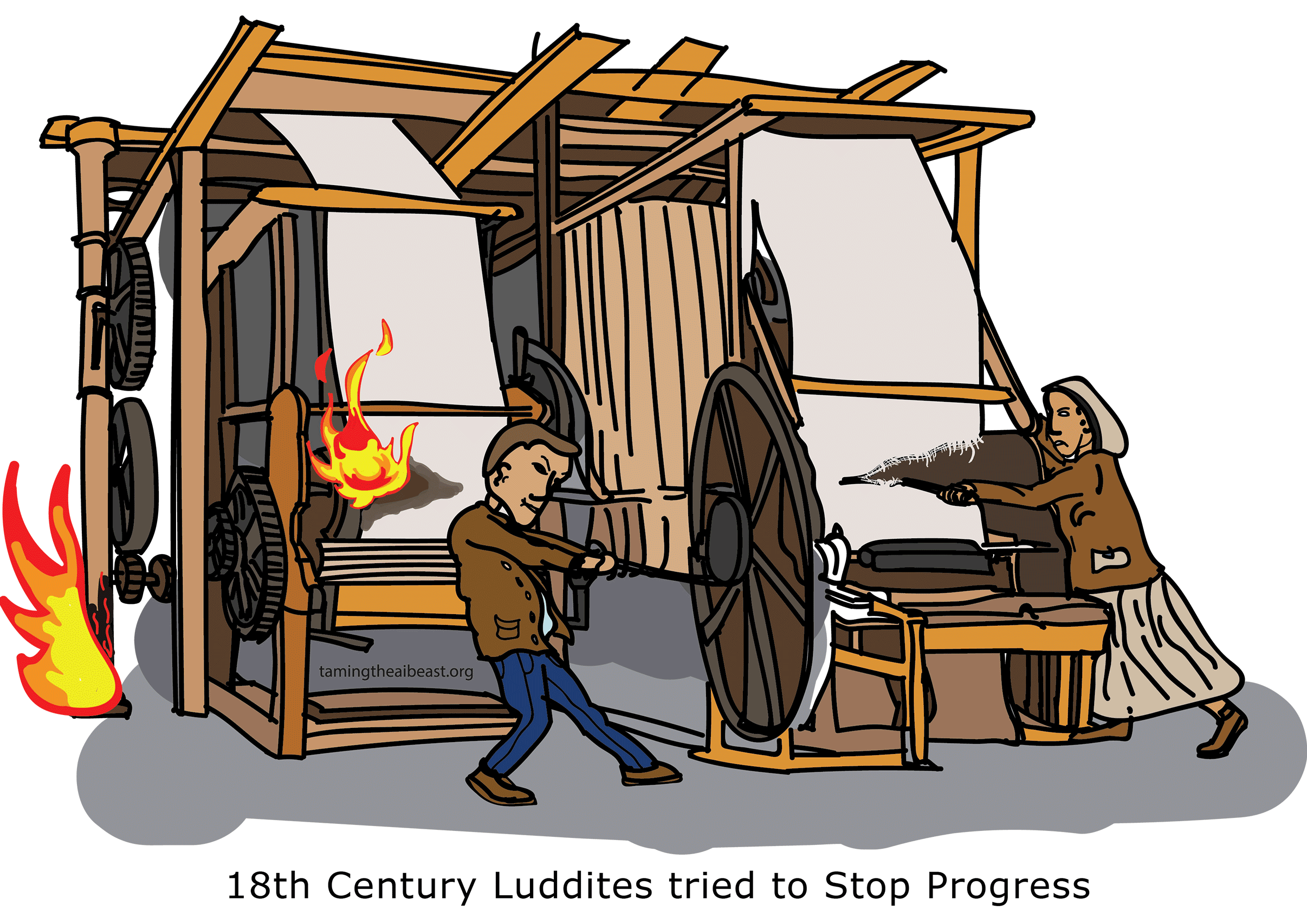
Ludistas destruyendo un telar. La destrucción de máquinas fue criminalizada por el Parlamento del Reino Unido desde el año 1721 (la pena era el destierro o deportación penal, pero en razón de la continua oposición a la mecanización, el Frame-Breaking Act de 1812 permitió como posible incluso la pena de muerte.

La lucha contra la máquina, como fuente de sustitución del trabajo humano, se dirigió primero contra los medios materiales de producción antes de orientarse hacia el modo social de producción. Así pasó un período durante el cual los trabajadores atacaron las fábricas, antes de exigir aumentos salariales. Marx señala que a principios del siglo XIX la introducción de telares mecánicos y otros equipos de fabricación resultó en la destrucción generalizada de maquinaria por el movimiento ludista. El trabajador distinguía así la máquina, como fuente de aumento de la producción, de su empleo capitalista, como fuente de empobrecimiento y desempleo para el trabajador. “De esta manera, el medio de trabajo “asesina” al trabajador, lo convierte en “superfluo”, y especialmente a los obreros expulsados de los modos de producción aún no mecanizados”  (Guerrero, 2015, p. 106). Estos ataques, a su vez, dieron al gobierno en ese momento un pretexto para severas represiones. "Se requirió tiempo y experiencia antes que el obrero distinguiera entre la maquinaria y su empleo capitalista, aprendiendo así a transferir sus ataques, antes dirigidos contra el mismo medio material de producción, a la forma social de explotación de dicho medio". Marx describe la máquina como el instrumento de trabajo para el modo material de existencia de los capitalistas. La máquina compite con el trabajador, disminuyendo el valor de uso de la fuerza de trabajo del trabajador. Marx también señala que el avance en la tecnología de las máquinas llevó a la sustitución del trabajo menos calificado por el trabajo más calificado, lo que finalmente condujo a un cambio en los salarios. Durante la progresión de la maquinaria, el número de trabajadores calificados disminuyó mientras que el trabajo infantil floreció, aumentando las ganancias para el capitalista.
6. La teoría de la compensación, respecto a los obreros desplazados por la maquinaria
En esta sección, Marx se propone iluminar el error dentro de la teoría de la compensación de los economistas políticos. Según esta teoría, el desplazamiento de trabajadores por maquinaria liberará necesariamente una cantidad igual y estable de capital variable previamente utilizado para la compra de fuerza de trabajo y permanecerá disponible para el mismo propósito. Marx sostiene por el contrario que en lugar de liberarlos del desempleo los vuelve "esclavos domésticos modernos" del capital. La introducción de maquinaria es simplemente un cambio de capital variable a capital constante. El capital liberado no puede utilizarse para compensación, ya que el desplazamiento del capital variable disponible se materializa en la maquinaria adquirida.
El capital que puede estar disponible para la compensación siempre será menor que la cantidad total de capital previamente utilizado para comprar fuerza de trabajo antes de la adición de maquinaria. Además, el resto del capital variable disponible se dirige a la contratación de trabajadores con las habilidades de experiencia para operar nueva maquinaria. Por lo tanto, la conversión de la mayor parte del capital total ahora se utiliza como capital constante, una reducción del capital variable sigue necesariamente. Como resultado de la maquinaria, los trabajadores desplazados no son compensados tan rápidamente por el empleo en otras industrias, sino que se ven obligados a entrar en un mercado laboral en expansión en desventaja y disponibles para una mayor explotación capitalista sin la capacidad de obtener los medios de subsistencia para la supervivencia.
Marx también argumenta que la introducción de maquinaria puede aumentar el empleo en otras industrias, sin embargo, esta expansión "no tiene nada en común con la llamada teoría de la compensación".  Una mayor productividad generará necesariamente una expansión de la producción hacia campos periféricos que proporcionan materias primas. Por el contrario, la maquinaria introducida en las industrias que producen materias primas conducirá a un aumento en las industrias que las consumen. La producción de mayor plusvalía conduce a una mayor riqueza de las clases dominantes, un aumento en el mercado laboral y, en consecuencia, el establecimiento de nuevas industrias. Como tal, Marx cita el crecimiento de la industria de servicios domésticos equiparado a una mayor servidumbre por parte de las clases explotadas.
7. Repulsión y atracción de obreros al desarrollarse la industria maquinizada. Crisis de la industria algodonera
La disculpa del economista político por el desplazamiento de trabajadores por maquinaria afirma que hay un aumento correspondiente en el empleo. Marx se apresura a citar el ejemplo de la industria de la seda en la que una disminución real del empleo aparece simultáneamente con un aumento de la maquinaria existente. Por otro lado, un aumento en el número de trabajadores de fábrica empleados es el resultado de "la anexión gradual de ramas vecinas de la industria" y "la construcción de más fábricas o la extensión de fábricas antiguas en una industria determinada".
Además, Marx argumenta que un aumento en los trabajadores de fábrica es relativo ya que el desplazamiento de trabajadores crea una brecha proporcionalmente más amplia entre el aumento de la maquinaria y una disminución proporcional de la mano de obra requerida para operar esa maquinaria.  La constante expansión del capitalismo y los consiguientes avances técnicos conducen a la extensión de los mercados hasta que llega a todos los rincones del mundo, creando así ciclos de prosperidad y crisis económica.  Finalmente, la "repulsión y atracción" de los trabajadores resulta como un ciclo en el que hay un desplazamiento constante de trabajadores por maquinaria que necesariamente conduce a una mayor productividad seguida de una expansión relativa de la industria y un mayor empleo de mano de obra. Esta secuencia se renueva a medida que todos los componentes del ciclo conducen a una nueva innovación tecnológica para "reemplazar la fuerza de trabajo".
8. Revolución operada por la gran industria en la manufactura, la artesanía y la industria domiciliaria
El desarrollo de la gran industria suprime la cooperación que antes se basaba en la división del trabajo. Mientras que las condiciones de trabajo en las fábricas empeoran debido al aumento de la competencia, la industria domiciliaria (Sistema putting-out, donde “explotación es más desvergonzada”), para poder sobrevivir, se vuelve dependiente de los pedidos de las fábricas y sus fluctuaciones. Así, de la manufactura y de industrias domiciliarias “modernas” se transiciona hacia la gran industria, donde se combinan “todas las monstruosidades del sistema fabril pero no los aspectos positivos de su desarrollo”. Los trabajadores de este modo de producción son, sucesivamente ahogados por el trabajo y forzados al paro. El capitalista “no arriesga nada más que el pellejo de los propios obreros, en esa esfera, pues, se cría sistemáticamente un ejército industrial de reserva, siempre disponible, diezmado durante una parte del año bajo una coyunda laboral inhumana y degradado durante la otra por la carencia de trabajo”.
9. Legislación fabril. (Cláusulas sanitarias y educacionales). Su generalización en Inglaterra

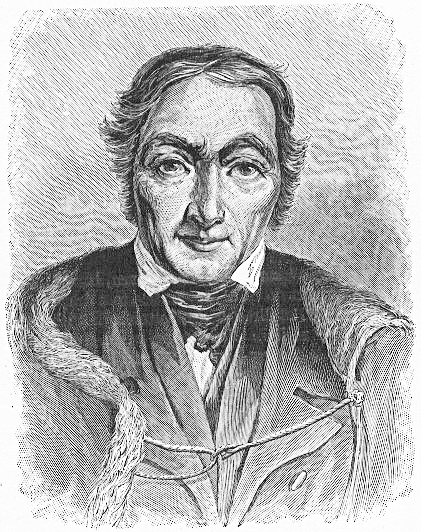
Retrato de Robert Owen, socialista utópico cuyas ideas fueron el gernen de la reforma de la legislación fabril.

Todas las consecuencias sobre la vida social del desarrollo de la maquinaria empujaron a la sociedad a protegerse de su propia degradación. De hecho, para limitar los excesos de este sistema, se pone en marcha una legislación fabril que limite notablemente la jornada laboral, regulando más estrictamente el trabajo infantil y fomentando su educación, cuyo germen en Inglaterra brotó de Robert Owen. Sin embargo, si la legislación para las fábricas se desarrolla, es sólo con retraso y carecería de eficacia, porque siendo pocos los agentes de control casi nunca se respeta. Además, estas leyes, que básicamente buscan limitar el impacto negativo de la maquinaria, por el contrario aumentarán el problema. De hecho, al limitar el trabajo infantil, el capitalista se verá aún más empujado a reemplazar el hombre por máquina para seguir acumulando cuota de mercado y, por tanto, beneficios. Así, esta nueva legislación empuja a los industriales a aumentar su participación en el capital para mitigar las pérdidas relacionadas con la limitación del empleo de los niños. Salvo que sólo las grandes empresas pueden invertir tanto en capital, condenando a un buen número de artesanos y medianas empresas a la sobreexplotación del trabajo o a la quiebra, y acentuando la concentración del capital en manos de las grandes empresas.
10. Gran industria y agricultura
En esta sección se explica que en la agricultura, “donde la gran industria opera de la manera más revolucionaria”, también crece el uso capitalista de la maquinaria y se destruyen puestos de trabajo ya que liquida el "campesino", sustituyéndolo por el asalariado. “Al igual que en la industria urbana, la fuerza productiva acrecentada y la mayor movilización del trabajo en la agricultura moderna, se obtienen devastando y extenuando la fuerza de trabajo misma. Y todo progreso de la agricultura capitalista no es sólo un progreso en el arte de esquilmar al obrero, sino a la vez en el arte de esquilmar el suelo”.

“La producción capitalista, por consiguiente, no desarrolla la técnica y la combinación del proceso social de producción sino socavando, al mismo tiempo, los dos manantiales de toda riqueza: la tierra y el trabajador. "lt is questionable, if all la mechanical inventions yet made have lightened la day's toil of any human being." Mill debió haber dicho: "of any human being not fed by other people's labour” ["de cualquier ser humano no alimentado por el trabajo de otros"], pues es incuestionable que la maquinaria ha aumentado considerablemente el número de ociosos distinguidos”.

### Sección 5:La producción del plusvalor absoluto y del relativo

#### Capítulo 14: Plusvalor absoluto y relativo

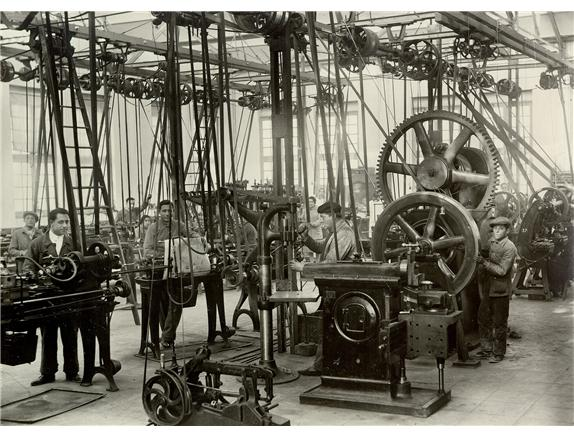
Trabajadores en la fábrica de Ericsson en Getafe (1924)

Marx repasa el concepto del “proceso de trabajo” (véase el capítulo quinto) en el capitalismo, Donde antes el producto era fruto directo del productor, ahora “el producto es ahora plenamente “social”, no individual” (Guerrero, 2015, p. 106). Luego “trabajar productivamente ahora ya no es necesario hacerlo directa y personalmente”. Dentro del sistema capitalista no sólo el trabajo útil se considera productivo, sino también el trabajo que pueda producir “plusvalor para el capitalista o que sirve para la autovalorización del capital”.
La base general del sistema capitalista se caracteriza por la extensión de la jornada laboral de modo que el trabajador produzca más de lo que necesita para satisfacer sus propias necesidades, proporcionando así plusvalor absoluto al capitalista. Cuando la jornada de trabajo ya no se puede alargar se debe encontrar otra forma de apropiarse de la plusvalía. Para ello el capitalista diseña métodos que permiten al trabajador producir más en el mismo tiempo y por el mismo salario. Aquí el trabajador ya no necesita alargar su trabajo en el tiempo para producir suficiente plusvalía, sólo tiene que aumentar la capacidad productiva de su fuerza de trabajo. Esto crea un plusvalor relativo, cuyos métodos son, “al propio tiempo, métodos para la producción del plusvalor absoluto”.

“La producción del plusvalor relativo, pues, supone un modo de producción específicamente capitalista, que con sus métodos, medios y condiciones sólo surge y se desenvuelve, de manera espontánea, sobre el fundamento de la subsunción formal del trabajo en el capital. En lugar de la subsunción formal, hace su entrada en escena la subsunción real del trabajo en el capital”.

La existencia misma de la plusvalía está subordinada a un aumento de las fuerzas productivas, es decir, a un aumento de la productividad del trabajo por el progreso tecnológico o por una organización más productiva del trabajo. Pues si el trabajador no tiene suficiente fuerza productiva para satisfacer sus propias necesidades, menos aún tendrá la posibilidad de realizar plustrabajo para satisfacer las necesidades de los demás. En consecuencia, sólo con un grado de productividad suficientemente alto pueden aparecer las primeras clases poseedoras de fuerza de trabajo, como los esclavistas, los señores feudales o los capitalistas. Hay una clase de propietarios sólo con un desarrollo de las fuerzas productivas lo suficientemente consecuente como para liberar del trabajo a una parte de la población,
Esto no significa, sin embargo, que sea suficiente que el trabajo sea productivo para que el plusvalor o plusproducto se realice automáticamente. En efecto, algunas sociedades no han tenido la necesidad de generar mano de obra excedente para satisfacer sus necesidades. De manera similar, el trabajo altamente productivo puede no generar plusvalía, porque no se necesita trabajo excedente para satisfacer las necesidades de la sociedad. Así, no es la productividad del trabajo la fuente de la plusvalía, sino el plustrabajo. Solo cuando hay trabajo excedente, el trabajo genera valor agregado para otros.
Al final del capítulo, Marx critica la visión de David Ricardo del plusvalor como “cosa inherente al modo capitalista de producción, el cual es a sus ojos la forma natural de la producción social” y el pensamiento económico de John Stuart Mill, quien para Marx es “en el terreno llano los montones de tierra parecen cerros; mídase la chatura de nuestra burguesía actual por el calibre de sus <<grandes ingenios>>".

#### Capítulo 15: Cambio de magnitudes en el precio de la fuerza de trabajo y en el plusvalor
Tres factores determinan la relación de magnitud entre plusvalía y fuerza de trabajo: la duración del trabajo, el grado de intensidad del trabajo y su grado de productividad. Las diferentes variaciones de estos factores aumentan o disminuyen la proporción de exceso de trabajo durante el día. “Este capítulo se desarrolla a partir del doble supuesto siguiente: 1) las mercancías se venden a su valor; 2) el precio de la fuerza de trabajo puede subir, pero no bajar, por debajo del valor de la fuerza de trabajo” (Guerrero, 2015, p. 107). Partiendo de que los dos primeros factores son fijos y el último variable, se siguen tres leyes dadas por David Ricardo:

“Primera: la jornada de trabajo de magnitud dada se representa siempre en el mismo producto de valor, por más que varíe la productividad del trabajo [...] Segunda: el valor de la fuerza de trabajo y el plusvalor varían en sentido opuesto. [...] Tercera: el aumento o la disminución del plusvalor es siempre la consecuencia, y nunca la causa, de la disminución o aumento correspondientes operados en el valor de la fuerza de trabajo”.

Sin embargo, el análisis de Ricardo presenta dos defectos: “concibe las condiciones capitalistas como si fueran universales, y no analiza el plusvalor por separado y de forma pura, confundiendo sus leyes con las de la ganancia”. Marx trae su aportación: “el salario real puede aumentar al mismo tiempo que la tasa de plusvalor, ya que ello sólo exige que el precio de la fuerza de trabajo disminuya como proporción del producto de valor” (Guerrero, 2015, p. 107). En caso de variaciones simultáneas en los tres factores Marx elige dos casos de especial: a) “fuerza productiva decreciente del trabajo y prolongación simultánea de la jornada laboral”; y b) la “intensidad y fuerza productiva del trabajo crecientes y reducción simultánea de la jornada laboral”. “Una vez analizado eso, nos recuerda cómo también habrá plustrabajo en la sociedad postcapitalista” (Guerrero, 2015, p. 108):

“Una vez dadas la intensidad y la fuerza productiva del trabajo, la parte necesaria de la jornada social de trabajo para la producción material será tanto más corta, y tanto más larga la parte de tiempo conquistada para la libre actividad intelectual y social de los individuos, cuanto más uniformemente se distribuya el trabajo entre todos los miembros aptos de la sociedad, cuanto menos una capa social esté en condiciones de quitarse de encima la necesidad natural del trabajo y de echarla sobre los hombros de otra capa de la sociedad”.

#### Capítulo 16: Diversas fórmulas para la tasa de plusvalor
Marx recapitula las fórmulas de “el grado de explotación real del trabajo o tasa del plusvalor” expuestas en capítulos anteriores:

“El capital, por tanto, no es sólo la posibilidad de disponer de trabajo, como dice Adam Smith. Es, en esencia, la posibilidad de disponer de trabajo impago. Todo plusvalor, cualquiera que sea la figura particular ganancia, interés, renta, etc. en que posteriormente cristalice, es con arreglo a su sustancia la concreción material de tiempo de trabajo impago. El misterio de la autovalorización del capital se resuelve en el hecho de que éste puede disponer de una cantidad determinada de trabajo ajeno impago”.

### Sección 6:El salario

#### Capítulo 17: Transformación del valor o precio de la fuerza de trabajo en salarios

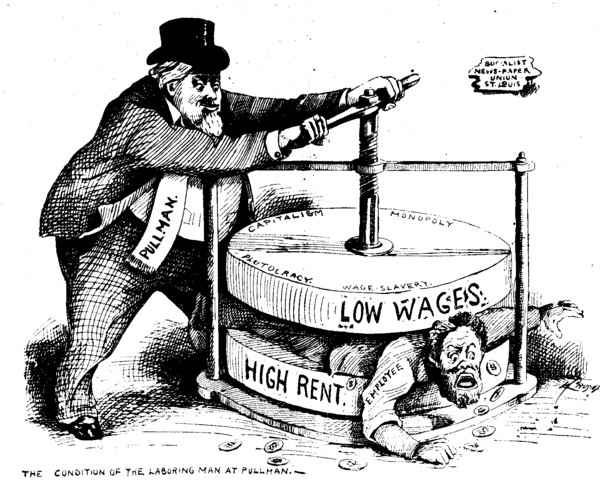
Marx explica que el salario no se corresponde con el valor del trabajo realizado en la producción, sino con el valor de mantenimiento de la fuerza de trabajo. Por ello el trabajador es explotado al realizar un excedente de trabajo asalariado del que surge el plusvalor y el capitalista se apropia.

"Según Marx, pensar en los salarios como pago como cualquier otra mercancía oscurece fundamentalmente la relación social entre empleador y empleado". El salario se atribuye al trabajador a cambio de su trabajo realizado, pero el trabajo “es la sustancia y la medida inmanente de los valores, pero él mismo no tiene valor alguno”. En realidad sólo se le recompensa el trabajo necesario para su producción (mantenimiento de la fuerza de trabajo y medios de vida) y no el excedente de trabajo que objetiviza en la producción. Si una mercancía requería de 6 horas de trabajo se la puede producir en 3 horas gracias a invenciones “también el valor de la mercancía ya producida”, como la fuerza de trabajo, “se reduce a la mitad”. Sin embargo, da la impresión al trabajador de ”que no se paga el valor de la fuerza de trabajo sino el de su función, el trabajo mismo”.

“En el caso del trabajo asalariado, por el contrario, incluso el plustrabajo o trabajo impago aparece como pago. Allí la relación de propiedad vela el trabajar para sí mismo del esclavo, aquí, la relación dineraria encubre el trabajar gratuito del asalariado”.

Desde los economistas clásicos se diferenciaba el “precio natural”, o “necesario” para los fisiócratas, que coincide con el valor de la mercancía; y precios “accidentales”, que son “oscilaciones de los precios del mercado”, cuya “media” coincide con los primeros. Pero el salario es “la “forma transmutada” del valor y el precio de la fuerza de trabajo, una forma “irracional” que “borra toda huella de división” de la jornada laboral entre trabajo pago e impago, y en la que todo aparece como trabajo pago” (Guerrero, 2015, p. 109).

#### Capítulo 18: El salario por tiempo
Marx sostiene que, “mediante una simple modificación formal”, las leyes del salario se siguen de las leyes “que rigen el cambio de magnitudes en el precio de la fuerza de trabajo y en el plusvalor” (ver capítulo 15). Diferencia entre “salario nominal” (valor de cambio de la fuerza de trabajo) y salario real (la masa de los medios de subsistencia). Entonces, el salario por tiempo corresponde a la relación entre el valor diario de la fuerza de trabajo y la jornada laboral de un determinado número de horas. Si el salario por tiempo es bajo, el trabajador tendrá que trabajar más para asegurarse un salario promedio apenas adecuado.

#### Capítulo 19: El pago a destajo
Los salarios por pieza o pago a destajo se derivan de los salarios por tiempo y “no expresa directamente ninguna relación de valor”. Se le paga si las piezas producidas están en buenas condiciones, y si el número de piezas producidas es insuficiente, el trabajador es despedido. El pago a destajo, por lo tanto, asegura al capitalista la calidad y la intensidad del trabajo, por lo que hace superflua la supervisión, lo que permite el trabajo a domicilio. Además, fomenta un aumento de la productividad, lo que posteriormente reduce el valor del producto y, por lo tanto, reduce el salario del trabajador.

#### Capítulo 20: Diversidad nacional de los salarios
En este último capítulo Marx critica la tesis de Henry Carey sobre que el salario entre países, en general, “aumenta y disminuye con la productividad del trabajo” ya que existen más factores como: los valores nacionales de la fuerza de trabajo, la longitud de las jornadas, los niveles nacionales de productividad y “por los diferentes niveles nacionales de precios (y de salarios nominales, pero inversamente las tasas de plusvalor), tanto mayores cuanto más desarrollado sea un país”. (

### Sección 7:El proceso de acumulación del capital
Marx recapitula el libro resumiendo que “el capital, bajo la forma de la mercancía, produce plusvalor” y que el proceso de acumulación de capital “supone su proceso de circulación”, el cual se estudia en el tomo segundo. En esta sección Marx estudia “la acumulación en términos abstractos, es decir, como mera fase del proceso inmediato de la producción.” Las “formas transmutadas del plusvalor” (ganancia, interés, ganancia comercial, renta de la tierra, etc.) se estudiarán en el tercer tomo.

#### Capítulo 21: Reproducción simple
Para producir continuamente, el capitalista debe continuamente retransformar parte de sus productos en medios de producción. Por tanto, a través del proceso de producción, el capitalista produce y reproduce fuerza de trabajo. Así, el capitalista “vela por que en lo posible el consumo individual de los mismos se reduzca a lo necesario”, para que el trabajador pueda reproducir su fuerza de trabajo.

“Cuando el capitalista convierte una parte de su capital en fuerza de trabajo, valoriza con ello su capital global. De esta manera, mata dos pájaros de un tiro. No sólo se aprovecha de lo que recibe del obrero, sino también de lo que le da. El capital que en el intercambio se enajena por fuerza de trabajo se transforma en medios de subsistencia cuyo consumo sirve para reproducir los músculos, nervios, huesos, el cerebro de los obreros existentes y para engendrar nuevos obreros. Dentro de los límites de lo absolutamente necesario, pues, el consumo individual de la clase obrera es la operación por la cual los medios de subsistencia enajenados por el capital a cambio de fuerza de trabajo se reconvierten en fuerza de trabajo nuevamente explotable por el capital”.

Además, si el capitalista gasta totalmente la plusvalía, estamos asistiendo a un fenómeno de reproducción “simple”: el capitalista siempre reproduce el proceso de producción en la misma medida, por lo que obtiene una parte constante de la plusvalía. Por tanto, la reproducción “simple” “permite ver la importante realidad de que todo capital no es sino “plusvalor capitalizado” (o “capital acumulado”)”. ( El proceso capitalista de producción no sólo produce mercancías y plusvalor, sino que “produce y reproduce la relación capitalista misma: por un lado el capitalista, por la otra el asalariado”.

#### Capítulo 22: Transformación de plusvalor en capital
Cuando un capitalista no gasta toda la plusvalía de la que se ha apropiado, la capitaliza, es decir, la reinvierte en el proceso de producción, lo que posteriormente permitirá obtener de ella una cantidad creciente de valor añadido. "El empleo de plusvalor como capital, o la reconversión de plusvalor en capital, es lo que se denomina acumulación del capital". Esta acumulación de "pluscapital" se repite por varios ciclos hasta que "todo el valor de capital adelantado se transforma en plusvalor capitalizado". Dicha transformación supone "haya surgido, originariamente, de los medios propios del capitalista”, es decir, "la sustancia del nuevo capital, es el producto del proceso que succiona trabajo ajeno impago". Esta "ley de la apropiación o ley de la propiedad privada, ley que se funda en la producción y circulación de mercancías".

"La relación de intercambio entre el capitalista y el obrero, pues, se convierte en nada más que una apariencia correspondiente al proceso de circulación, en una mera forma que es extraña al contenido mismo y que no hace más que mistificarlo. La compra y venta constantes de la fuerza de trabajo es la forma. El contenido consiste en que el capitalista cambia sin cesar una parte del trabajo ajeno ya objetivado, del que se apropia constantemente sin equivalente, por una cantidad cada vez mayor de trabajo vivo ajeno. Originariamente, el derecho de propiedad aparecía ante nosotros como si estuviera fundado en el trabajo propio. [...] La propiedad aparece ahora, de parte del capitalista, como el derecho a apropiarse de trabajo ajeno impago o de su producto; de parte del obrero, como la imposibilidad de apropiarse de su propio producto".

Marx critica que los economistas clásicos como Smith y Ricardo presentaron la acumulación de capital "la mera conversión del mismo en fuerza de trabajo". Marx anuncia un futuro análisis en detalle de esta parte en el capítulo III del libro segundo. "En realidad el plusvalor ni se consume íntegramente (como en el capítulo XXI) ni se acumula totalmente (como en este capítulo hasta aquí): una parte se consume como “rédito”, y la otra se acumula como capital" (Guerrero, 2015, p. 114).

Sólo en cuanto capital personificado el capitalista tiene un valor histórico y ese derecho histórico a la existencia que, como dice el ingenioso Lichnowski, ninguna fecha no tiene. Sólo en tal caso su propia necesidad transitoria está ínsita en la necesidad transitoria del modo capitalista de producción. Pero en cuanto capital personificado, su motivo impulsor no es el valor de uso y el disfrute, sino el valor de cambio y su acrecentamiento. Como fanático de la valorización del valor, el capitalista constriñe implacablemente a la humanidad a producir por producir, y por consiguiente a desarrollar las fuerzas productivas sociales y a crear condiciones materiales de producción que son las únicas capaces de constituir la base real de una formación social superior cuyo principio fundamental sea el desarrollo pleno y libre de cada individuo.

Para la economía clásica “el proletario sólo era una máquina destinada a producir plusvalor” y el capitalista es otra “máquina dedicada a la transformación de ese plusvalor en pluscapital”. Marx critica la “teoría de la abstinencia” de Nassau William Senior donde el capitalista renuncia a un consumo inmediato para realizar un ahorro acumulativo porque “todo acto humano” puede concebirse como “abstinencia del acto contrario” (comer es abstenerse de ayunar). Marx se burla de este supuesto "martirio" donde la abolición de la esclavitud sirvió para liberar del capitalista hace para abstenerse a "gastarse alegre e íntegramente en champán el plusproducto de sus esclavos negros". A continuación examina las circunstancias que "determinan el volumen de la acumulación” independientemente de la división proporcional de la plusvalía en capital e ingresos. Estos son:
- El grado de explotación de la fuerza de trabajo, cuyo precio tiende a caer por debajo de su valor. "Es una tendencia constante del capital reducir a los obreros a ese nivel nihilista".
- La productividad del trabajo.
- La creciente diferencia de cantidad entre el capital adelantado y el capital consumido.
- Y por último la “diferencia creciente entre el capital empleado y el consumido”.

Finalmente, se analiza el “llamado fondo de trabajo”. Fue la supuesta “fijeza” de este fondo a Jeremy Bentham, James Mill y Thomas Malthus y otros autores que lo usaron con finalidades “apologéticas” capitalistas "para presentar como una magnitud fija una parte del capital, el capital variable, o sea el que se convierte en fuerza de trabajo". Al contrario de la economía clásica que concibe el capital social como una "magnitud fija", tiene una parte elástica "que fluctúa constantemente con la división del plusvalor en rédito y pluscapital". Lo que es "constante" es la “masa determinada de trabajo vivo” que ha de poner en movimiento los elementos del capital constante, pero “no el número de obreros que se requiere para poner en acción [...] y tampoco está dado el precio de esa fuerza de trabajo”. El objetivo de este dogma reposa en que "los obreros debían quedar al margen de la distribución de la producción social, salvo en situaciones excepcionalmente favorables" (Guerrero, 2015, p. 116).

#### Capítulo 23: La ley general de acumulación capitalista
En este capítulo Marx investiga “la influencia del acrecentamiento del capital sobre la suerte de la clase obrera”, siendo el factor más importante la "composición del capital" y sus cambios durante el transcurso del "proceso de acumulación”. La composición del capital se entiende como "composición de valor" (la proporción en que el capital se divide en capital constante y variable) y "composición técnica" (la proporción entre la masa de los medios de producción empleados y la cantidad de trabajo requerida para su empleo).

Entre ambas existe una estrecha correlación. Para expresarla, denomino a la composición de valor del capital, en tanto se determina por la composición técnica del mismo y refleja las variaciones de ésta, composición orgánica del capital. Cuando se habla sin más ni más de la composición del capital, nos referimos siempre a su composición orgánica.

1. Demanda creciente de fuerza de trabajo, con la acumulación, manteniéndose igual la composición del capital

Caricatura de Puck que muestra a "barones ladrones" sentados en bolsas de "millones", en una gran balsa transportada por los trabajadores.

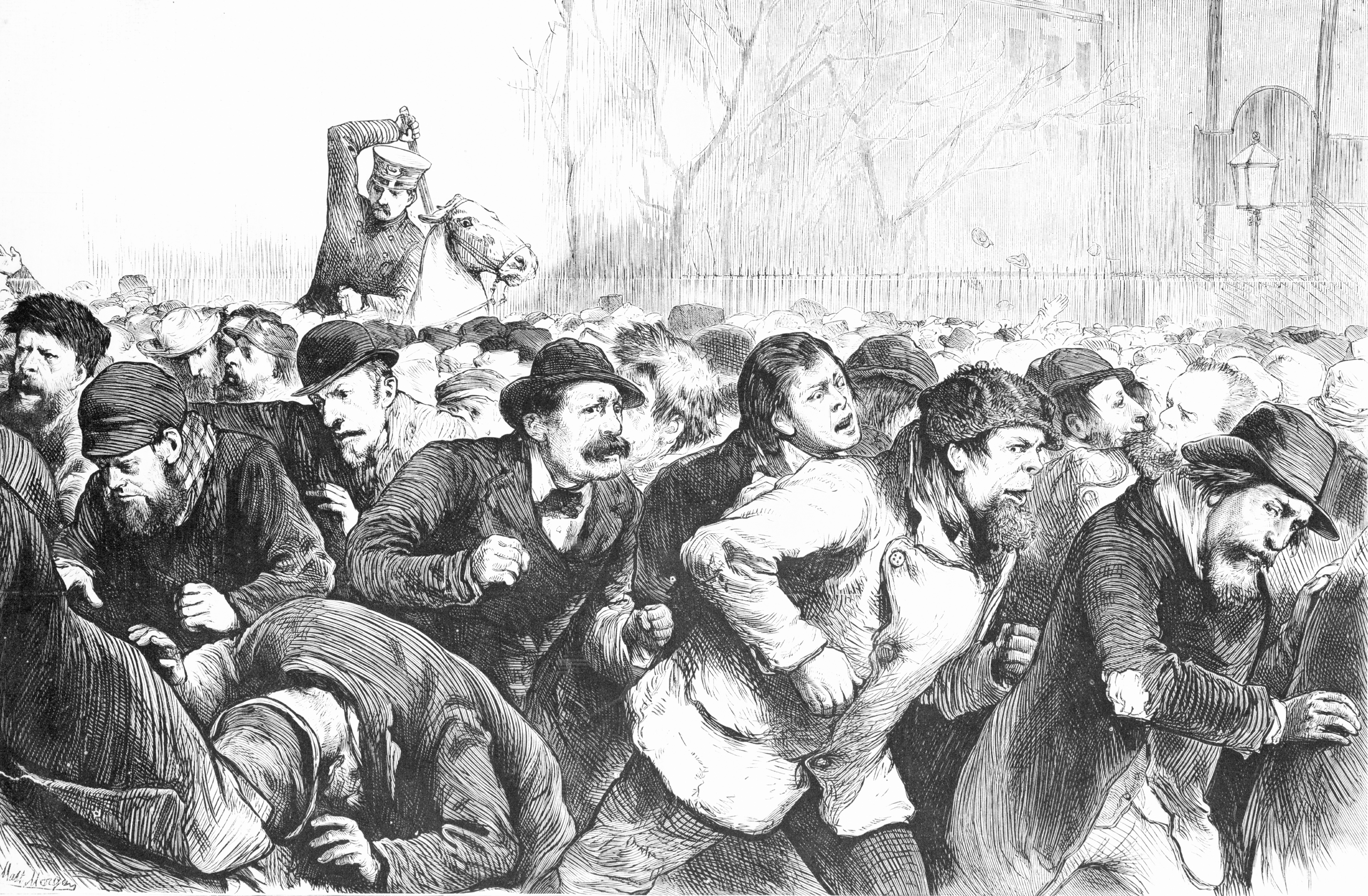
La policía de la ciudad de Nueva York ataca a desempleados en Manhattan durante la crisis de 1873. Marx llamó al conjunto de parados como "ejército industrial de reserva" de trabajadores frente a las crisis cíclicas del modo de producción capitalista.

"Las condiciones más favorables de la acumulación suponen una composición orgánica inalterada" (Guerrero, 2015, p. 117), lo que tiende al "aumento del proletariado" porque "parte del plusvalor transformado en pluscapital tiene que reconvertirse siempre en capital variable o fondo suplementario de trabajo". La reproducción de la fuerza de trabajo "que incesantemente ha de incorporarse como medio de valorización al capital" constituye "un factor de la reproducción del capital mismo". Citando a John Bellers: “el trabajo de los pobres es la mina de los ricos”. A veces los salarios suben porque la "demanda de obreros supere su oferta", pero esto solo hace que "el peso de las cadenas de oro que el asalariado se ha forjado ya para sí mismo permiten tenerlas menos tirantes". En el mejor de los casos, el aumento de los salarios sólo denota "la merma cuantitativa del trabajo impago que debe ejecutar el obrero" o su alza no estorba el progreso de la acumulación porque "aunque la ganancia sea menor, en general se acrecienta más rápidamente que un capital pequeño cuya ganancia sea grande".

No pueden ocurrir las cosas de otra manera en un modo de producción donde el trabajador existe para las necesidades de valorización de valores ya existentes, en vez de existir la riqueza objetiva para las necesidades de desarrollo del trabajador. Así como en la religión el hombre está dominado por las obras de su propio cerebro, en la producción capitalista lo está por las obras de su propia mano

2. Disminución relativa de la parte variable del capital a medida que progresa la acumulación y, con ella, la concentración

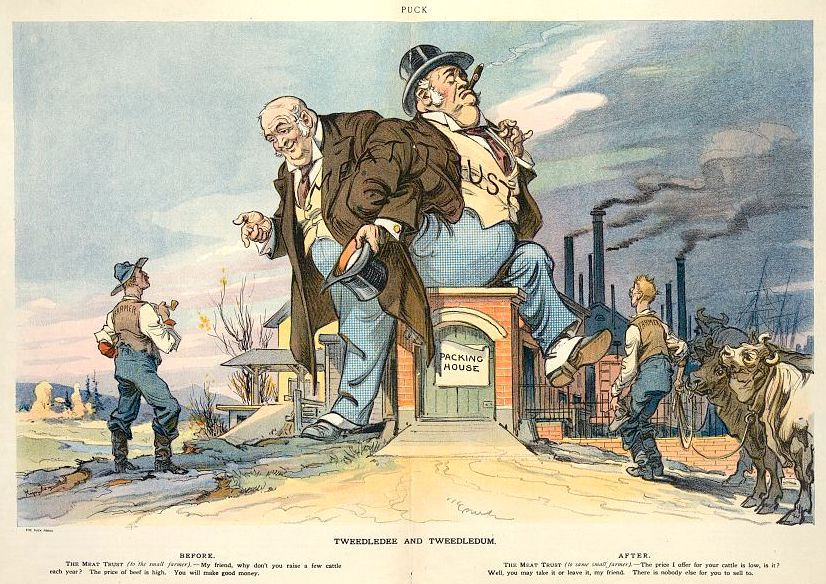
Una caricatura de Udo Keppler que describe al Trust ganadero estadounidense como un oligopsonio alentando a los granjeros pobres a criar ganado, luego diciéndoles que no tienen más remedio que venderles su ganado a un precio bajo. Publicado en Puck, Nueva York, el 15 de octubre de 1913.

Partiendo del supuesto de que la composición orgánica del capital no varíe, "el curso de la acumulación se alcanza siempre un punto donde el desarrollo de la productividad del trabajo social se convierte en la palanca más poderosa de la acumulación". Este grado social de productividad se expresa en el "volumen de la magnitud relativa de los medios de producción que un obrero, durante un tiempo dado y con la misma tensión de la fuerza de trabajo, transforma en producto". "Este aumento de la composición técnica hace subir también la composición en valor del capital" (Guerrero, 2015, p. 118), lo que acelera la acumulación.

Con la acumulación del capital se desarrolla, por consiguiente, el modo de producción específicamente capitalista, y con el modo de producción específicamente capitalista la acumulación del capital.

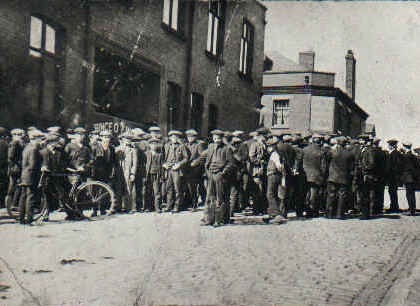
Trade union de mineros en huelga en Gran Mánchester durante la huelga general en Reino Unido de 1926

Marx brevemente menciona la tendencia capitalista a la “concentración de los capitales” o “atracción del capital por el capital” que como ejemplo Engels pone a los "trusts" ingleses y norteamericanos que “procuran unificar en una gran sociedad por acciones, dotada de un monopolio efectivo”. Esta acumulación limitada por el crecimiento de la riqueza social también se presenta como "repulsión de muchos capitales individuales entre sí" pero contra "este fraccionamiento del capital global social en muchos capitales individuales" opera una "atracción de las mismas" mediante la "concentración de capitales ya formados, la abolición de su autonomía individual, la expropiación del capitalista por el capitalista, la transformación de muchos capitales menores en pocos capitales mayores" (ver Fusiones y adquisiciones). El crédito y la competencia se convierten en "las dos palancas más poderosas" de la centralización del capital, la cual, junto al instrumento de las sociedades por acciones, "sirve para completar la obra de la acumulación y elevar aun más la escala de operación del capital" (Guerrero, 2015, p. 118). 

La lucha de la competencia se libra mediante el abaratamiento de las mercancías. La baratura de éstas depende, cæteris paribus [bajo condiciones en lo demás iguales], de la productividad del trabajo, pero ésta, a su vez, de la escala de la producción. De ahí que los capitales mayores se impongan a los menores. [...] La competencia prolifera aquí en razón directa al número y en razón inversa a la magnitud de los capitales rivales. Finaliza siempre con la ruina de muchos capitalistas pequeños y con el paso de sus capitales a manos del vencedor.

Con el progreso de la acumulación se reduce el capital variable con respecto a la parte constante porque el capital incrementa más rápidamente la oferta de trabajo que la demanda de obreros, lo que crea una “sobrepoblación relativa” de desempleados. "El movimiento de la ley de la oferta y la demanda de trabajo completa, sobre esta base, el despotismo del capital". Es por esto que los ocupados y los desocupados forman una cooperación planificada de sindicatos y trades unions "para anular o paliar las consecuencias ruinosas que esa Ley Natural de la producción capitalista".
3. Producción progresiva de una sobrepoblación relativa o ejército industrial de reserva

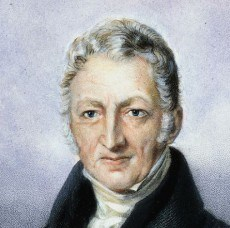
Según la a la teoría demográfica de Thomas Malthus "la miseria es el resultado de la sobrepoblación". Marx criticó que el volumen del ejército industrial de reserva no depende sólo de movimientos demográficos, sino de la lógica de la acumulación del capital.

Este “ejército industrial de reserva” de desempleados crece más deprisa que la propia acumulación de capital. Dicha "ley de población" se convierte en "palanca de la acumulación capitalista" y "condición de existencia" del modo de producción capitalista (cada modo de producción histórico tiene sus leyes de población particulares). Esto crea “un ciclo decenal interrumpido por oscilaciones menores de períodos de animación media, producción a toda marcha, crisis y estancamiento” que para hacer frente se requieren “una nueva generación de trabajadores" que solo surgen cada "16 ó 18 años” debido a la naturaleza de la población (según la teoría demográfica de Thomas Malthus), y "ello exige el colchón de seguridad que para el capital supone este ejército de reserva" (Guerrero, 2015, p. 119). (Ver Crisis cíclicas)

Si bien los medios de producción, a medida que se acrecientan su volumen y eficacia pierden importancia como medios de ocupación de los obreros, esta relación misma se modifica a su vez por el hecho de que en la medida en que crece la fuerza productiva del trabajo, el capital incrementa más rápidamente su oferta de trabajo que su demanda de obreros. El trabajo excesivo de la parte ocupada de la clase obrera engruesa las filas de su reserva, y, a la inversa, la presión redoblada que esta última, con su competencia, ejerce sobre el sector ocupado de la clase obrera, obliga a éste a trabajar excesivamente y a someterse a los dictados del capital. La condena de una parte de la clase obrera al ocio forzoso mediante el exceso de trabajo impuesto a la otra parte, y viceversa, se convierte en medio de enriquecimiento del capitalista singular y, a la vez, acelera la producción del ejército industrial de reserva en una escala acorde con el progreso de la acumulación social.

Debido a estas crisis se aumenta la competencia entre los trabajadores. "La proporción variable en que la clase obrera se divide en ejército activo y ejército de reserva" depende del ciclo económico. Marx critica el “dogma” de las teorías demográficas de Thomas Malthus y otros "expositores de la doctrina de la población", la mayoría curas protestantes (Marx considera que fueron plagiados por Malthus), donde "el movimiento del capital dependiese del movimiento absoluto de la cantidad de población" y la demografía es regulada por el nivel salarial. Esta "ficción económica confunde las leyes que regulan el movimiento general del salario, o sea la relación entre la clase obrera y el capital global social, con las leyes que distribuyen la población obrera entre las esferas particulares de la producción". La demanda de trabajo no es idéntica al aumento del capital, ni la oferta de mano de obra al aumento de la clase obrera. No se trata de dos fuerzas independientes que trabajan la una en la otra: "Les dés sont pipés [los dados están cargados]".
4. Diversas formas de existencia de la sobrepoblación relativa. La ley general de la acumulación capitalista

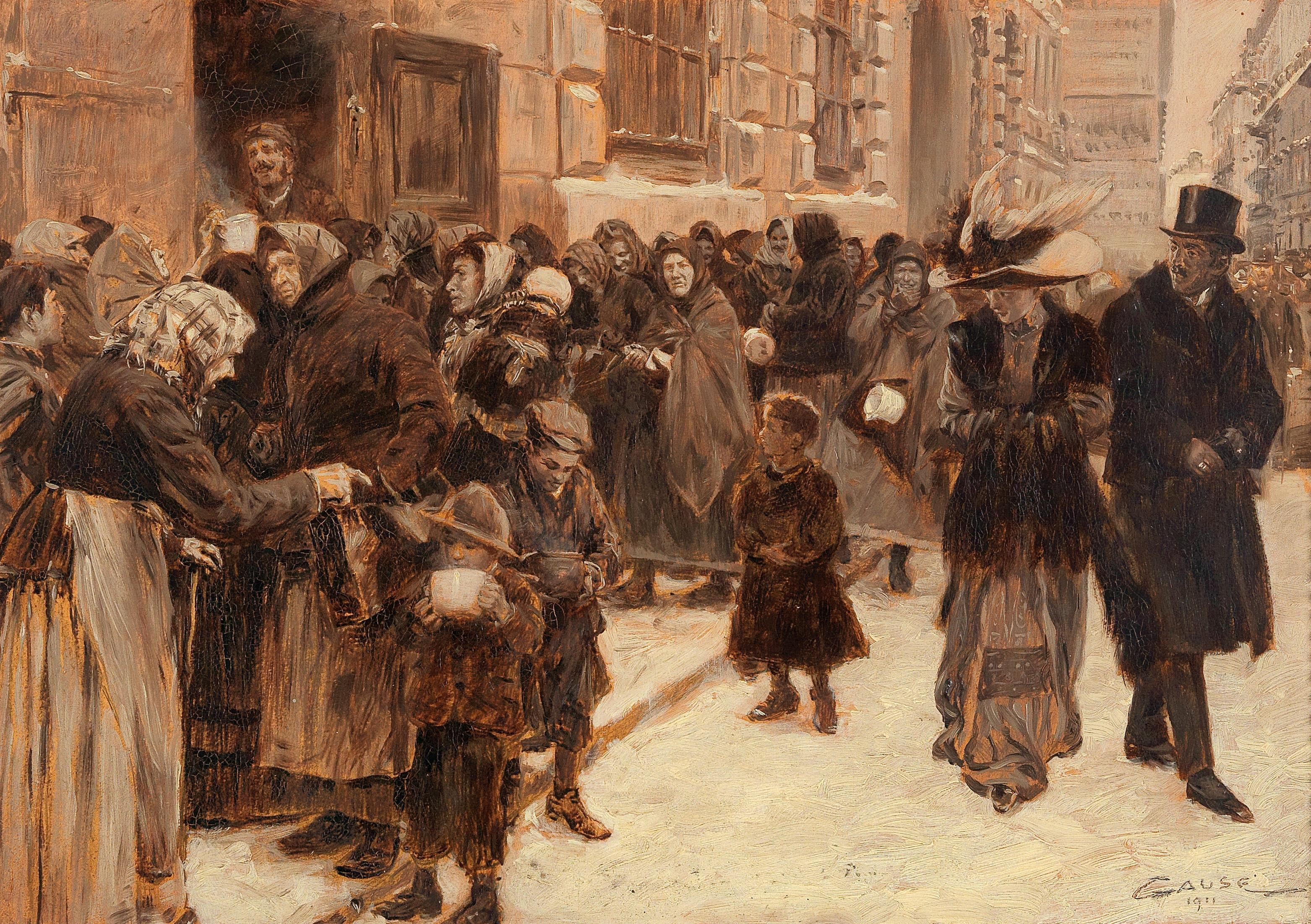
Marx clasifica a personas pobres, desempleados, vagabundos, delincuentes, prostitutas, niños huérfanos y personas discapacitadas como "lumpemproletariado". El capitalismo crea un "ejército industrial de reserva” de trabajadores mediante un desempleo estructural.

La sobrepoblación relativa adopta tres formas: “fluctuante, latente y estancada”. La primera es propia de la gran industria, "aunque siempre en proporción decreciente con respecto a la escala de la producción", y suele aumentar el número de mujeres y reemplazar al "hombre desgastado y caduco" por niños.

Que el incremento natural de la población obrera no satisfaga las necesidades de acumulación del capital y que, por otra parte, sea demasiado grande para su absorción, es una contradicción inherente al movimiento mismo del capital.

[D]entro del sistema capitalista todos los métodos para acrecentar la fuerza productiva social del trabajo se aplican a expensas del obrero individual; todos los métodos para desarrollar la producción se trastruecan en medios de dominación y explotación del productor, mutilan al obrero convirtiéndolo en un hombre fraccionado, lo degradan a la condición de apéndice de la máquina, mediante la tortura del trabajo aniquilan el contenido de éste, le enajenan al obrero las potencias espirituales del proceso laboral en la misma medida en que a dicho proceso se incorpora la ciencia como potencia autónoma, vuelven constantemente anormales las condiciones bajo las cuales trabaja, lo someten durante el proceso de trabajo al más mezquino y odioso de los despotismos, transforman el tiempo de su vida en tiempo de trabajo, arrojan su mujer y su prole bajo la rueda de Zhaganat del capital.

La "latente" es típica de la agricultura, y consiste en población rural "en vías de metamorfosearse en población urbana" (Ver Éxodo rural). La "estancada" es población activa con condiciones de vida “por debajo del nivel medio normal” con empleo “irregular” (hoy llamaríamos la economía “negra o sumergida”, y que entonces era sobre todo la “industria domiciliaria”) (Guerrero, 2015, p. 120). Por debajo de estas tres categorías se encuentra el “pauperismo”, compuesto por "vagabundos, delincuentes, prostitutas, en suma, del lumpemproletariado" a su vez compuesto por tres categorías: 1) personas todavía "aptas para el trabajo"; 2) "huérfanos e hijos de indigentes"; y 3) "personas degradadas, encanallecidas, incapacitadas de trabajar".

La magnitud proporcional del ejército industrial de reserva, pues, se acrecienta a la par de las potencias de la riqueza. Pero cuanto mayor sea este ejército de reserva en proporción al ejército obrero activo, tanto mayor será la masa de la pluspoblación consolidada o las capas obreras cuya miseria está en razón inversa a la tortura de su trabajo. Cuanto mayores sean, finalmente, las capas de la clase obrera formadas por menesterosos enfermizos y el ejército industrial de reserva, tanto mayor será el pauperismo oficial. Esta es la ley general, absoluta, de la acumulación capitalista.

Marx continua con la crítica al "dogma" malthusiano de que "la miseria es el resultado de la sobrepoblación absoluta y el equilibrio se restablece gracias a la despoblación". Con respecto a la peste del siglo XIV, Marx dice que "aplicar a las relaciones de producción y a las correspondientes relaciones de población del siglo XIX las pautas del siglo XIV" es "pedantería e ingenuidad", además de que si bien la peste acompañó el enriquecimiento de la población rural en Inglaterra, en Francia "contribuyeron a un mayor sojuzgamiento y a un acrecentamiento de la miseria"; y la gran hambruna irlandesa "no infligió el menor perjuicio a la riqueza del país".

Los economistas han expuesto de maneras diversas ese carácter antagónico de la acumulación capitalista, aunque lo confundan con fenómenos en parte análogos, sin duda, pero esencialmente diferentes, que se dan en modos de producción precapitalistas.

5. Ilustración de la ley general de la acumulación capitalista

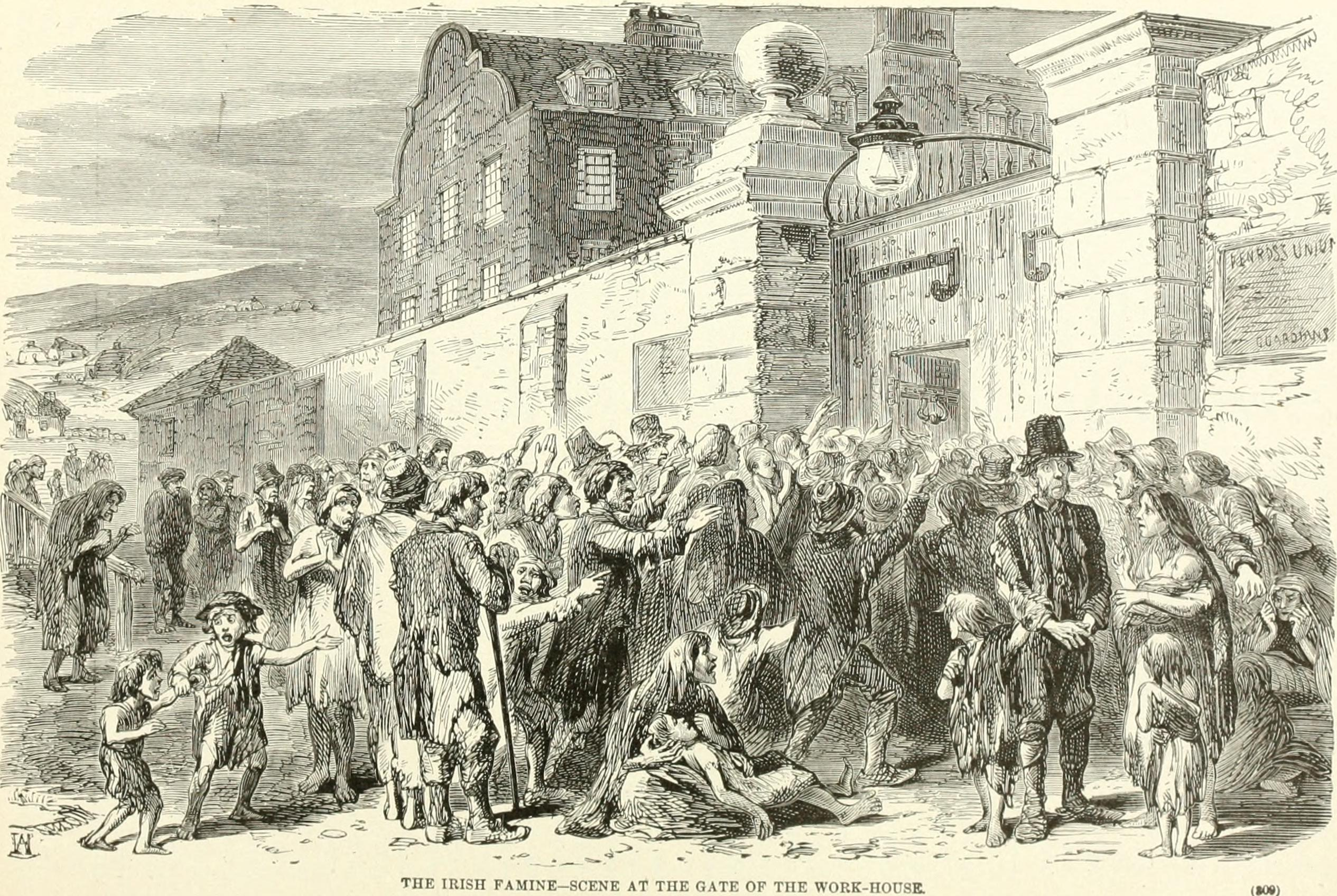
Ilustración de un workhouse durante la gran hambruna irlandesa.

En esta larga sección Marx trata de mostrar dicha ley "a partir de numerosos datos extraídos de la experiencia real de la Inglaterra e Irlanda de su época" (Guerrero, 2015, p. 121). Marx señala además que "con la acumulación del capital se desarrollan la lucha de clases y, por consiguiente, la conciencia de sí mismos entre los obreros, las estadísticas oficiales se convierten en un índice cada vez más engañoso acerca del volumen real del pauperismo", y cita como ejemplo el análisis de Friedrich Engels en La situación de la clase obrera en Inglaterra y "el horror creciente que experimentan los obreros por la esclavitud del workhouse, ese correccional de la miseria".

Si la clase obrera sigue siendo "pobre", sólo que "menos pobre" en la proporción en que produce un "embriagador aumento de riqueza y de poder" para la clase propietaria, ello significa que en términos relativos es tan pobre como antes. Si los extremos de la pobreza no se han reducido, han aumentado, ya que lo han hecho los extremos de la riqueza.

Marx analiza extensamente el nivel de vida de diversos sectores sociales como las capas “mal remuneradas” (algodonera); la "población nómade" (drenaje, ferrocarril...); la “aristocracia” obrera (siderúrgicos, astilleros...); el "proletariado agricola" (que “comparada solamente con la de su antecesor del período que va de 1770 a 1780 [...] ha empeorado de manera extraordinaria”); y el caso de Irlanda tras la hambruna de 1846, el cual "no es más que un distrito agrícola de Inglaterra, de la cual la separa un ancho foso, y a la que suministra granos, lana, ganado y reclutas industriales y militares".

#### Capítulo 24: Acumulación primitiva
Este capítulo se compone de siete epígrafes en el que Marx analiza la acumulación primitiva (también llamada acumulación originaria o acumulación previa) del capital, el método lucrativo esencial empleado por la clase capitalista que provocó la transición al modo de producción capitalista después del final del sistema feudal y, por lo tanto, a cómo surgieron las distinciones de clase entre poseedores y no poseedores. El principal foco de estudio de Marx en este capítulo es Inglaterra.

Esta acumulación originaria desempeña en la economía política aproximadamente el mismo papel que el pecado original en la teología.

1. El secreto de la acumulación primitiva
Este epígrafe explica que el relato del proceso de acumulación se presenta como pacífico, una "anécdota del pasado" en el que "una elite diligente" gradualmente acumularon riqueza frente a "una pandilla de vagos y holgazanes", dejando finalmente a los últimos aceptar salarios por su trabajo. Marx rechazó este relato como "infantil" e "idilio" por su omisión del papel de la violencia, “la conquista, el sojuzgamiento y el homicidio motivado por el robo” en la acumulación histórica de tierras y riquezas.

El punto de partida del desarrollo que dio origen tanto al asalariado como al capitalista, fue el sojuzgamiento del trabajador. La etapa siguiente consistió en un cambio de forma de ese sojuzgamiento, en la transformación de la explotación feudal en explotación capitalista. Pero para comprender el curso de ese desarrollo no es necesario que nos remontemos tan atrás. Aunque los primeros inicios de producción capitalista ya se nos presentan esporádicamente en los siglos XIV y XV, en algunas ciudades del Mediterráneo la era capitalista sólo data del siglo XVI. Allí donde hace su aparición, hace ya mucho tiempo que se ha llevado a cabo la supresión de la servidumbre de la gleba y que se ha desvanecido el aspecto más brillante de la Edad Media, la existencia de ciudades soberanas.

2. Expropiación de la población agrícola de la tierra

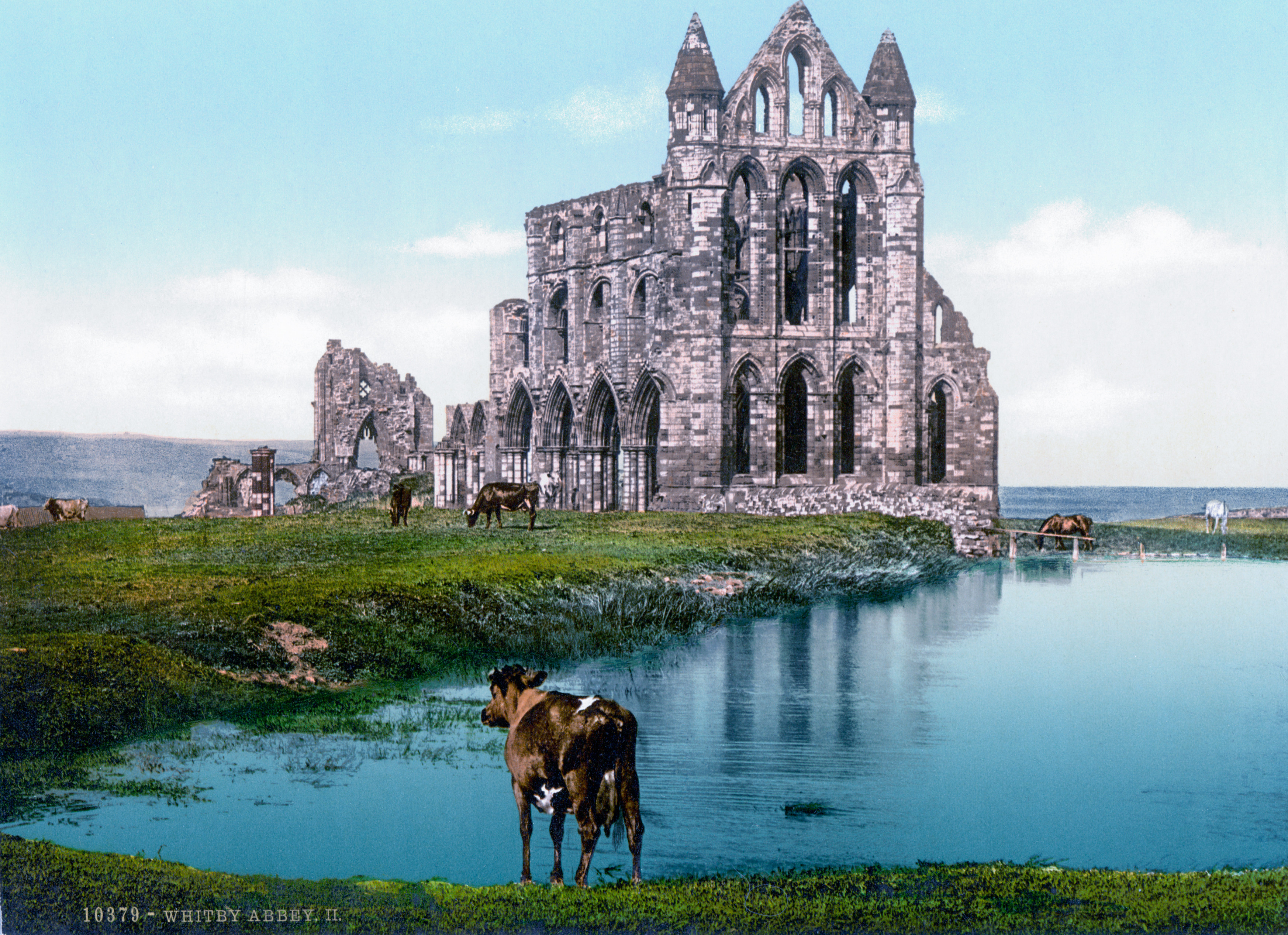
La imagen muestra una fotografía tomada alrededor de 1890-1900 de la Abadía de Whitby, destruida en 1540, rodeada de vacas pastando.

El proceso central y secreto detrás de la acumulación primitiva implicaba la expropiación violenta de tierras agrícolas y cualquier forma de riqueza de la población de plebeyos por parte de los capitalistas, que típicamente se caracterizaba por luchas brutales y violentas entre las dos clases opuestas. Dado que el campesinado ya no estaba sujeto a las leyes del feudalismo, finalmente fueron liberados de sus señores y de la tierra para asimilarse a este nuevo modo de producción como trabajador asalariado. Como resultado, cada proletario liberado sólo tenía su fuerza de trabajo para vender a la burguesía para satisfacer sus necesidades de simplemente sobrevivir.

El preludio del trastocamiento que echó las bases del modo de producción capitalista se produjo en el último tercio del siglo XV y los primeros decenios del siglo XVI. Una masa de proletarios libres como el aire fue arrojada al mercado de trabajo por la disolución de las mesnadas feudales que, como observó correctamente sir James Steuart, "en todas partes colmaban inútilmente casas y castillos".

Marx cita varios ejemplos de hechos y leyes que permitieron la acumulación del capital. Entre ellos: "el florecimiento de la manufactura lanera flamenca", descrita por Tomás Moro en su Utopía, en la que “las ovejas devoran a los hombres”; la Reforma anglicana que permitió la expoliación de bienes eclesiásticos de la Iglesia católica, "propietaria feudal de gran parte del suelo inglés", y la disolución de los monasterios, que "arrojó a sus moradores al proletariado"; la restauración de los Estuardos, que permitió a los terratenientes "una usurpación que en el continente, por doquier, se practicó también sin formalidades legales", abolieron el régimen feuda y reivindicaron la propiedad moderna; los "Bills for Inclosure of Commons" (leyes para el cercamiento de la tierra comunal) que permitieron la expulsión de los yeomen (campesinos independientes) por pequeños arrendatarios; y "el llamado clearing of estates (despejamiento de las fincas, que consistió en realidad en barrer de ellas a los hombres)". Marx se refiere a la "Inclosure Act de 1489", la "Inclosure Act de 1533" y la "Poor Relief Act de 1601".

La expoliación de los bienes eclesiásticos, la enajenación fraudulenta de las tierras fiscales, el robo de la propiedad comunal, la transformación usurpatoria, practicada con el terrorismo más despiadado, de la propiedad feudal y clánica en propiedad privada moderna, fueron otros tantos métodos idílicos de la acumulación originaria. Esos métodos conquistaron el campo para la agricultura capitalista, incorporaron el suelo al capital y crearon para la industria urbana la necesaria oferta de un proletariado enteramente libre.

3. Legislación sanguinaria contra los expropiados, desde fines del siglo XV. Leyes reductoras del salario

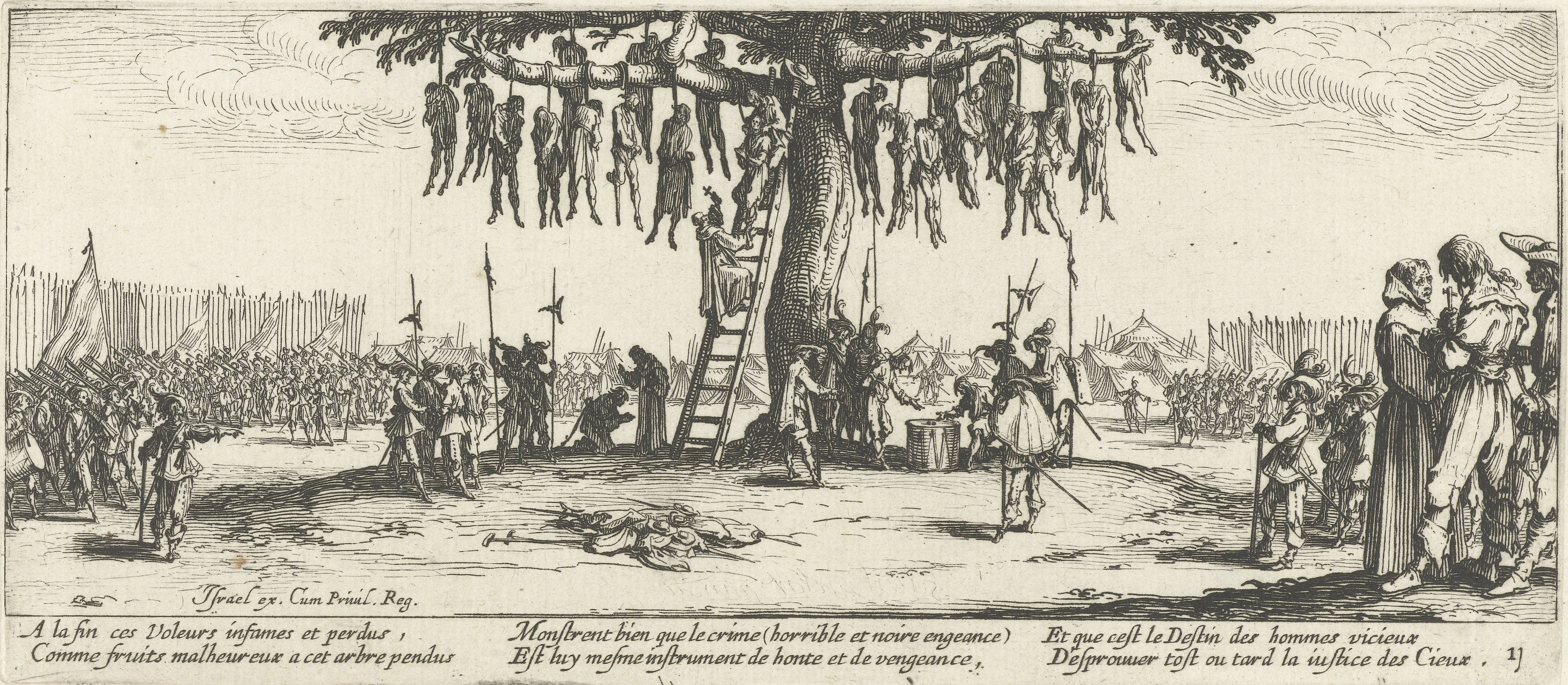
La Pendaison (El ahorcamiento), grabado de la serie Las grandes miserias de la guerra del artista francés Jacques Callot.En tiempos de Isabel I de Inglaterra, a los "gandules se los colgaba en hileras; aun así, no pasaba un año en que no se ahorcaran 300 ó 400 en un lugar o en otro".

El proceso de integración en este nuevo modo de producción tuvo un costo para el proletariado, ya que las extenuantes demandas de encontrar un trabajo alternativo demostraron ser una carga demasiado pesada para la mayoría. Como resultado, la clase obrera a menudo tenían que convertirse en "mendigos, ladrones, vagabundos" para satisfacer sus necesidades bajo esta nueva forma de existencia humana. Para empeorar las cosas, la dura legislación vista en Inglaterra y Francia declaró a estos individuos sujetos a las leyes del Estado contra la “vagancia”, en las que se les encerraba, marcaba y ejecutaba.

No basta con que las condiciones de trabajo se presenten en un polo como capital y en el otro como hombres que no tienen nada que vender, salvo su fuerza de trabajo. Tampoco basta con obligarlos a que se vendan voluntariamente. En el transcurso de la producción capitalista se desarrolla una clase trabajadora que, por educación, tradición y hábito reconoce las exigencias de ese modo de producción como leyes naturales, evidentes por sí mismas. [...] Para el curso usual de las cosas es posible confiar el obrero a las "leyes naturales de la producción", esto es, a la dependencia en que el mismo se encuentra con respecto al capital, dependencia surgida de las condiciones de producción mismas y garantizada y perpetuada por éstas. De otra manera sucedían las cosas durante la génesis histórica de la producción capitalista.

Además, la clase trabajadora también sufrió debido a las medidas legislativas tomadas en Inglaterra para mantener los salarios de trabajo sorprendentemente bajos mientras que el costo de vida aumentó. En particular, Marx se refiere a la "Vagabonds Act" de 1530, la "Act for Punishment of Sturdy Vagabonds and Beggars" de 1536, la "Vagabonds Act" de 1547, la "Vagabonds Act" de 1572, la "Poor Act" de 1575, la "Vagabonds Act" de 1597 and la "Vagabonds Act" 1603 que sólo fue derogado por la "Vagrants Act" 1713. Marx también relata la legislación de fijación de salarios, incluyendo la Estatuto de los Trabajadores de 1351, la "Statute of Apprentices" (que se extendió a los tejedores por Jacobo I), la "Journeymen Tailors", la "London Act" de 1720, la "Silk Manufacturers Act" de 1772 y la "Colliers Act" de 1799.
4. Génesis del arrendatario capitalista
El origen de los capitalistas en Inglaterra surgió de los "arrendatarios" que cosecharon los beneficios de la plusvalía obtenida de la tierra expropiada que habían adquirido prácticamente sin costo. Primero aparece como "bailiff [bailío]", luego durante la segunda mitad del siglo XIV como un "arrendatario libre a quien el terrateniente provee de simientes, ganado y aperos de labranza", luego "se convierte en métayer [aparcero], en medianero" y finalmente en arrendatario propiamente dicho. La devaluación de los metales preciosos "y por tanto del dinero" tras la conquista de América trajo más ganancias a los agricultores capitalistas, ya que los trabajadores asalariados debajo de ellos se vieron obligados a aceptar salarios más bajos. Por otro lado, en Francia:

[E]l régisseur, el administrador y recolector de las prestaciones tributadas al señor feudal durante la Alta Edad Media, pronto se convierte en homme d'affaires [hombre de negocios] que por la extorsión, el fraude, etcétera, trepa mañosamente hasta alcanzar la posición de un capitalista.

5. Repercusión de la revolución agrícola sobre la industria. Creación del mercado interno para el capital industrial

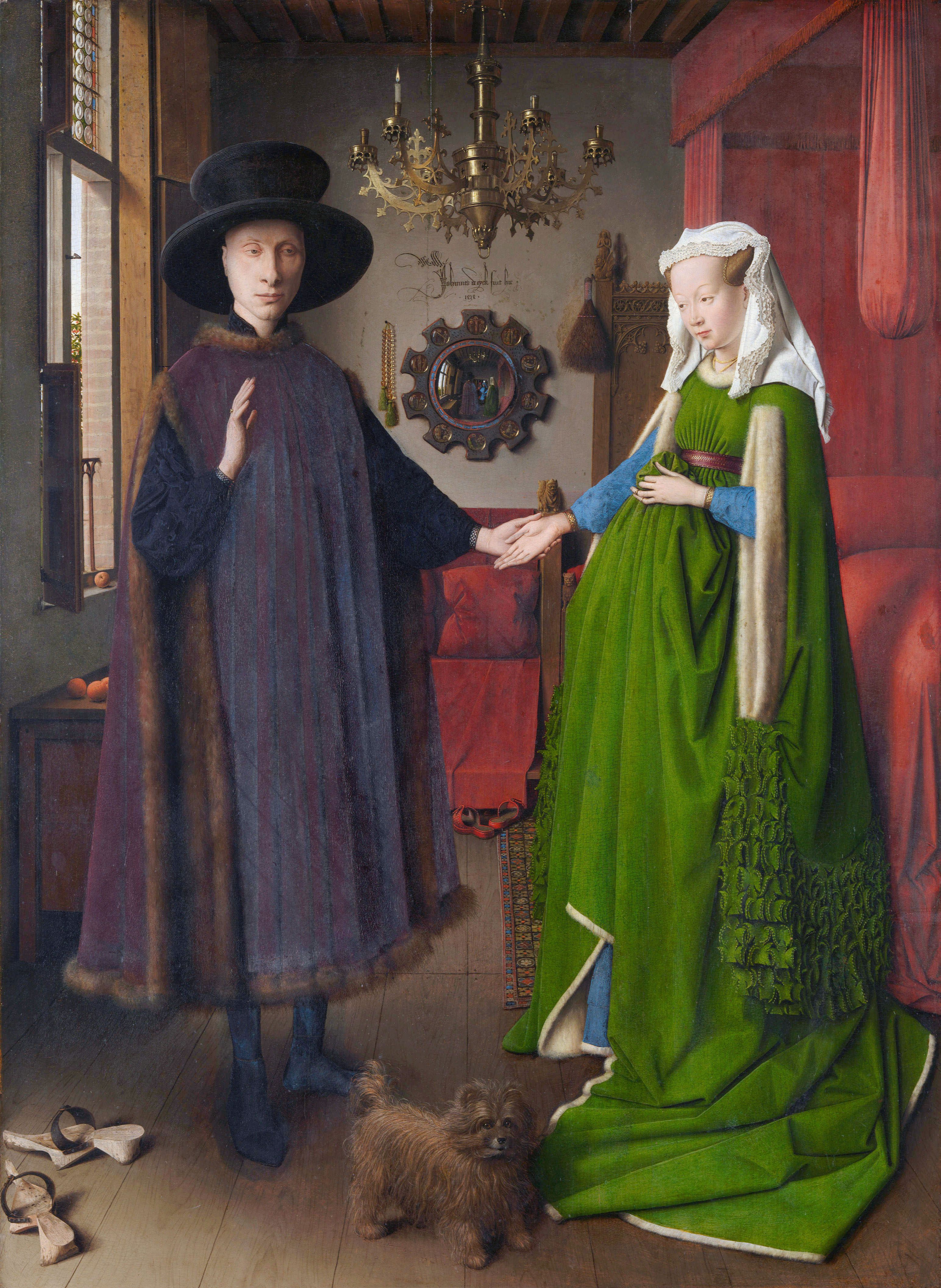
Retrato de Giovanni Arnolfini y su esposa, ejemplo de una familia “pequeña capitalista” mercader.

La Revolución agrícola británica (siglos XVII-XIX) no sólo causó muchos cambios en la forma en que la gente trabajaba, sino también en la estructura social. El arrendatario pudo "vender ahora como mercancía lo que antes sólo se consumía como medios directos de subsistencia, lo cual se lleva a su apogeo con la gran industria mecanizada" (Guerrero, 2015, p. 124). Cuando la industrialización proporcionó las herramientas más baratas y eficientes para la producción agrícola, causó una menor necesidad de trabajadores agrícolas campesinos que desplazaron a la mayoría de la clase trabajadora del campo. Frente a la elección de vender su fuerza trabajo por un salario o convertirse en capitalista, surgió una clase de empresarios que a través de la explotación de los trabajadores asalariados se convirtieron en la clase capitalista. El capitalista industrial "nace del “pequeño capitalista” –que a su vez procedía de los maestros y artesanos independientes de la industria gremial, e incluso de algunos asalariados– y del capital usurario y comercial que ya existía en el régimen feudal" (Guerrero, 2015, p. 124).

Los diversos factores de la acumulación originaria se distribuyen ahora, en una secuencia más o menos cronológica, principalmente entre España, Portugal, Holanda, Francia e Inglaterra. En Inglaterra, a fines del siglo XVII, se combinan sistemáticamente en el sistema colonial, en el de la deuda pública, en el moderno sistema impositivo y el sistema proteccionista. Estos métodos, como por ejemplo el sistema colonial, se fundan en parte sobre la violencia más brutal. Pero todos ellos recurren al poder del estado, a la violencia organizada y concentrada de la sociedad, para fomentar como en un invernadero el proceso de transformación del modo de producción feudal en modo de producción capitalista y para abreviar las transiciones. La violencia es la partera de toda sociedad vieja preñada de una nueva. Ella misma es una potencia económica.

A medida que el sistema creció, se hizo una necesidad de materiales más baratos y más fácilmente disponibles, por lo que nació la colonización. Al expandirse a nuevos territorios y esclavizar las culturas indígenas, la acumulación primitiva se convirtió en una fuente de capital rápido y fácil. La hambruna incluso se convirtió en una herramienta para los capitalistas en 1769-1770 cuando Inglaterra elevó el precio del arroz en la India para que solo los ricos pudieran pagarlo (Gran hambruna de Bengala de 1770). La deuda nacional pronto se convirtió en una herramienta de control para los capitalistas que convirtieron el dinero improductivo en capital a través de préstamos e intercambio. Animado a participar en la creación de deuda, cada trabajador participa en la creación de "sociedades por acciones, al comercio de toda suerte de papeles negociables, al agio, en una palabra, al juego de la bolsa y a la moderna bancocracia". El sistema internacional de crédito oculta la fuente de su generación, es decir, la explotación de los trabajadores esclavos y asalariados. 
6. La génesis del capitalista industrial

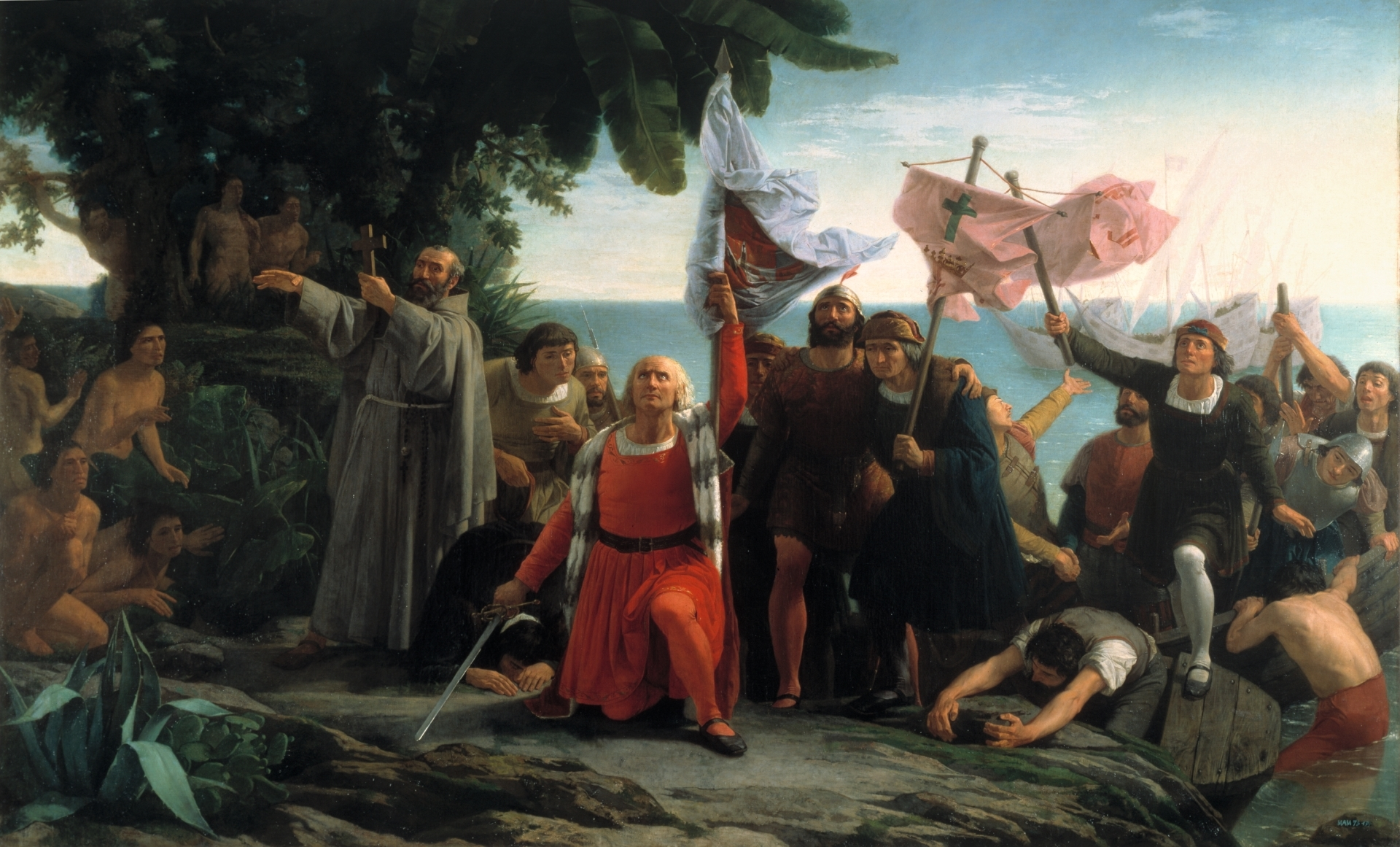
Primer desembarco de Cristóbal Colón en América de Dióscoro Puebla (1862). Marx cita la conquista de América y sus consecuencias como un proceso fundamental de la acumulación originaria.

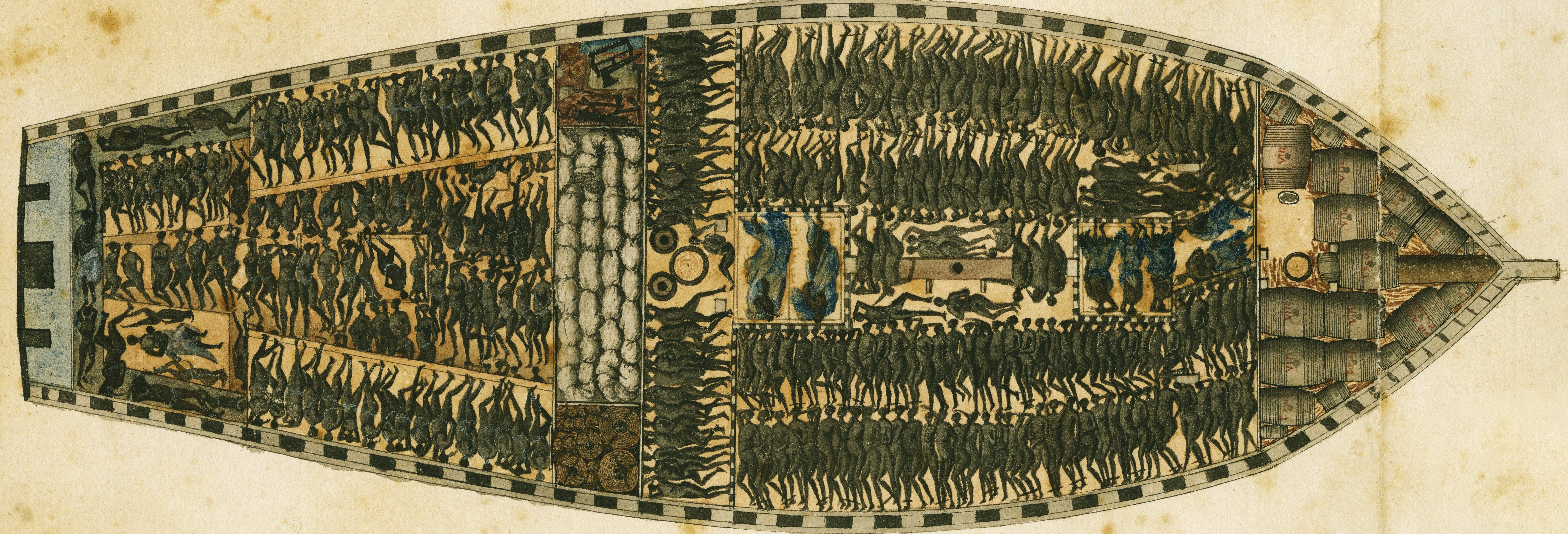
Barco negrero Séraphique Marie de Nantes que transportaba con esclavos negros. El tráfico de esclavos africanos hacia América "caracterizan los albores de la era de producción capitalista".

El cambio en la propiedad de los medios de producción del proletariado a la burguesía dejó al productor común con sólo su fuerza de trabajo para vender. Esto significa que son propietarios libres de las condiciones de su trabajo. Durante este proceso de transferencia, la propiedad privada fue reemplazada por la propiedad privada capitalista a través de la forma más alta de explotación y se había producido el cambio de los días de trabajo libre al trabajo asalariado. La propiedad privada capitalista se formó a partir del modo de apropiación del capital que disminuyó la propiedad privada una vez existente fundada en el trabajo personal de los trabajadores. Del sistema colonial Marx explica la que sus procesos constituyen factores "idílicos" y "fundamentales de la acumulación originaria".

El descubrimiento de las comarcas auríferas y argentíferas en América, el exterminio, esclavización y soterramiento en las minas de la población aborigen, la conquista y saqueo de las Indias Orientales, la transformación de Africa en un coto reservado para la caza comercial de pieles-negras, caracterizan los albores de la era de producción capitalista.

Si el dinero "viene al mundo con manchas de sangre en una mejilla", el capital "lo hace chorreando sangre y lodo, por todos los poros".

Tantæ molis erat [tantos esfuerzos se requirieron] para asistir al parto de las "leyes naturales eternas" que rigen al modo capitalista de producción, para consumar el proceso de escisión entre los trabajadores y las condiciones de trabajo, transformando, en uno de los polos, los medios de producción y de subsistencia sociales en capital, y en el polo opuesto la masa del pueblo en asalariados, en "pobres laboriosos" libres, ese producto artificial de la historia moderna.

7. Tendencia histórica de la acumulación capitalista

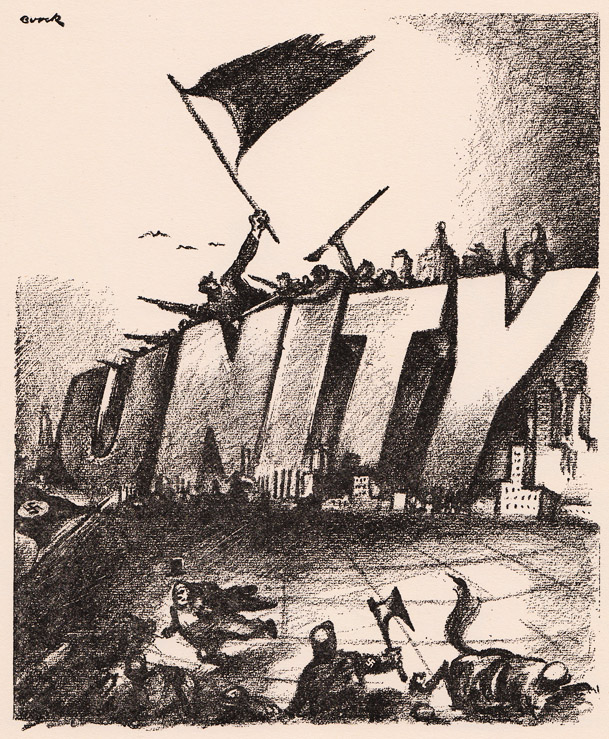
Marx concluye el capítulo prediciendo que el capitalismo será reemplazado por una revolución obrera un sistema económico basado en la propiedad social.

La acumulación originaria del capital se resume en la "la disolución de la propiedad privada fundada en el trabajo propio". Marx afirma que a medida que el capitalismo crece, el número de trabajadores asalariados crece exponencialmente. "Al alcanzar cierto grado de su desarrollo, genera los medios materiales de su propia destrucción". Por lo tanto, en última instancia, habrá una revolución en la que los "expropiadores son expropiados" de sus medios de riqueza por la mayoría.
Esta transformación revertirá a una época en que la propiedad privada sea vista como propiedad social y "se desarrollan en escala cada vez más amplia la forma cooperativa del proceso laboral, la aplicación tecnológica consciente de la ciencia, la explotación colectiva planificada de la tierra, la transformación de los medios de trabajo en medios de trabajo que sólo son utilizables colectivamente, la economización de todos los medios de producción gracias a su uso como medios de producción colectivos del trabajo social, combinado" (ver: Socialismo).

El modo capitalista de producción y de apropiación, y por tanto la propiedad privada capitalista, es la primera negación de la propiedad privada individual, fundada en el trabajo propio. La negación de la producción capitalista se produce por sí misma, con la necesidad de un proceso natural. Es la negación de la negación. Ésta restaura la propiedad individual, pero sobre el fundamento de la conquista alcanzada por la era capitalista: la cooperación de trabajadores libres y su propiedad colectiva sobre la tierra y sobre los medios de producción producidos por el trabajo mismo.

De acuerdo al marxólogo Maximilien Rubel, este epígrafe debería consistir en lo que aparece en el capítulo XXV. «Consiguió así que los censores vieran que el libro terminaba como empezaba, con la misma dificultad de comprensión, y que, de esta forma, pasara más desapercibida la “tendencia histórica de la acumulación capitalista”, en la que se retomaban, e incluso se citaban expresamente, las expectativas revolucionarias del Manifiesto Comunista» (Guerrero, 2015, p. 125).

El progreso de la industria, cuyo agente involuntario y pasivo es la burguesía, sustituye, con la unificación revolucionaria de los obreros por la asociación, su aislamiento provocado por la competencia. Al desarrollarse la gran industria, pues, la burguesía ve desaparecer bajo sus pies el fundamento mismo sobre el cual ella produce y se apropia de los productos. La burguesía, por consiguiente, produce ante todo a sus propios enterradores. Su ruina y la victoria del proletariado son igualmente inevitables. (Friedrich Engels y Karl Marx "Manifest der Kommunistischen Partei", Londres, 1848, pp. 11, 9.)

#### Capítulo 25: La teoría moderna de la colonización

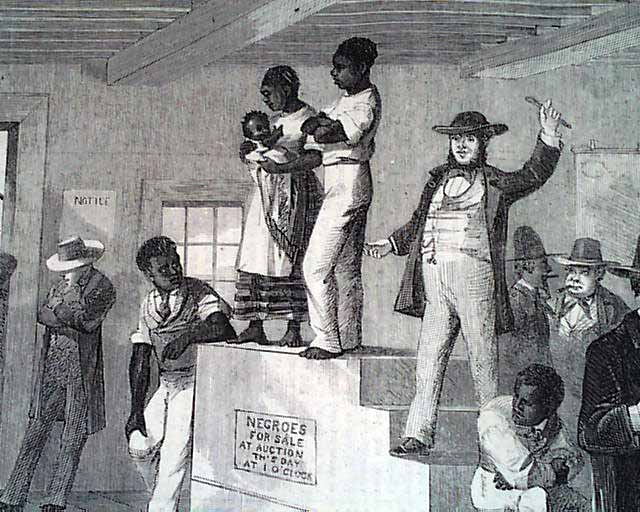
Una subasta de esclavos en Virginia (1861). Marx explica que un negro sólo bajo determinadas condiciones se convierte en esclavo como una hilar algodón es bajo determinadas condiciones capital, porque "el capital es una relación social de producción. Es una relación histórica de producción."

En último capítulo del primer tomo, Marx crítica de la teoría de la colonización sistemática ("systematic colonization") de Edward Gibbon Wakefield. Afirma que existen dos tipos de propiedad privada en una economía política. La primera forma "se funda en el trabajo personal y la propiedad privada capitalista diametralmente contrapuesta, que se funda en el aniquilamiento de la primera". En el mundo capitalista industrializado de Europa Occidental esto se logró fácilmente mediante el uso de leyes y la propiedad privada. El proceso de acumulación originaria ya había culminado en lo fundamental. Sin embargo, los capitalistas constantemente encuentran obstáculos en las colonias donde los trabajadores trabajan para su propio enriquecimiento en lugar del del capitalista. "La contradicción entre estos dos modos de producción y de apropiación, diametralmente contrapuestos, existe aquí de manera práctica". Los capitalistas superan este obstáculo mediante el uso de la fuerza y respaldo político de la metrópoli. El mérito de Wakefield es "haber descubierto en las colonias la verdad acerca de las relaciones capitalistas de la metrópoli". Así, mientras en la metrópoli "pugnaba por la fabricación de capitalistas" la colonia "aspiraba a la fabricación de asalariados". Wakefield también observó "que el capital no es una cosa, sino una relación social entre personas mediada por cosas" porque para crear capitalistas no basta dinero y otros medios de producción, sino la existencia del obrero asalariado "forzado a venderse voluntariamente a sí mismo". Entonces, Marx pregunta: "¿Cómo, entonces, se llevó a cabo en la vieja Europa la expropiación del trabajador, al que se privó de sus condiciones de trabajo, y por tanto la creación del capital y el trabajo asalariado?" Según Wakefield esto se produce a través de la división de los trabajadores en "propietarios de capital y propietarios de trabajo" mediante un contrato social. Pero si eso hubiera ocurrido "este fanático renunciamiento de sí mismo debería manifestarse sin trabas especialmente en las colonias", volviendo innecesaria la “colonización sistemática”. Es "la expropiación de la masa del pueblo despojada de la tierra" lo que constituye "el fundamento del modo capitalista de producción".

La esencia de una colonia libre consiste, a la inversa, en que la mayor parte del suelo es todavía propiedad del pueblo, y por tanto en que cada colono puede convertir una parte de la misma en su propiedad privada y en medio individual de producción, sin impedir con ello que los colonos posteriores efectúen la misma operación. Este es el secreto tanto de la prosperidad de las colonias como del cáncer que las roe: su resistencia a la radicación del capital.

Como la producción capitalista una absoluta dependencia social de la clase obrera respecto con los intereses del capital, en las colonias al faltan una "sobrepoblación relativa de asalariados" que fuercen al obrero a vender su fuerza de trabajo. "En países civilizados desde antiguo, el obrero, aunque libre, depende del capitalista por una ley de la naturaleza; en las colonias debe crearse esa dependencia por medio de recursos artificiales".

¿Cómo curar, entonces, el cáncer anticapitalista de las colonias? Si se quisiera transformar de un solo golpe toda la tierra que hoy es propiedad del pueblo en propiedad privada, se destruiría la raíz del mal, ciertamente, pero también... la colonia. Las reglas del arte exigen que se maten dos pájaros de un tiro. Asígnese a la tierra virgen, por decreto gubernamental, un precio independiente de la ley de la oferta y la demanda, un precio artificial que obligue al inmigrante a trabajar por salario durante un período más prolongado, antes que pueda ganar el dinero suficiente para adquirir tierra y transformarse en campesino independiente.

Este es el gran secreto de la "colonización sistemática". El fondo constituido con la venta de tierra habría de emplearse en importar "pobres diablos de Europa a las colonias y mantener lleno así, para el señor capitalista, su mercado de trabajo asalariado". Eso permitiría mantener un mercado de trabajo en las condiciones más favorables para la acumulación de capital. Pero "los progresos de la producción capitalista en Europa" y la emigración de las colonias inglesas hacia Estados Unidos "hicieron superflua la receta de Wakefield".

## Historia de la publicación

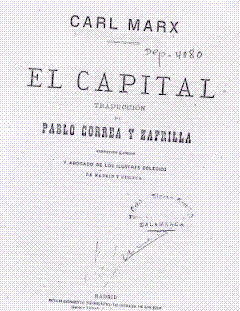
Traducción de Pablo Correa de El Capital al español.

Durante su vida, Karl Marx supervisó la primera y segunda edición en alemán, así como una tercera edición en francés. La edición original alemana no llegó a ser prohibida por el Comité Central de Censores de Publicaciones Extranjeras. Esta edición francesa iba a ser una base importante de la tercera edición alemana que Friedrich Engels supervisó después de la muerte de Marx en 1883. Como señala Marx en el epílogo de la segunda edición alemana de El Capital, las diferentes ediciones de El Capital de Marx reflejan su reelaboración del material publicado, especialmente en la presentación del trabajo, particularmente sobre la teoría del valor. El Marx-Engels-Gesamtausgabe contiene las cuatro variantes de El Capital, Volumen I en su totalidad. 
La primera traducción de El capital fue la rusa en marzo de 1872 por iniciativa del economista socialista ruso Nikolái Danielson publicada por el editor radical Nikolái Petrovich Poliakov. El primer traductor encargado de la tarea fue anarquista Mijaíl Bakunin pero nunca puedo completarlo. Fue sustituido por el alemán German Lopatin y luego por Danielson con la ayuda de Nikolai Liubavin. A pesar de que la censura de Imperio ruso proscribe "las doctrinas nocivas del socialismo y el comunismo", los censores rusos consideraron El capital como una "obra estrictamente científica" de economía política, cuyo contenido no se aplicaba a la Rusia monárquica, donde la "explotación capitalista" nunca había ocurrido y fue oficialmente descartada, dado "que muy pocas personas en Rusia lo leerán, y aún menos lo entenderán".
La primera traducción revisada por el autor del primer tomo de El capital fue la francesa publicada en 1872, que es la segunda traducción de esta obra, publicada justo después de la traducción rusa. Las siguientes traducciones son, en orden cronológico: la versión polaca (1884-1890), danesa (1885), española (1886), italiana (1886) y finalmente inglesa (1887) por Samuel B. Moore, Edward Aveling y Eleanor Marx, la hija menor de Marx. Existe cierta controversia en cuanto a la elección de la edición que se ha traducido como representación de este trabajo para los lectores de idiomas extranjeros.
Existen varias traducciones al español de esta obra. El abogado republicano español Pablo Correa realizó una primera traducción parcial del Libro I El capital al castellano en 1886 a partir de la edición francesa. El argentino Juan B. Justo, cofundador del Partido Socialista Argentino, realizó la primera traducción del alemán al español del Libro I, publicada en 1898.
Se considera como la mejor traducción traducción de El capital la de Pedro Scaron, publicada por Siglo XXI en 1975. Scaron es responsable de la traducción integra del tomo I y de la tercera sección del tomo II, así como de la supervisión de las otras dos secciones del tomo II -traducidas por Diana Castro y del tomo III, traducido por León Manes.
A pesar del enorme esfuerzo, Marx no vivió para completar su objetivo de publicar los volúmenes restantes de El Capital. Después de la muerte de Marx, Engels publicó como editor y de alguna manera amplió los manuscritos económicos de Marx de los tomos II (1885) y III (1894). Los estudiosos están divididos sobre cuál de los varios planes para el trabajo fue el final de Marx. Debido a que el proyecto no se completó definitivamente, el papel del primer tomo en la crítica de la economía política deja sin respuesta preguntas científicas que los economistas marxistas continúan debatiendo.

## Recepción
La publicación del tomo I fue generalmente ignorada y poco comprendido. Friedrich Engels trató de combatir esta «conspiración del silencio» con la redacción de nueve reseñas y un resumen de los cuatro primeros "capítulos" (ahora "secciones") para la revista The Fortnightly Review.
Karl Eugen Dühring (1868) fue uno de los primeros economistas en reseñar el tomo 1 de El Capital de Marx. Posteriormente, Dühring se dedicó a criticar las tesis de Marx dentro del Partido Socialdemócrata de Alemania, lo que le valió en 1878 que Engels escribiera una defensa de Marx y contraargumentación de sus críticas en su célebre obra Anti-Dühring.
No fue con el auge del movimiento obrero que la obra empezó a ser ampliamente difundida. En el prólogo de la primera edición inglesa de 1886, Engels escribió que El capital ha sido descrita como “la Biblia de la clase trabajadora”, cuyas conclusiones fueron fundamentales en el movimiento obrero en Alemania, Rusia, Suiza, Inglaterra, Francia, Holanda, Bélgica, Italia, España y América.
En Rusia la recepción de El capital fue positiva y ampliamente difundida. Nikolai Ziber (1871) consideró las teorías de Marx como "un continuo y necesario desarrollo de la doctrina de Smith-Ricardo". Mijaíl Bakunin (c. 1869 - 71), criticó el método de Marx en El capital por ser positivista pero consideró su análisis científico como la mejor denuncia "de la formación de la burguesía, el capital y la explotación sistemática y cruel que el capital sigue ejerciendo sobre el trabajo del proletariado [...] una sentencia de muerte, científicamente motivada e irrevocablemente pronunciada" contra la clase burguesa.
En Francia, Maurice Block (1872) consideró que, a pesar del rechazo burgués, con El capital «el señor Marx se sitúa entre los espíritus analíticos más eminentes». Block criticó la teoría del plusvalor y la reducción del trabajo abstracto. Posteriormente, el yerno de Marx, Paul Lafargue (1884) polemizó con Block y otros economistas críticos como Pierre Paul Leroy-Beaulieu en defensa de las tesis marxistas en los Journal des économistes. Vilfredo Pareto (1896) en una introducción a El capital escribió que el trabajo no interviene en la relación del valor de cambio, siendo el razonamiento de Marx un circulo vicioso, expresó la dificultad de convertir distintos tipos de trabajo (simple o compuesto) en trabajo abstracto.
En Alemania, Karl Knies (1873) de la escuela historicista alemana de economía reseñó El capital críticamente. Knies rechazó como contradictoria la teoría del valor de Marx y la posibilidad de abstraerse de los valores de uso. Wilhelm Heinrich Roscher (1874) también reseñó brevemente la obra de Marx, la cual admite poseer gran conocimiento de la economía inglesa pero consideró su lenguaje como "místico", "tendencioso y sofístico".
En Italia, Achille Loria (1883) describió al primer tomo de El capital en Nuova Antología como "esplendido" pero posteriormente tras la publicación del tercer tomo consideró la teoría de Marx como "un suicidio científico" y rechazó cualquier equiparación con valores y precios como "una contradictio in adiecto". Engels (1895) respondió poco antes de morir a las críticas de Loria en un postfacio al tercer tomo de El capital. Loria fue uno de los primeros economistas en presentar lo posteriormente se denominó como el problema de la transformación.
En Austria, Eugen von Böhm-Bawerk (1884) en su obra Capital e Interés fue criticó de la teoría del valor de Marx, cuya consideró metodología falaz al descartar los bienes naturales como mercancías con valor  de su teoría. También rechazó el trabajo abstracto como la única cualidad común de todas las mercancías y afirmó que la teoría marxista del valor era negada por la experiencia en el marcado. Más adelante Böhm-Bawerk (1896) retomará sus críticas en La conclusión del sistema marxiano, donde argumenta que el tercer tomo de El capital se contradice con el primero al afirmar que las mercancías no se intercambian por sus valores sino por sus "precios de producción" (véase: Problema de la transformación).
En Inglaterra, John Rae (1884) escribió que, a pesar de haber vivido Marx ahí los últimos 30 años de su vida, su obra no fue muy conocida. No fue hasta la traducción inglesa en 1887 que El capital empezó a familiarizarse. Rae definió la obra como una "crítica del moderno sistema industrial como es explicado por los economistas ingleses y ejemplificado en la sociedad inglesa" y consideró que la crítica de Marx se basa en dos principios, que "el valor proviene del trabajo" y que "los salarios naturales del trabajo están determinados por el coste de su producción, [...] el coste de la subsistencia del trabajador". El "vicio" que Rae encuentra en la teoría del valor de Marx es "que toma una ley que es verdadera para la primera clase de mercancías como verdadera para todas las clases de ellas." Philip Wicksteed (1884) realizó una crítica de El capital desde el marginalismo de Jevons, donde "no es ni más ni menos que la utilidad abstracta, es decir, el poder de satisfacer los deseos humanos" la cualidad común de todas las mercancías. La crítica de Wicksteed fue respondida por George Bernard Shaw (1885) quien sostenía que "la utilidad no determina la valor". Posteriormente Shaw (1887) abrazaría las críticas jevonianas pero aceptando la importancia de la obra de Marx.
En los EE. UU. "la difusión las teorías de Marx fueron al principio muy limitadas" a pesar incluso del auge del socialismo en el país. El economista germano-estadounidense Richard T. Ely escribió en French and German Socialism in Modern Times (1883) que El capital debería equipararse con los Principios de David Ricardo. Ely comentó que el libro es de difícil lectura, "no porque esté mal escrito, sino por su profundidad", y que sus teorías, aunque no sean originales, "son desarrollas y defendidas de una manera original".

## Método de presentación y forma literaria

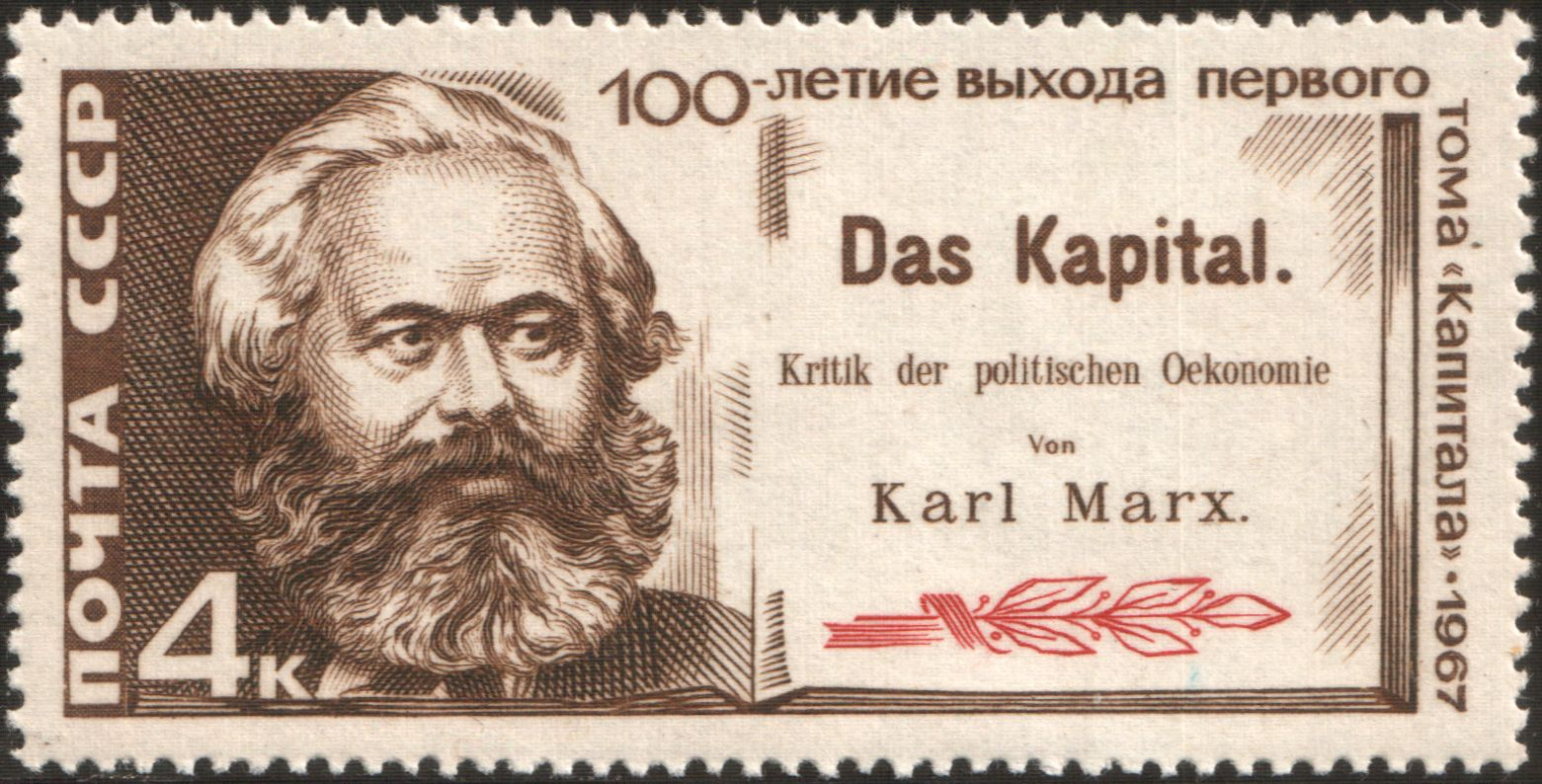
Sello soviético conmemorativo del 100.º aniversario de la publicación del primer volumen de El Capital (1967). Artista: V. Mekhantiev.

Los economistas políticos marxistas están divididos sobre el carácter metodológico que impulsa la elección de Marx del orden de presentación de los conceptos económicos, una pregunta frustrante para completar más rápido este libro en la vida adulta de Marx.
Hay interpretaciones lógicas, históricas, sociológicas y de otro tipo que intentan aclarar el método que Marx no explicó porque su proyecto de escritura sobre dialéctica tenía menor prioridad que otros asuntos.
Desde 1867, los estudiosos han promovido diferentes interpretaciones del propósito que impulsa el largo y a menudo expansivo argumento del volumen uno. Los escritores clave incluyen a Louis Althusser, Harry Cleaver, Richard D. Wolff, David Harvey, Michael Lebowitz, Moishe Postone, Fred Moseley, Michael Heinrich y otros. En el mundo árabe, las ideas de Marx fueron discutidas por pensadores como Sadiq Jalal al-Azm, Al-Tayyeb Tizini, Rizgar Akrawi y otros.
Existen múltiples planes para el proyecto de Das Kapital y, en consecuencia, si Marx completó o no su proyecto es un debate en curso entre los economistas políticos marxistas.

### Punto de partida
El punto de partida de la investigación Marx es la mercancía como forma de riqueza elemental del capitalismo. Engels bajo su "método lógico-histórico" sostuvo que El capital parte de la "producción mercantil simple", donde las mercancías se venden por su valor como en sociedades precapitalistas. Tal interpretación fue influyente en economistas marxistas posteriores pero actualmente ha sido critcada, ya que para Marx la ley del valor no se aplica en sociedades precapitalistas.

### Orden de lectura
Se han sugerido distintas órdenes de lectura del primer tomo de El capital ha sido debido a la dificultad de la obra, especialmente los primeros capítulos. El mismo Marx admite la dificultad de su análisis expositivo del valor y afirma que " incluso si en mi libro no hubiera ningún capítulo acerca del «valor», el análisis de las condiciones reales que yo hago contendría la prueba y la demostración de relaciones reales de valor". En su correspondencia, Marx aconseja a Ludwig Kugelmann que podría empezar por los capítulos 8, 11, 12 (parte IV) y 24 (Parte VI); mientras que a aconseja a "la señora Wollmann" comenzar por la sección séptima. Karl Korsch sugierió comenzar desde el capítulo 7 y Louis Althusser sugirió "dejar de lado las partes I y V, y leer primero las partes II, III, IV, VI, VII y VIII, para luego regresar nuevamente al principio".

## Lectura adicional
- Sparks, Jared, ed. (1836). «Google Books link». The Works of Benjamin Franklin II. Boston: Hilliard Gray.
- Galbraith, John Kenneth (1977). «1». The Age of Uncertainty. London: BBC.
- Guerrero, Diego (2015). Un resumen completo de "El capital" de Marx (3ª edición). Maia. ISBN 978-84-936641-6-9. OCLC 434354233.
- Linden, Marcel van der; Hubmann, Gerald (2018). Marx’s Capital: An Unfinishable Project? (en inglés). BRILL. ISBN 978-90-04-36715-9.
- Marchionatti, Roberto (1998). Karl Marx (en inglés). Taylor & Francis. ISBN 978-0-415-18157-0.